# Lijst van woonplaatsen in Noord-Brabant
Een woonplaats is volgens de wet basisregistraties adressen en gebouwen (BAG) een "door het bevoegde gemeentelijke orgaan als zodanig aangewezen en van een naam voorzien gedeelte van het grondgebied van de gemeente." Iedere Nederlandse gemeente is verplicht haar volledige grondgebied in te delen in een of meerdere woonplaatsen. Het Kadaster, de beheerder van de Landelijke Voorziening BAG, kent aan iedere woonplaats een woonplaatscode toe. Deze wordt tussen haakjes achter de naam van de woonplaats weergegeven.

## Aalburg

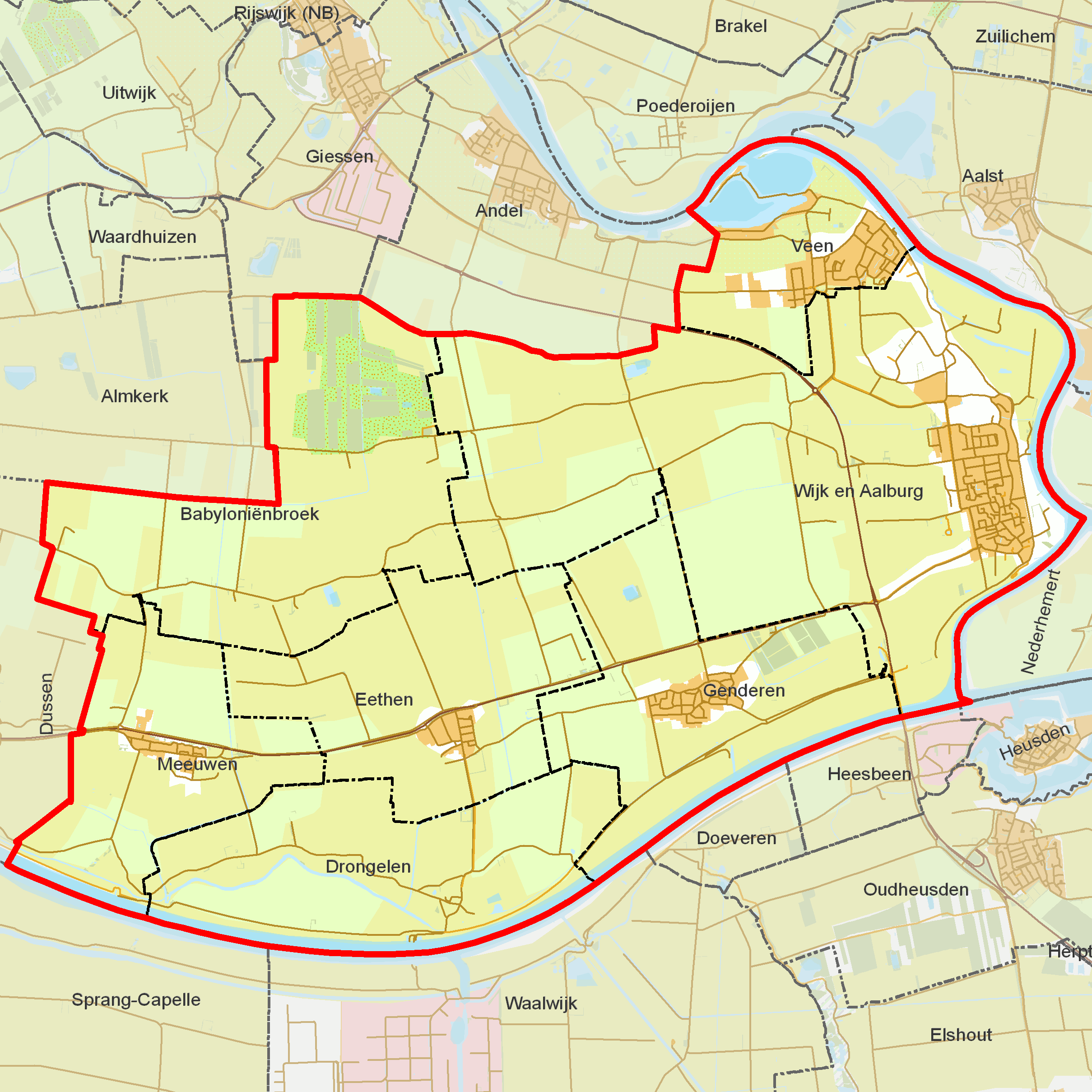
Woonplaatsen in de gemeente Aalburg

- Babyloniënbroek (1951)
- Drongelen (1952)
- Eethen (1953)
- Genderen (1954)
- Meeuwen (1955)
- Veen (1956)
- Wijk en Aalburg (1957)

## Alphen-Chaam

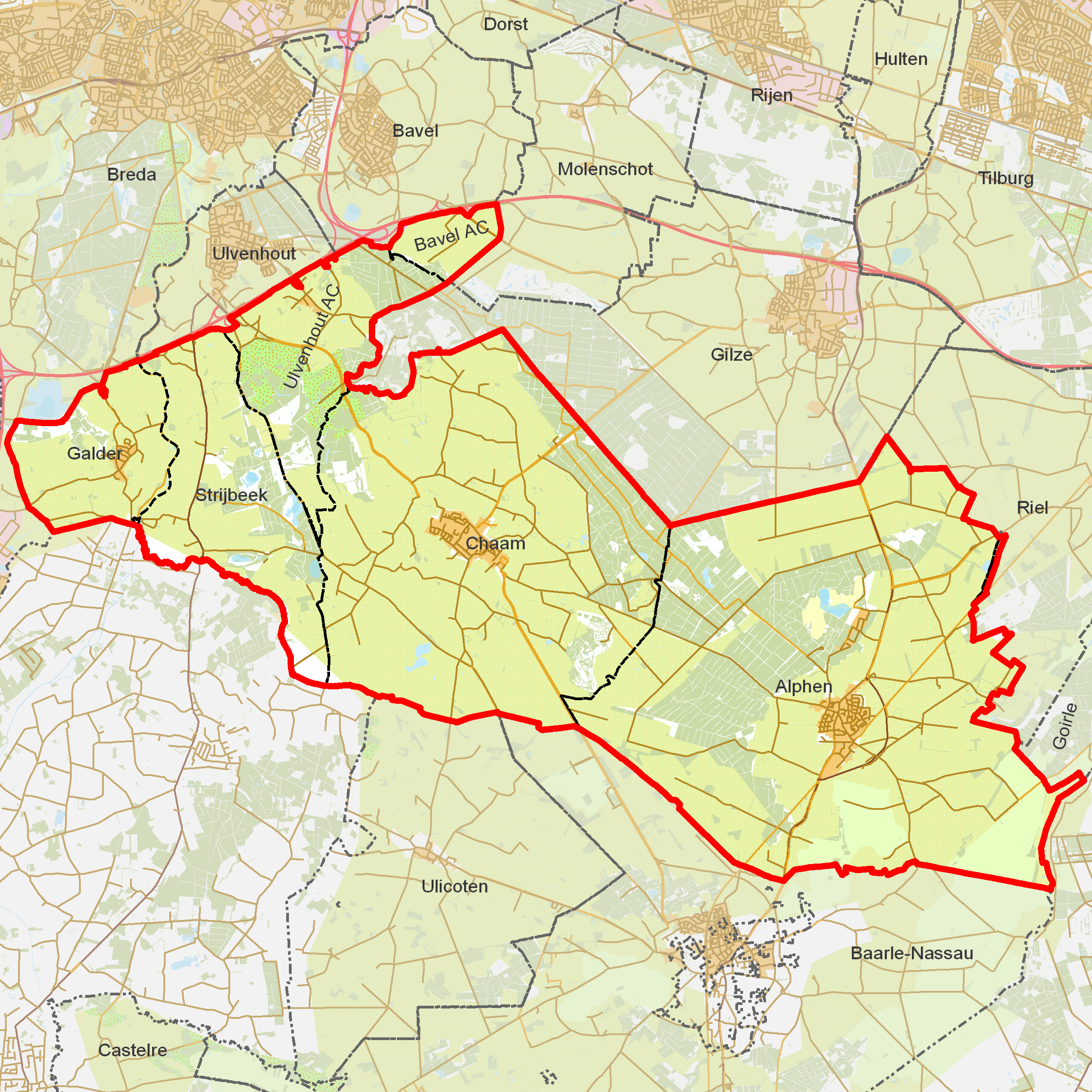
Woonplaatsen in de gemeente Alphen-Chaam

- Alphen (3432)
- Bavel (3437)
- Chaam (3433)
- Galder (3434)
- Strijbeek (3435)
- Ulvenhout (3436)

## Asten

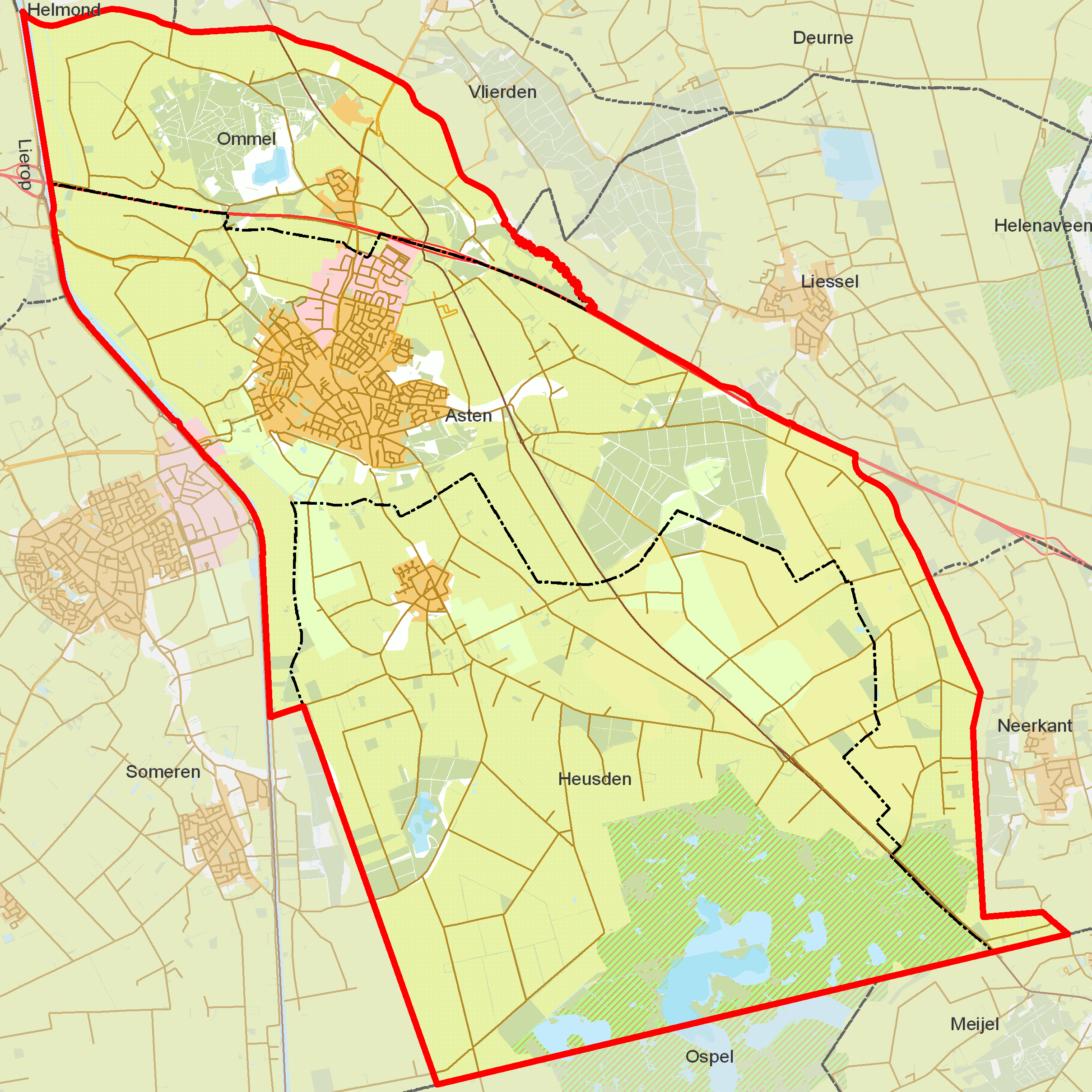
Woonplaatsen in de gemeente Asten

- Asten (2928)
- Heusden (2929)
- Ommel (2930)

## Baarle-Nassau

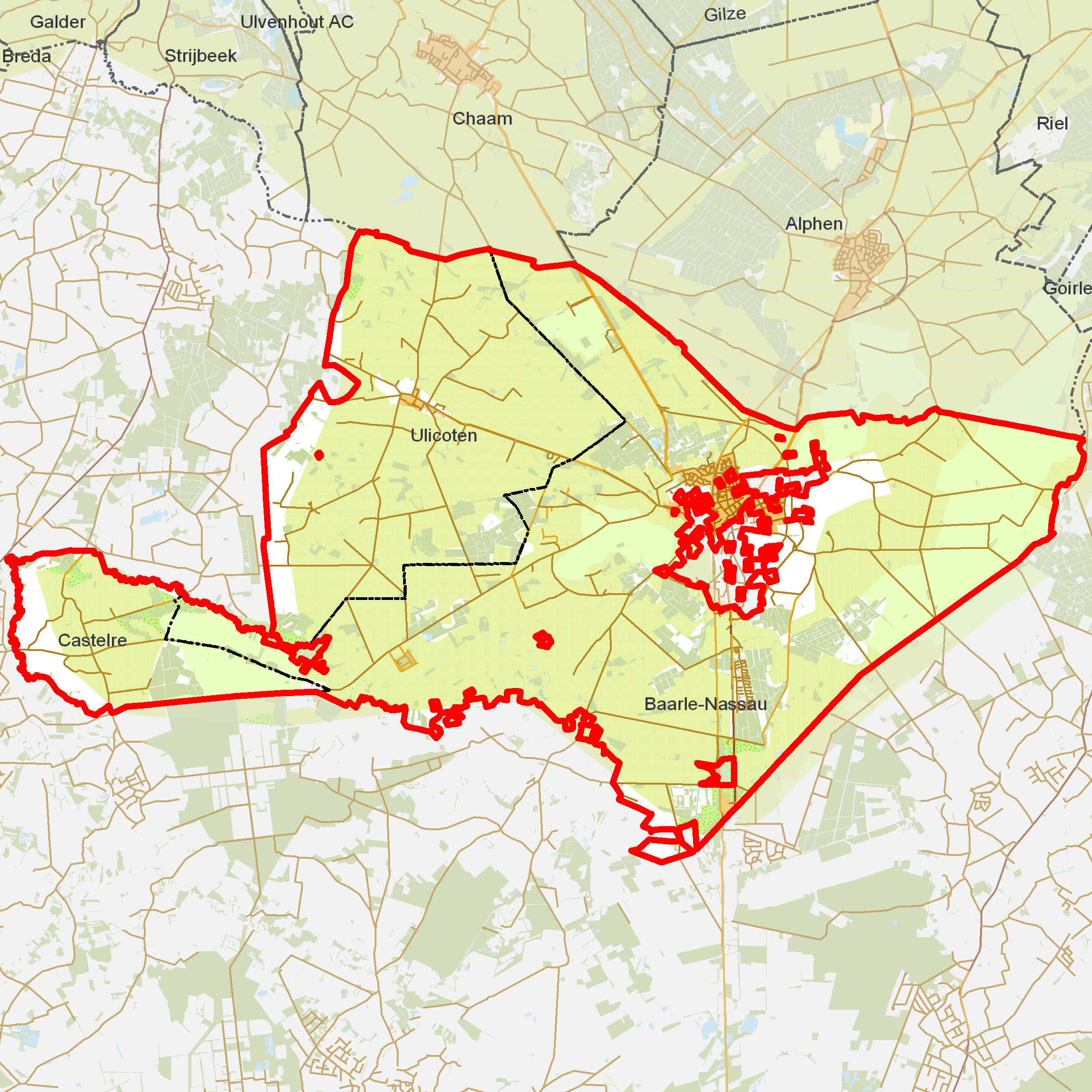
Woonplaatsen in de gemeente Baarle-Nassau

- Baarle-Nassau (2883)
- Castelré (2885)
- Ulicoten (2884)

## Bergeijk

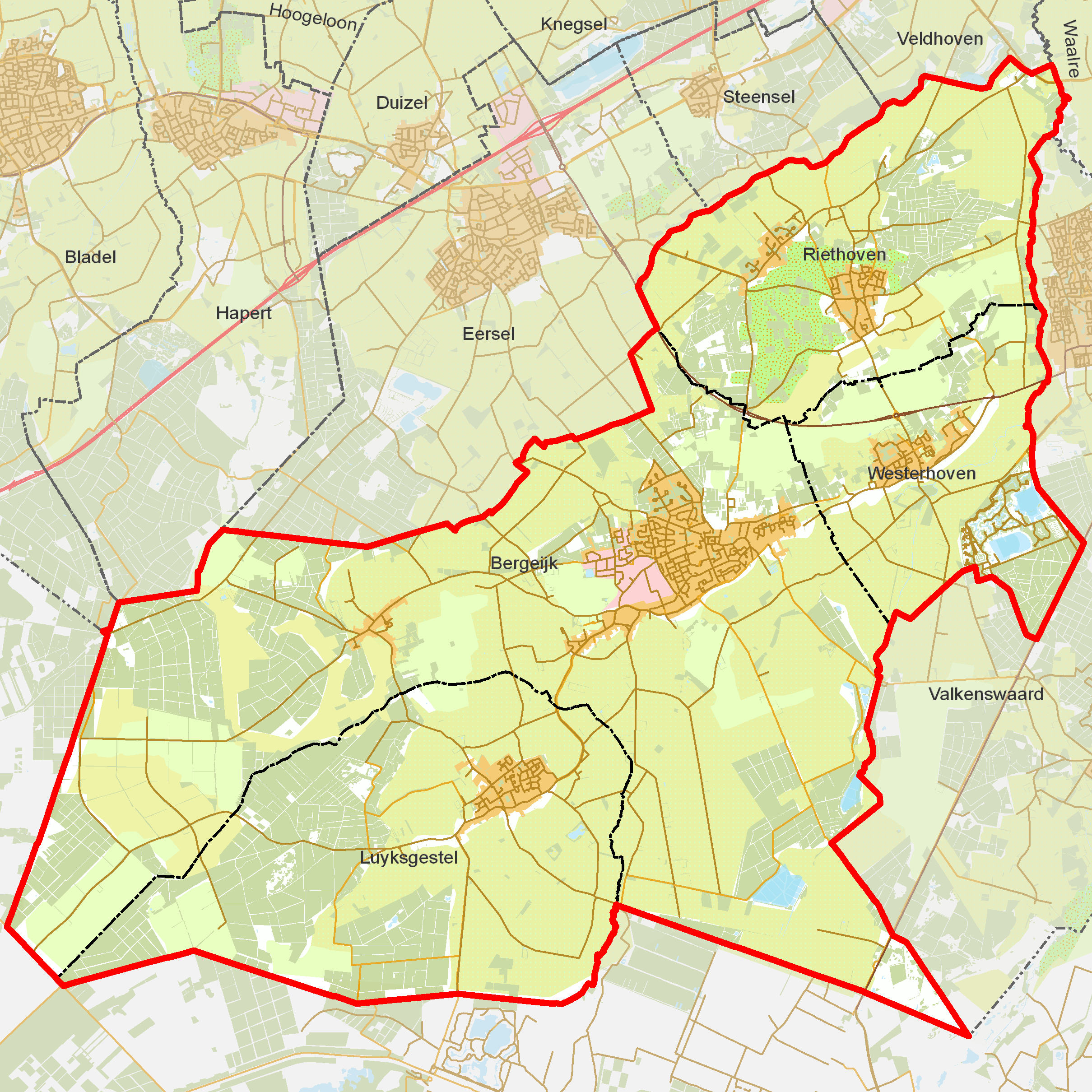
Woonplaatsen in de gemeente Bergeijk

- Bergeijk (1457)
- Luyksgestel (1458)
- Riethoven (1459)
- Westerhoven (1460)

## Bergen op Zoom

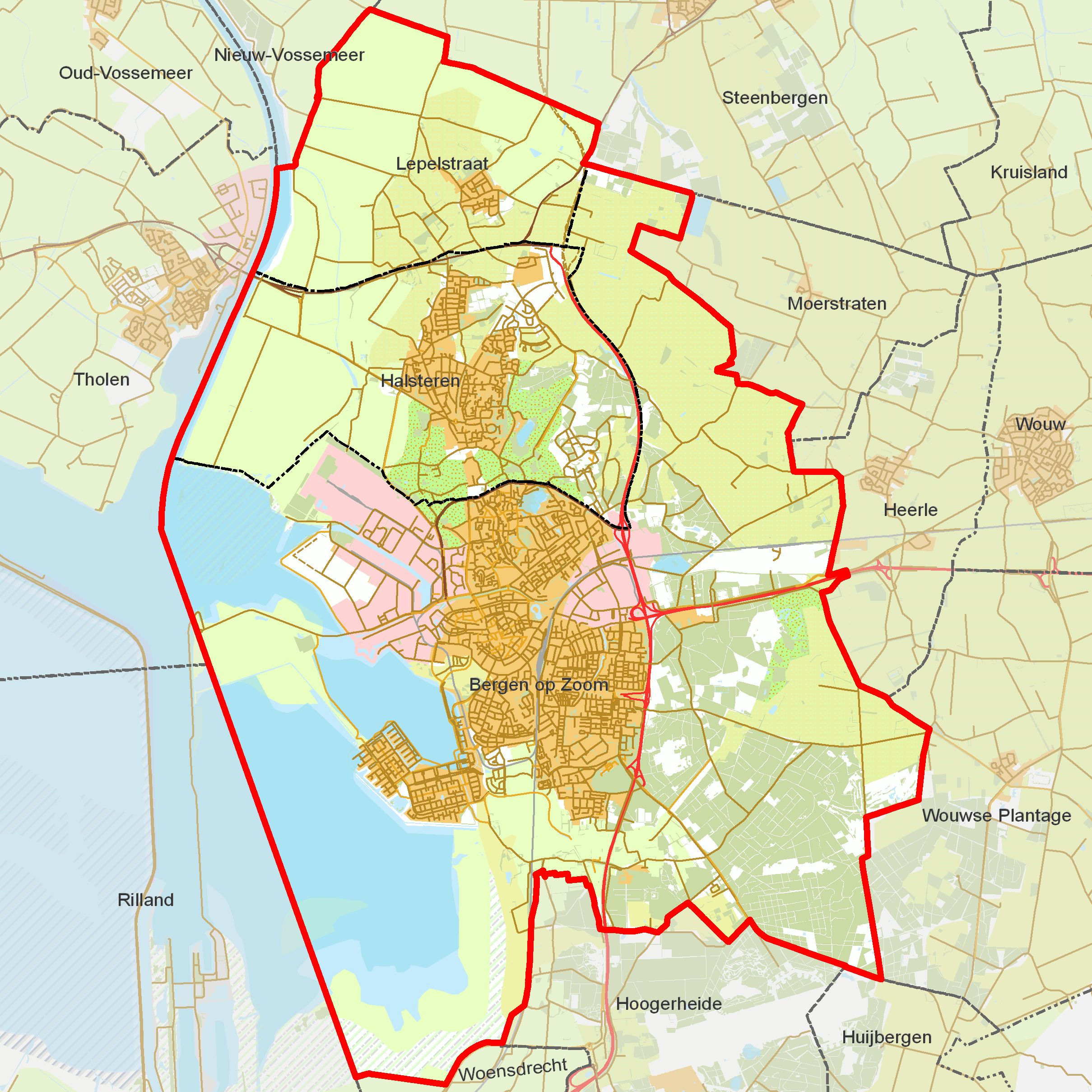
Woonplaatsen in de gemeente Bergen op Zoom

- Bergen op Zoom (1937)
- Halsteren (1938)
- Lepelstraat (1939)

## Bernheze

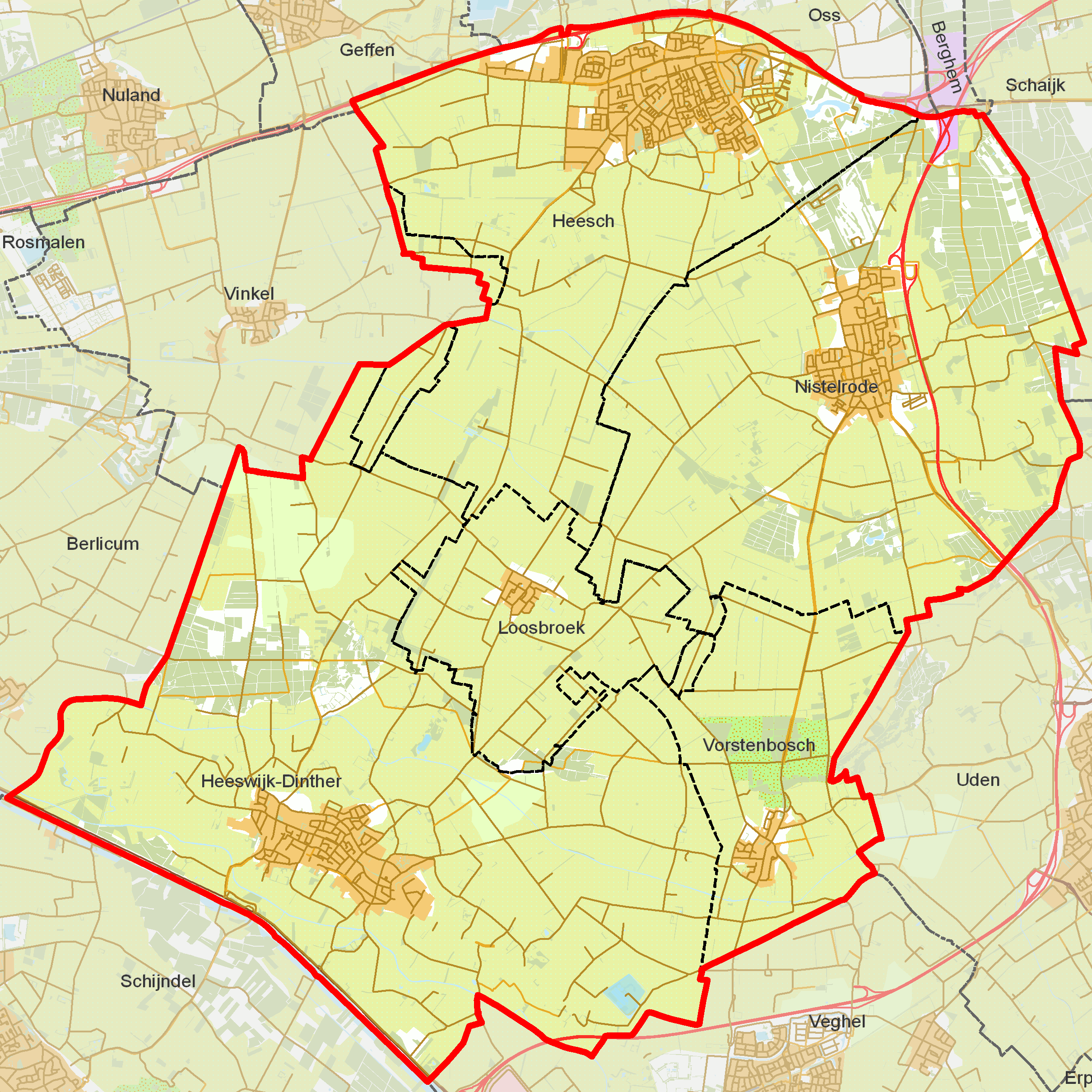
Woonplaatsen in de gemeente Bernheze

- Heesch (3059)
- Heeswijk-Dinther (3060)
- Loosbroek (3061)
- Nistelrode (3062)
- Vinkel (3063)
- Vorstenbosch (3064)

## Best

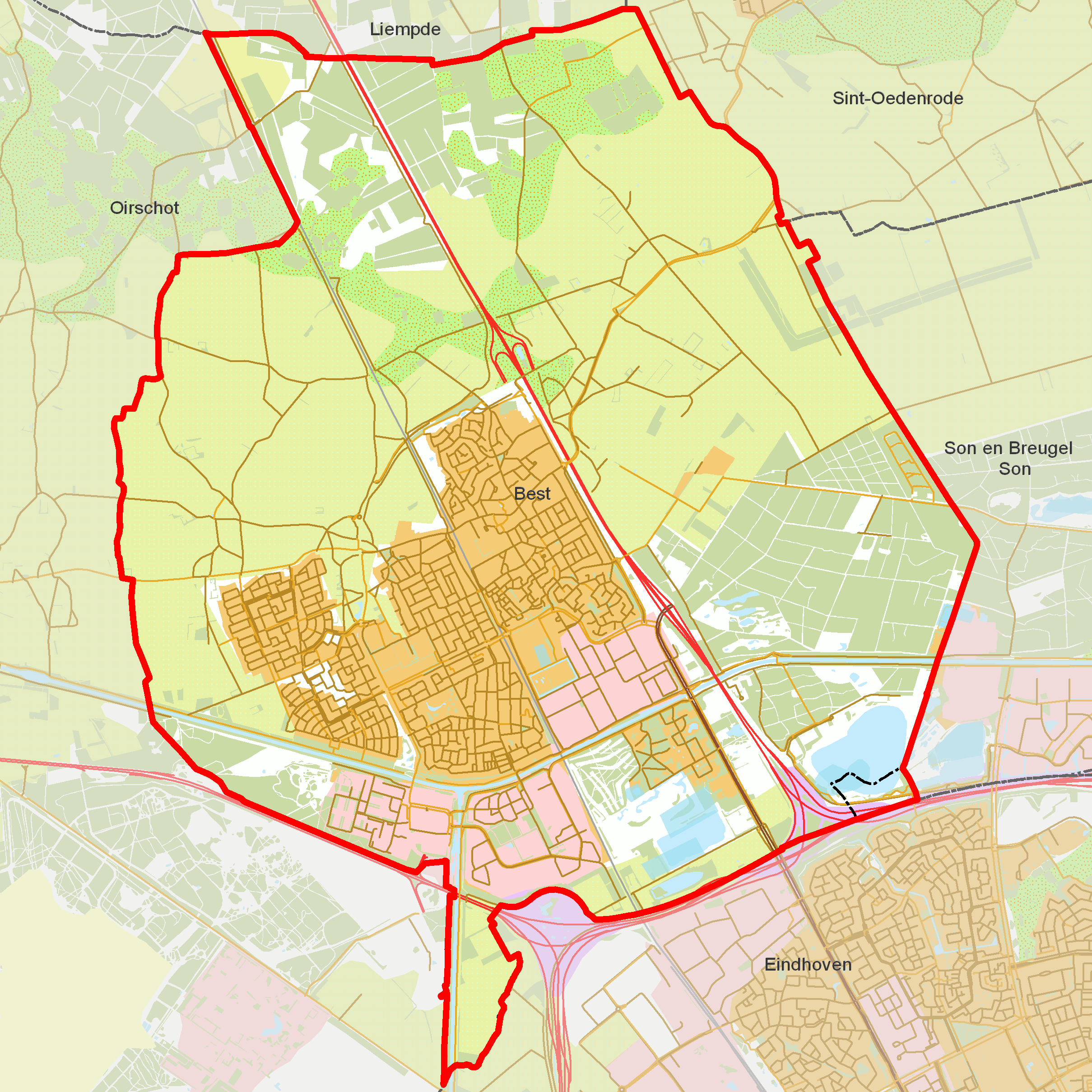
Woonplaatsen in de gemeente Best

- Best (1456)

## Bladel

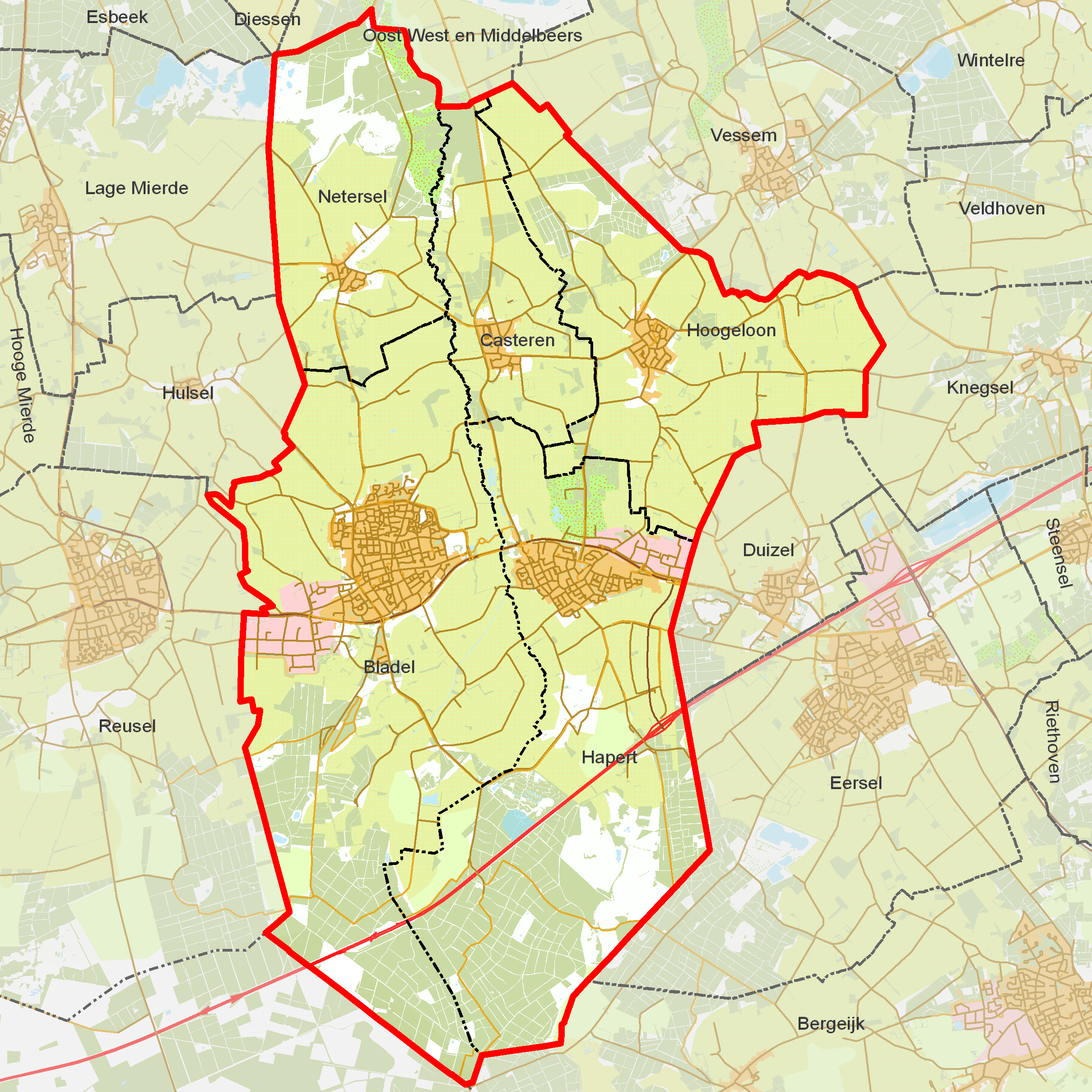
Woonplaatsen in de gemeente Bladel

- Bladel (1064)
- Casteren (1067)
- Hapert (1065)
- Hoogeloon (1066)
- Netersel (1068)

## Boekel

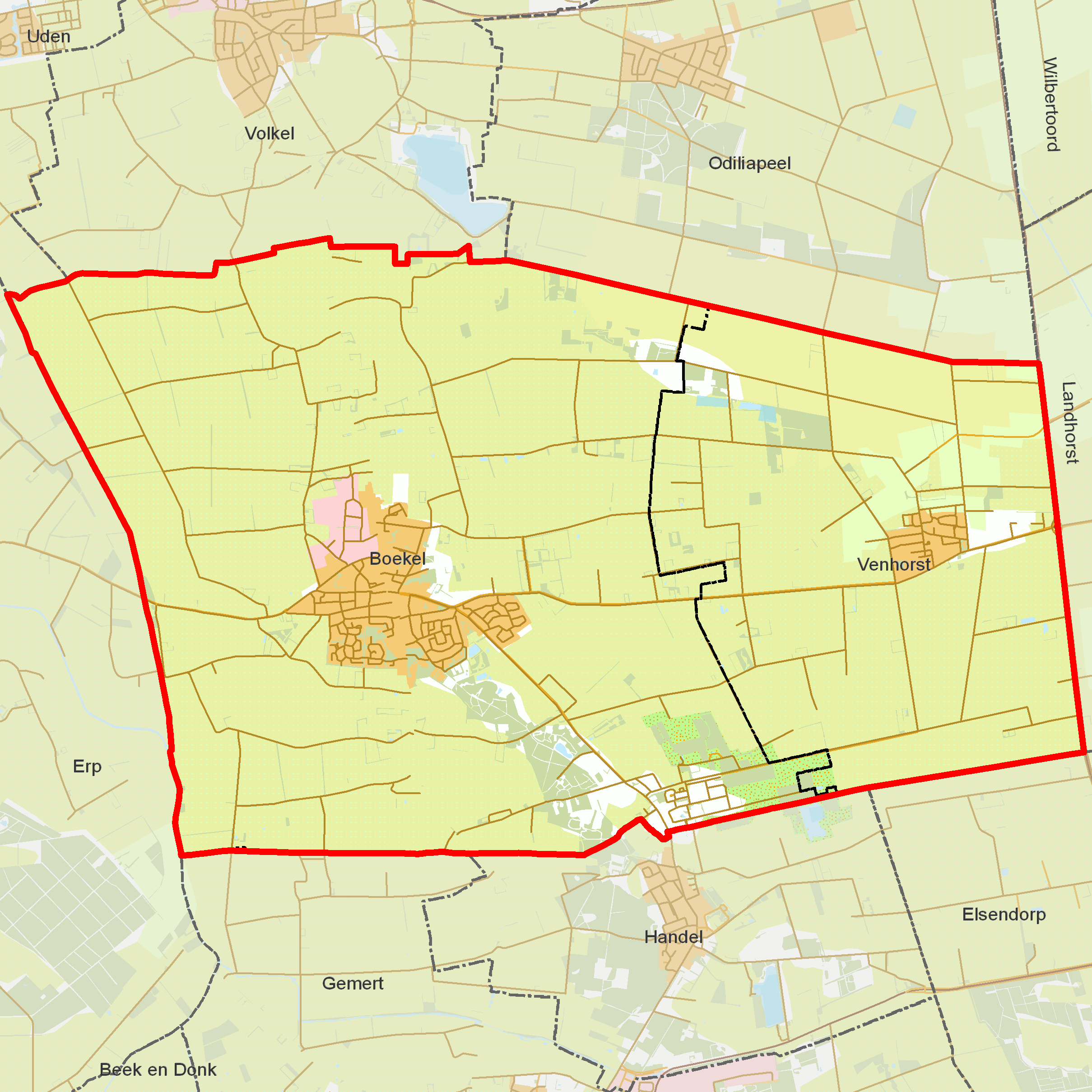
Woonplaatsen in de gemeente Boekel

- Boekel (3138)
- Venhorst (3139)

## Boxmeer

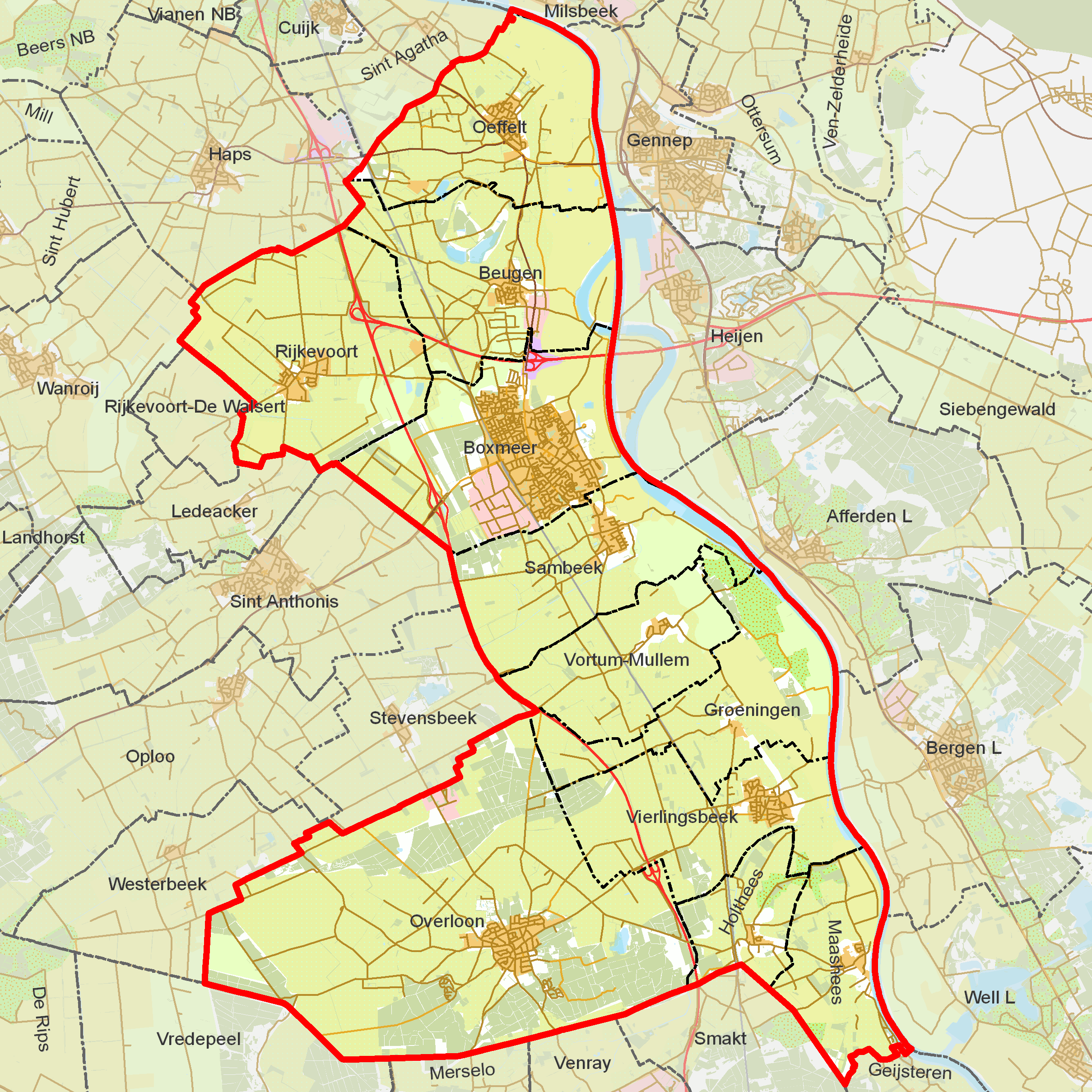
Woonplaatsen in de gemeente Boxmeer

- Beugen (1214)
- Boxmeer (1215)
- Groeningen (1216)
- Holthees  (1217)
- Maashees (1218)
- Oeffelt (1219)
- Overloon (1220)
- Rijkevoort (1221)
- Sambeek (1222)
- Vierlingsbeek (1223)
- Vortum-Mullem (1224)

## Boxtel

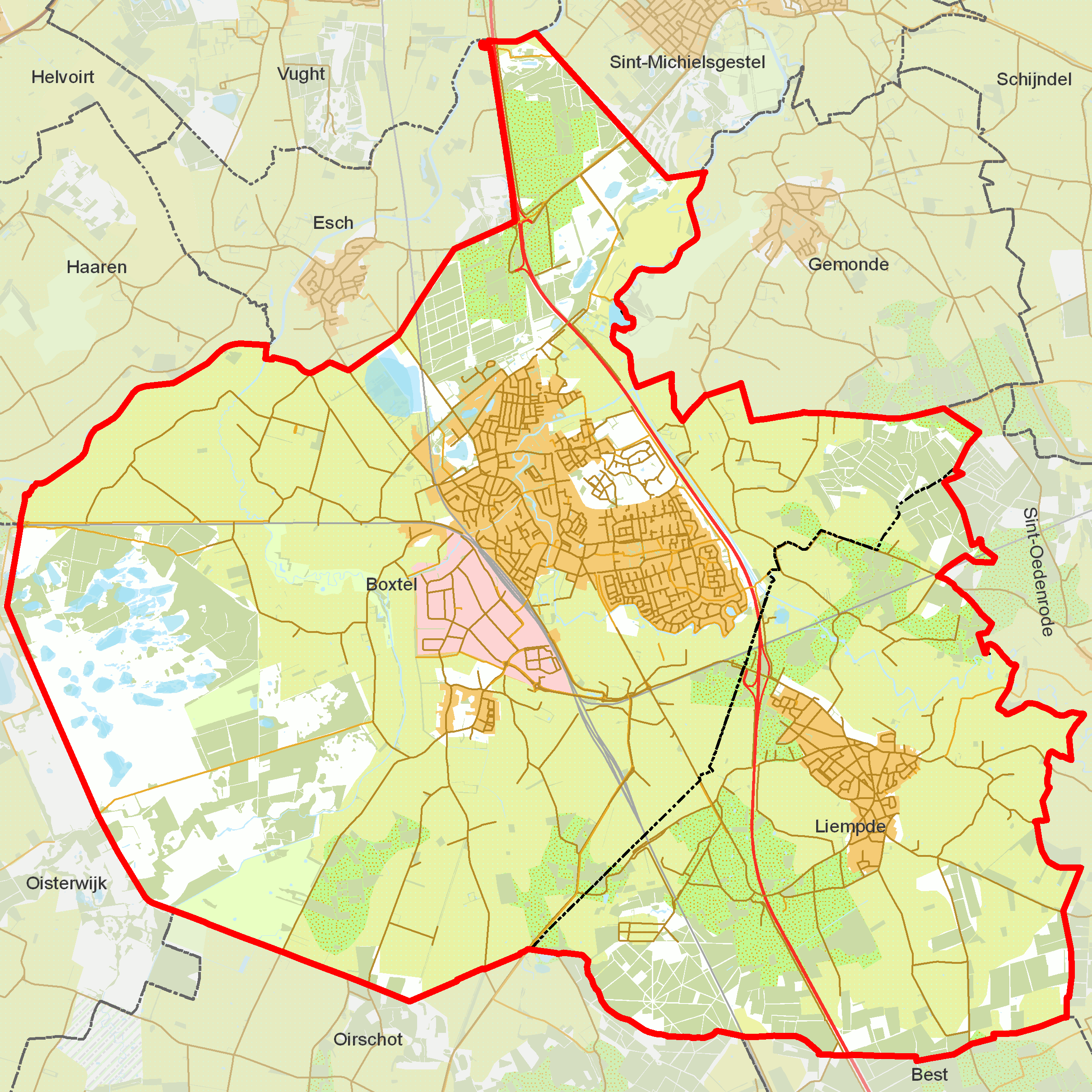
Woonplaatsen in de gemeente Boxtel

- Boxtel (2439)
- Esch (Haaren) (1426)
- Liempde (2440)

## Breda

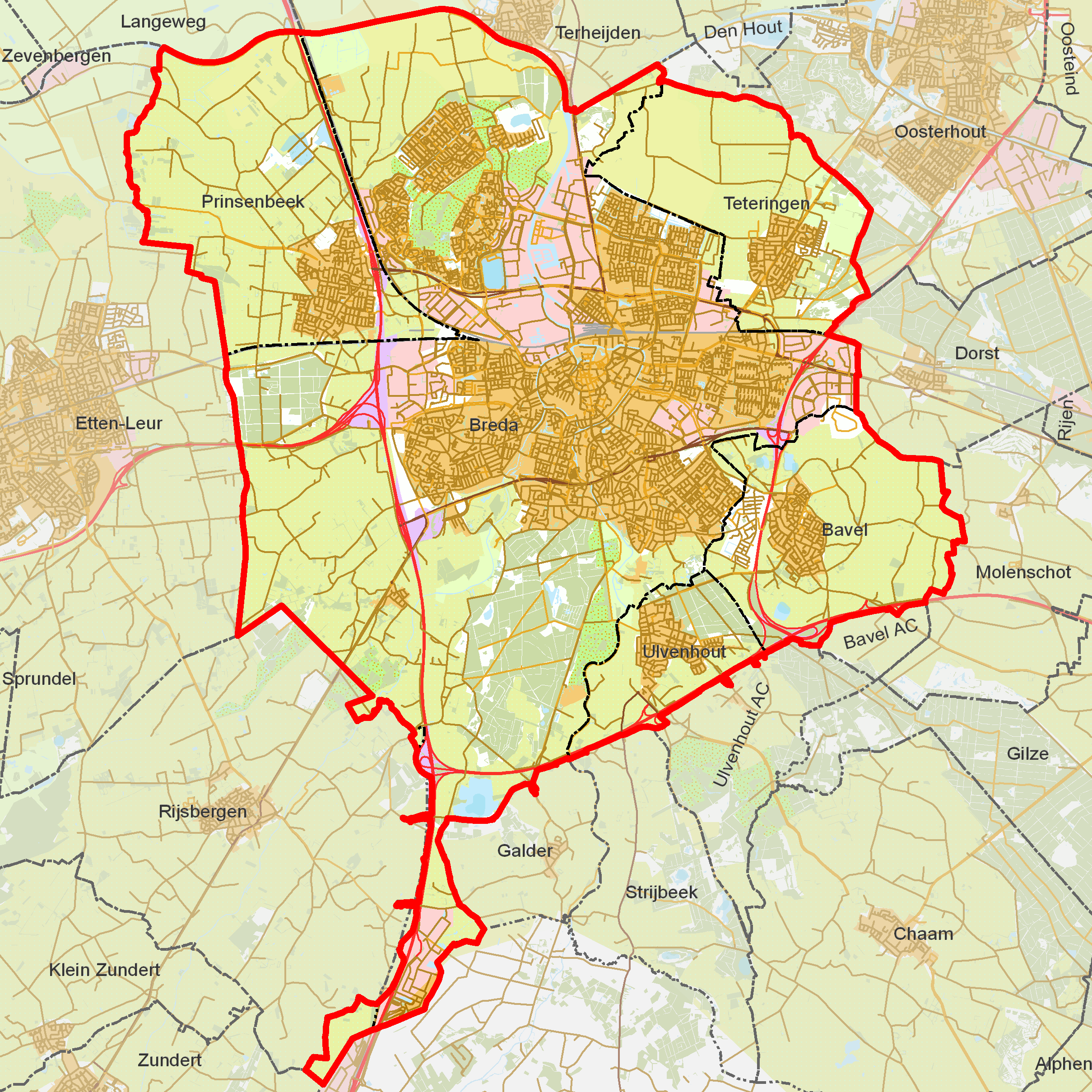
Woonplaatsen in de gemeente Breda

- Bavel (3624)
- Breda (3622)
- Prinsenbeek (1705)
- Teteringen (3623)
- Ulvenhout (1704)

## Cranendonck

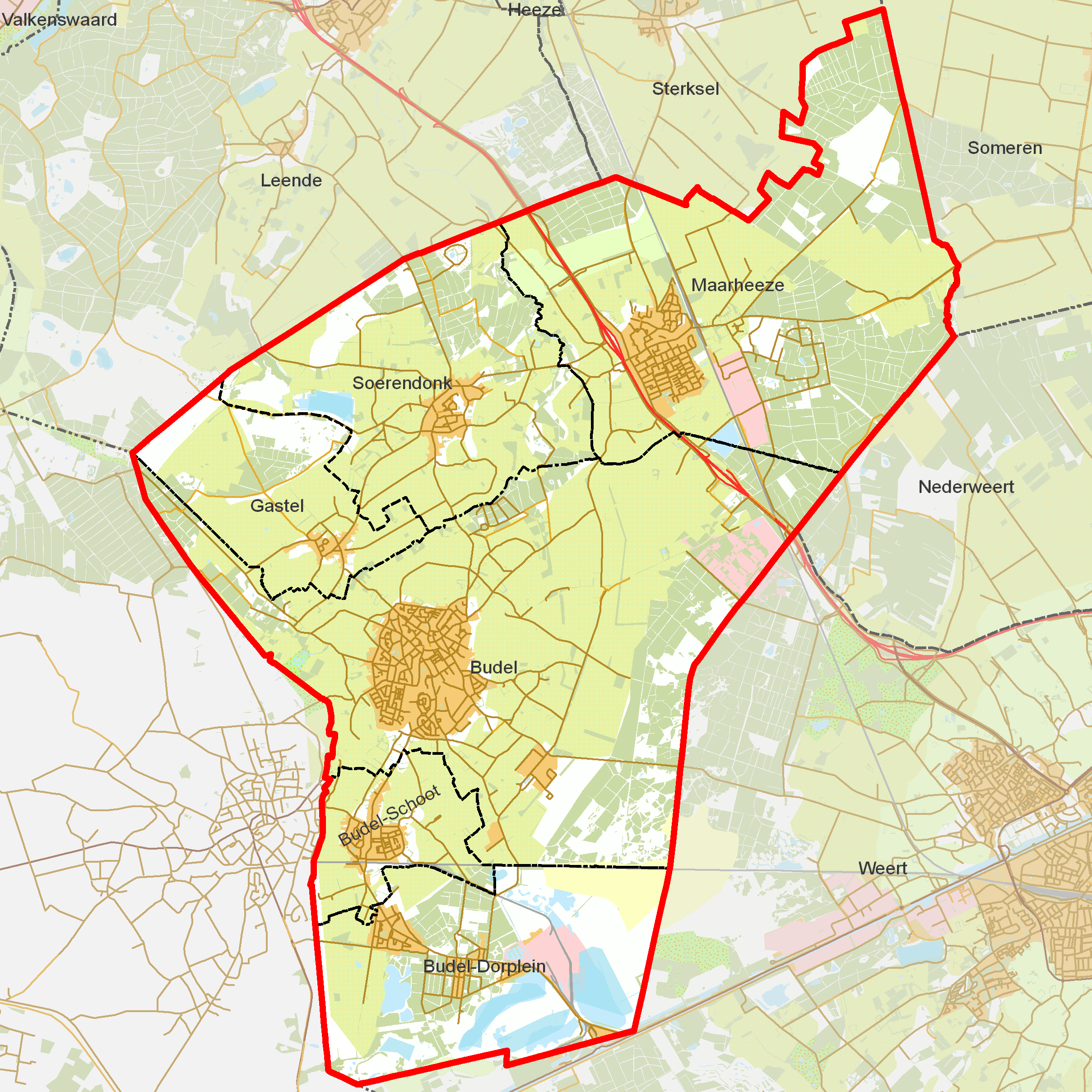
Woonplaatsen in de gemeente Cranendonck

- Budel (1571)
- Budel-Dorplein (1573)
- Budel-Schoot (1572)
- Gastel (1570)
- Maarheeze (1568)
- Soerendonk (1569)

## Cuijk

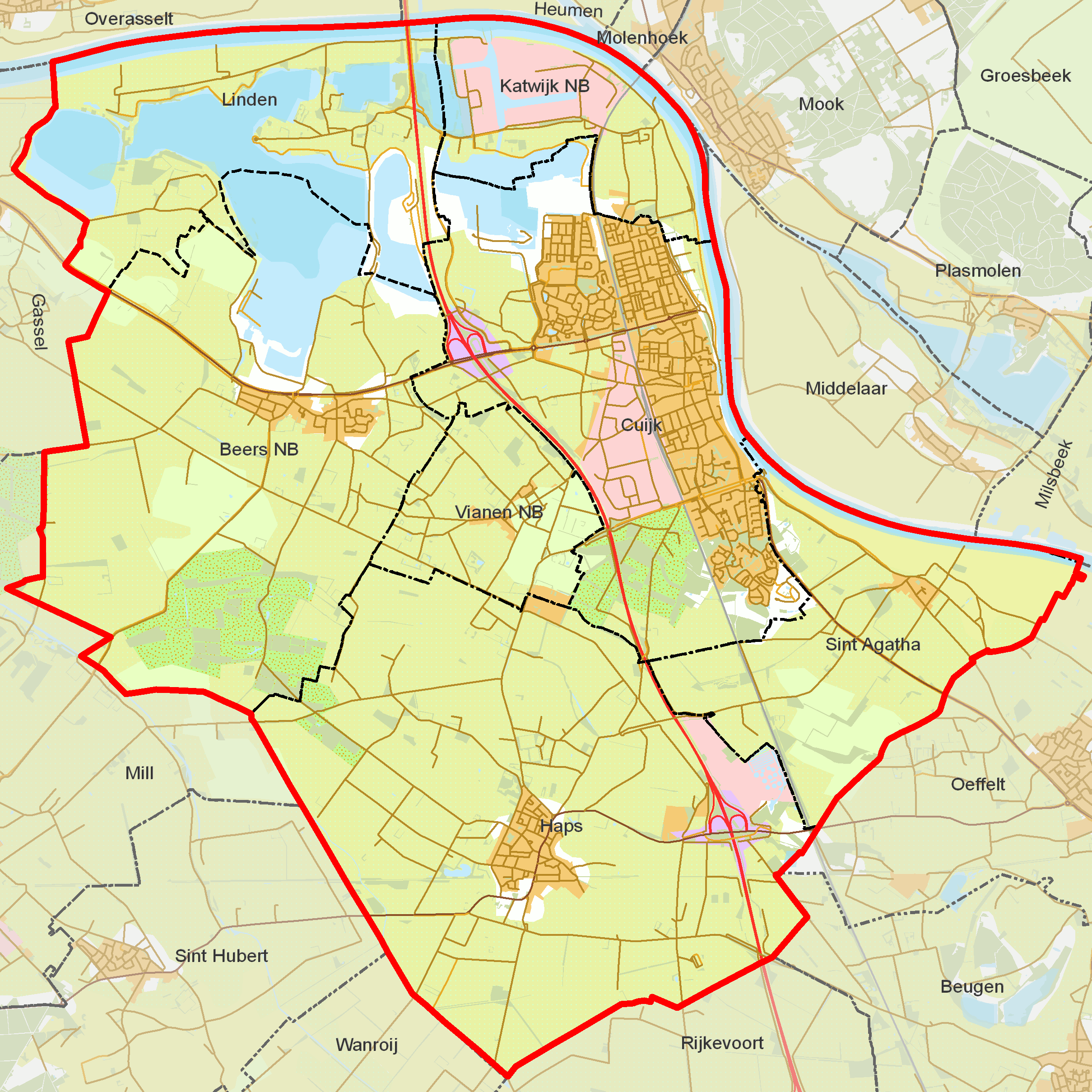
Woonplaatsen in de gemeente Cuijk

- Beers (1449)
- Cuijk (1450)
- Haps (1451)
- Katwijk (1452)
- Linden (1453)
- Sint Agatha (1454)
- Vianen (1455)

## Deurne

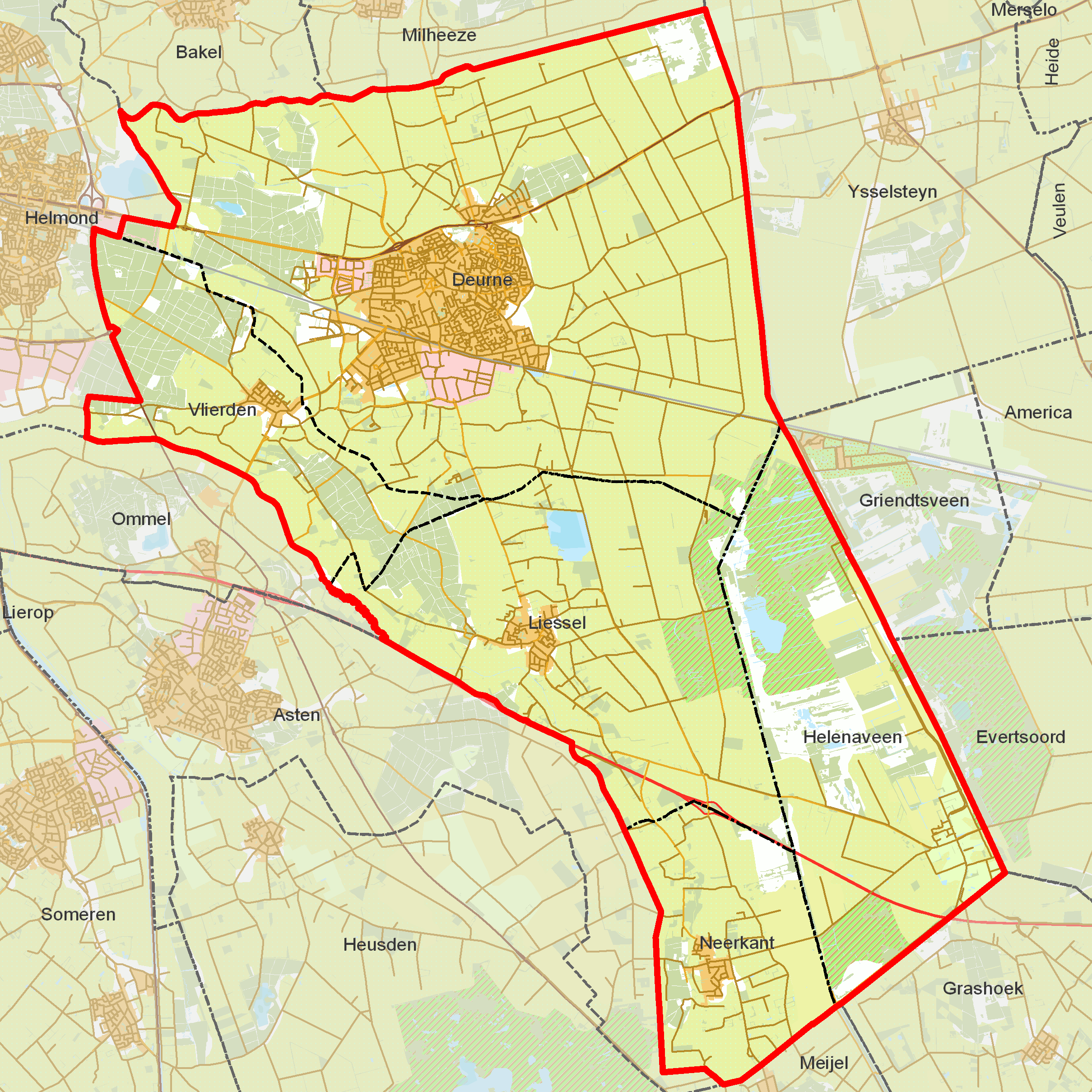
Woonplaatsen in de gemeente Deurne

- Deurne (1774)
- Helenaveen (1778)
- Liessel (1776)
- Neerkant (1777)
- Vlierden (1775)

## Dongen

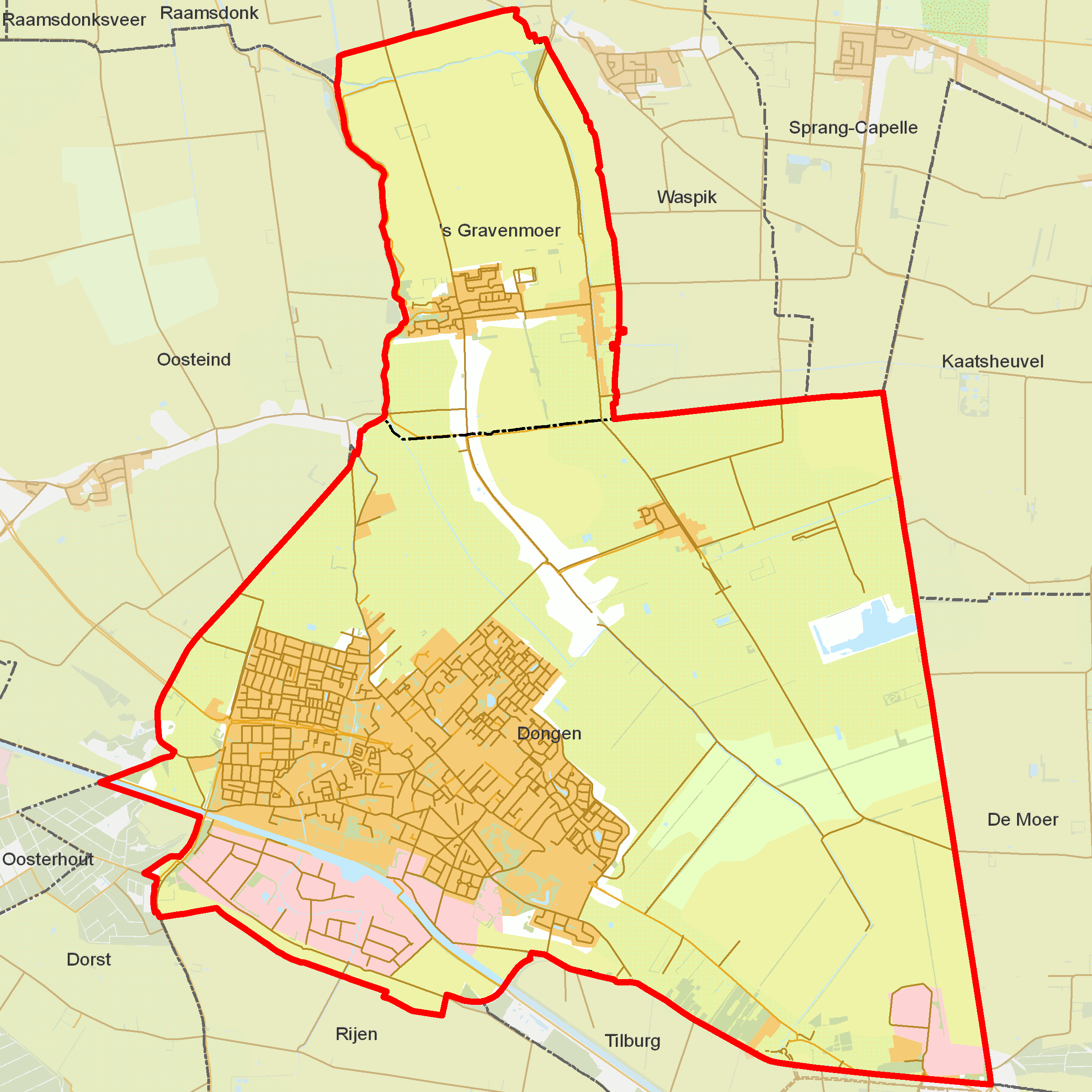
Woonplaatsen in de gemeente Dongen

- Dongen (2799)
- 's Gravenmoer (2800)

## Drimmelen

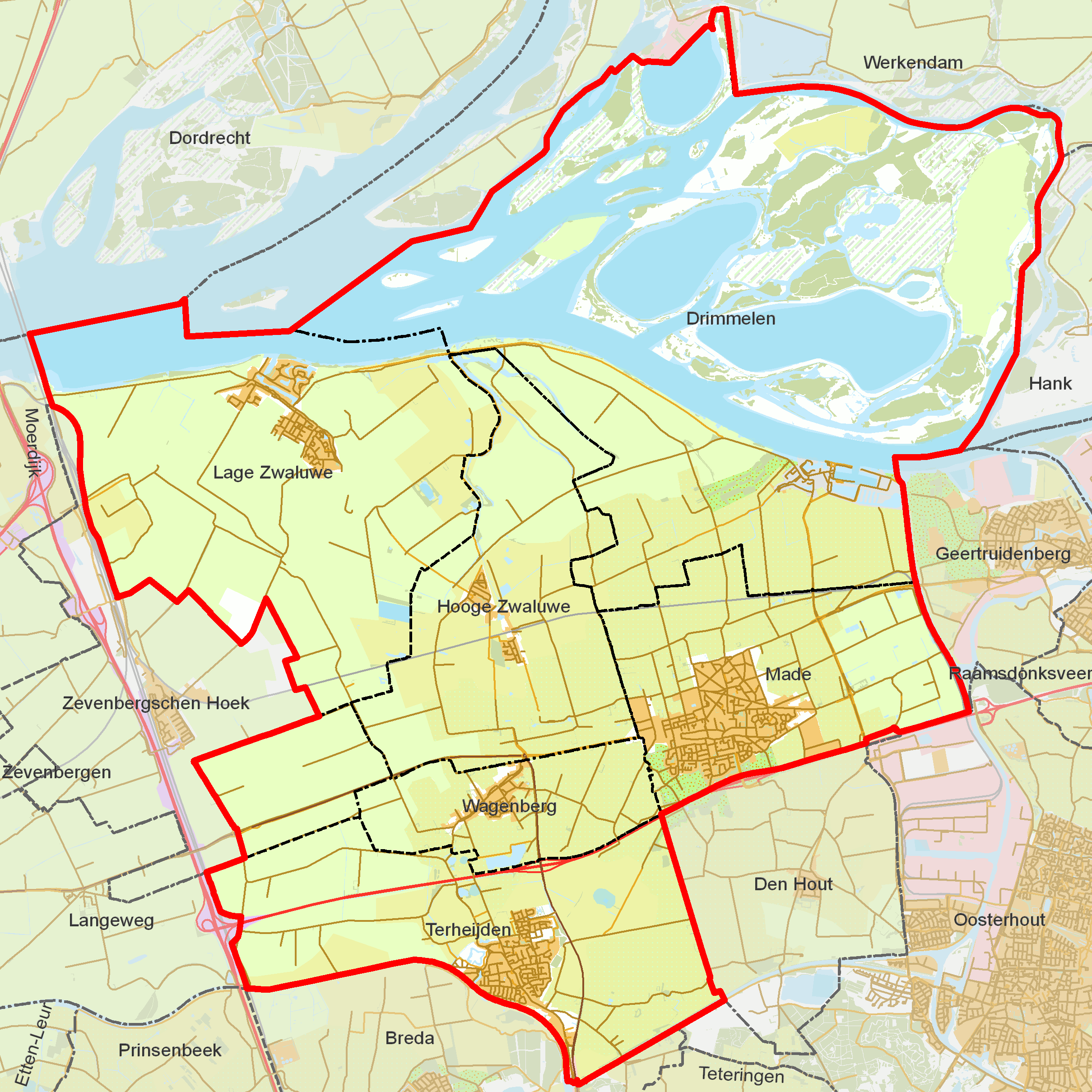
Woonplaatsen in de gemeente Drimmelen

- Drimmelen (2574)
- Hooge Zwaluwe (2575)
- Lage Zwaluwe (2576)
- Made (2577)
- Terheijden (2578)
- Wagenberg (2579)
- Zevenbergschen Hoek (2580)

## Eersel

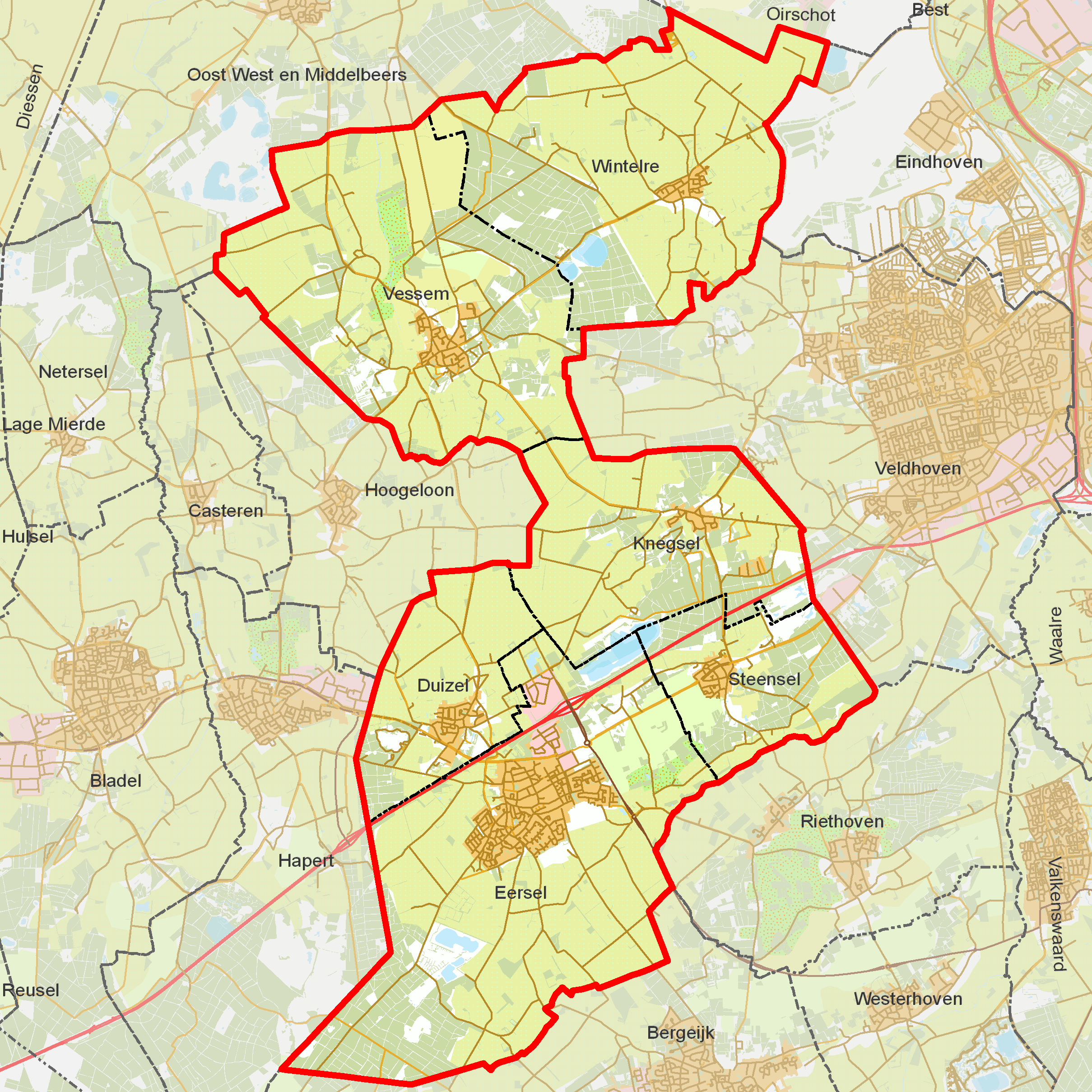
Woonplaatsen in de gemeente Eersel

- Duizel (2992)
- Eersel (2993)
- Knegsel (2994)
- Steensel (2995)
- Vessem (2996)
- Wintelre (2997)

## Eindhoven

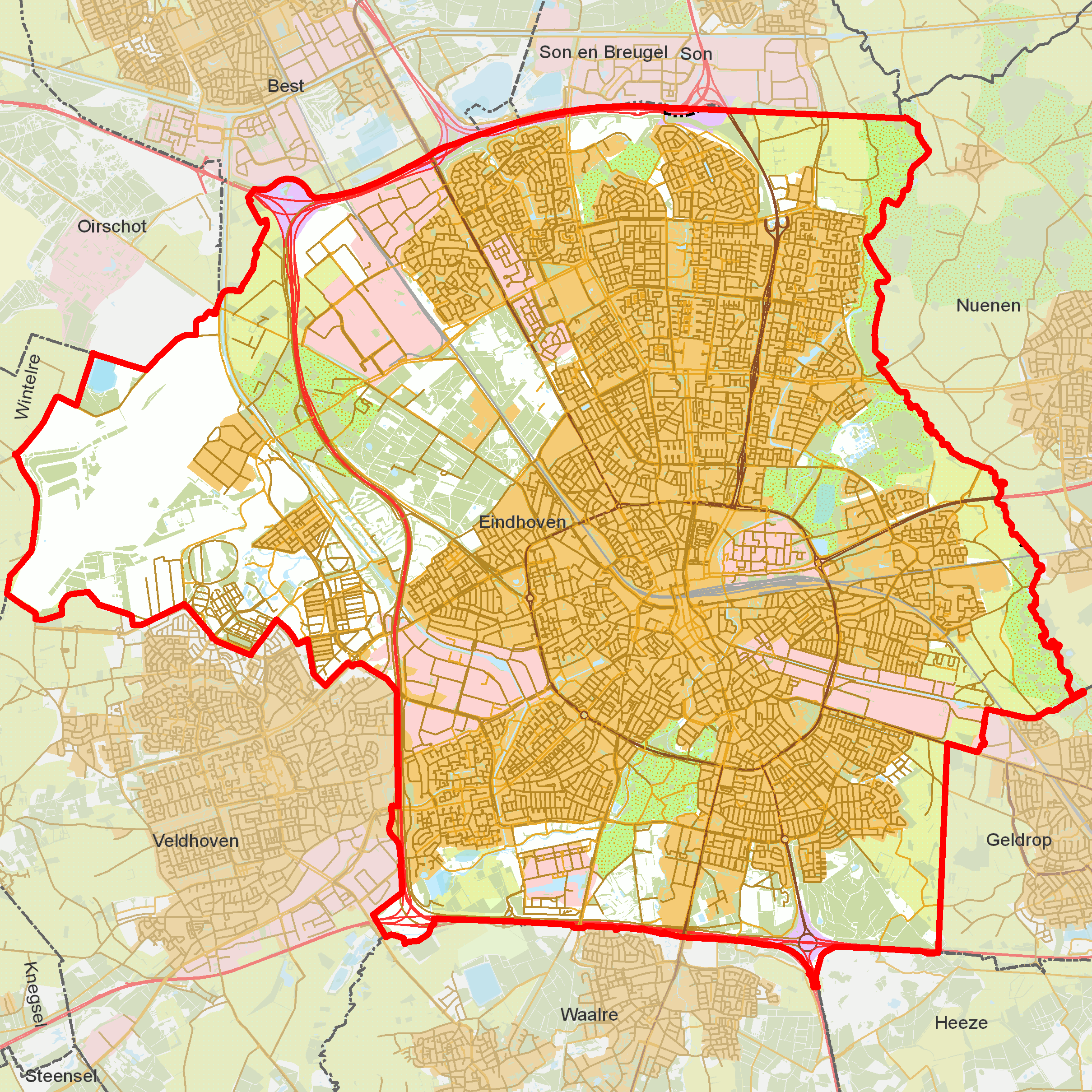
Woonplaatsen in de gemeente Eindhoven

- Eindhoven (1101)

## Etten-Leur

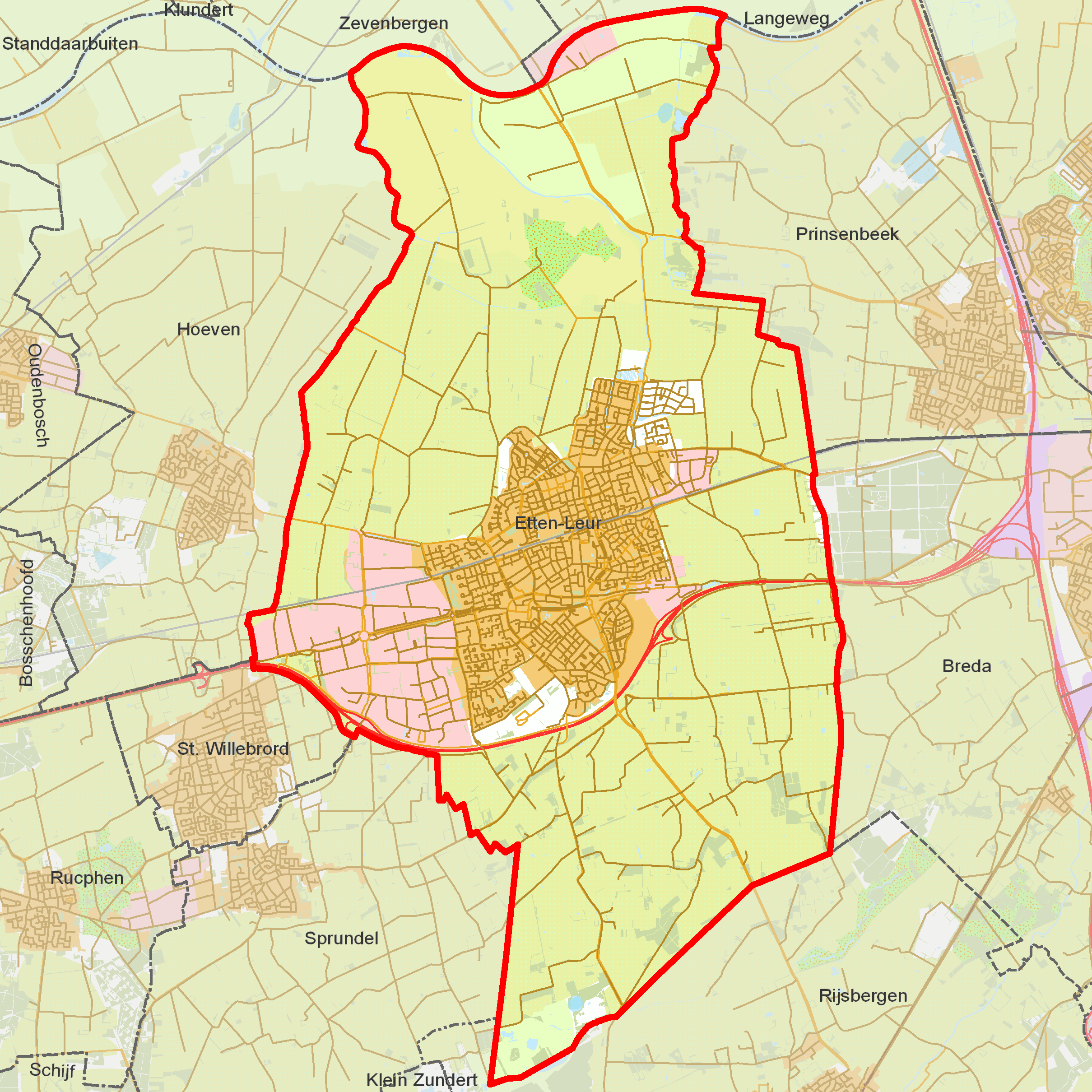
Woonplaatsen in de gemeente Etten-Leur

- Etten-Leur (1010)

## Geertruidenberg

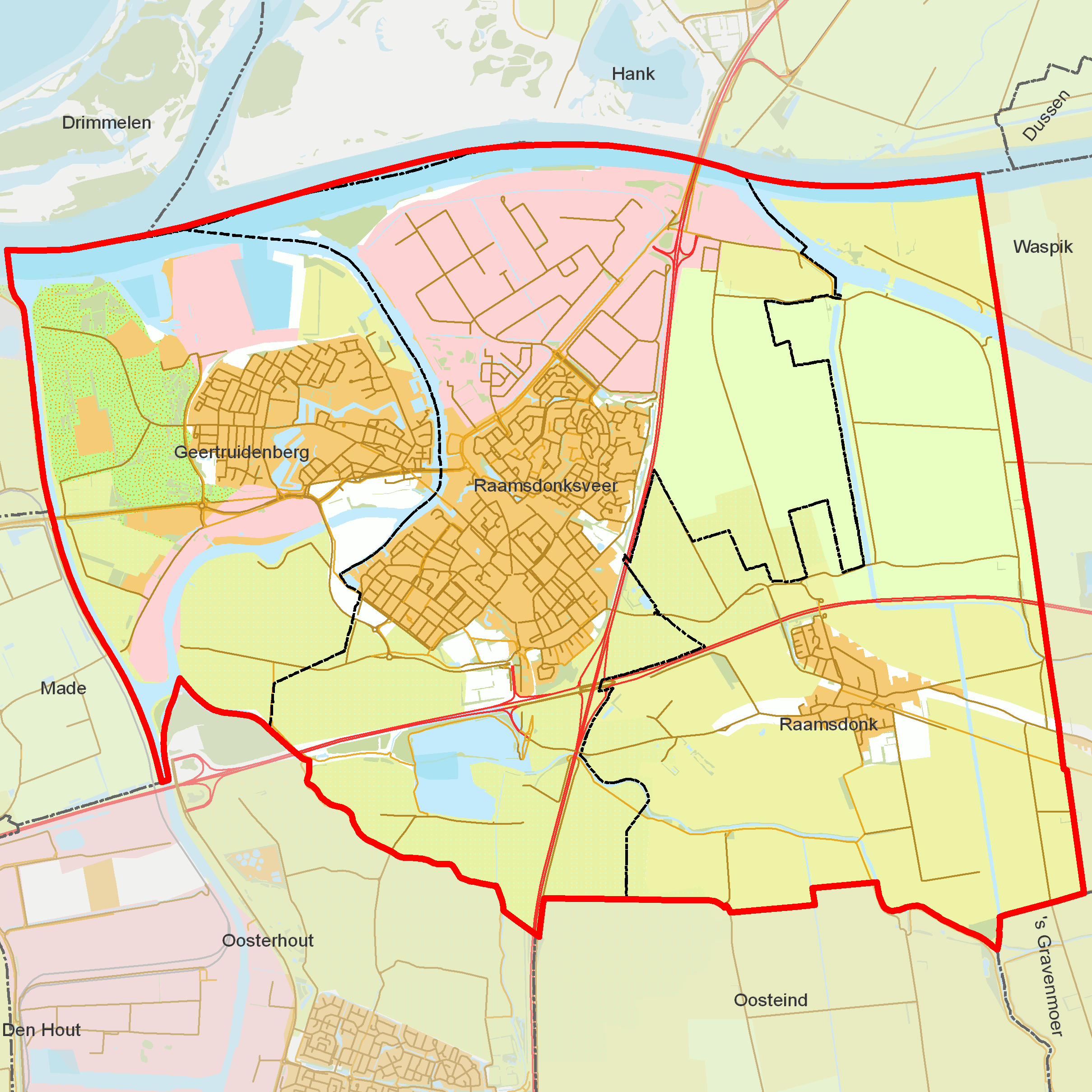
Woonplaatsen in de gemeente Geertruidenberg

- Geertruidenberg (1751)
- Raamsdonk (1752)
- Raamsdonksveer (1750)

## Geldrop-Mierlo

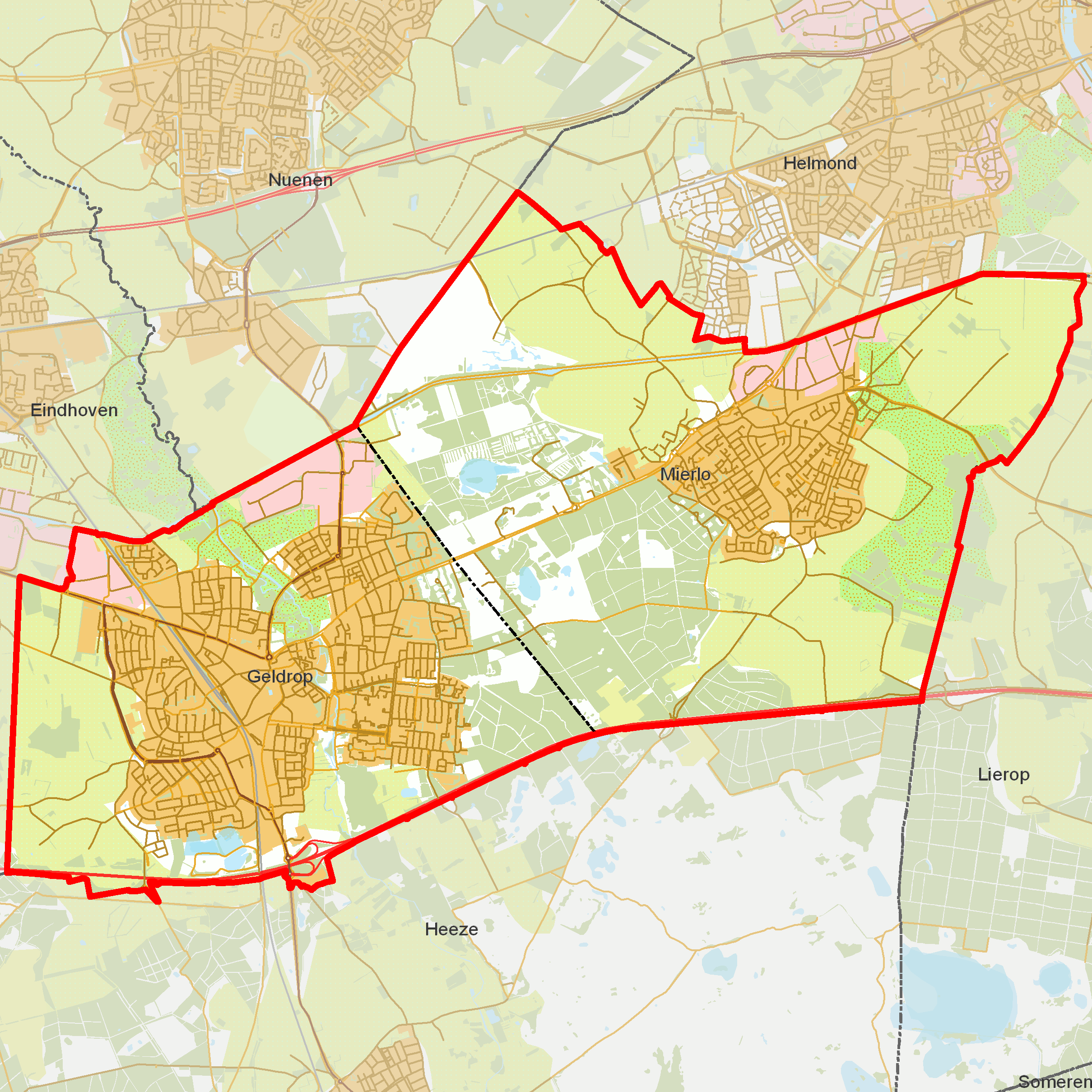
Woonplaatsen in de gemeente Geldrop-Mierlo

- Geldrop (1126)
- Mierlo (1127)

## Gemert-Bakel

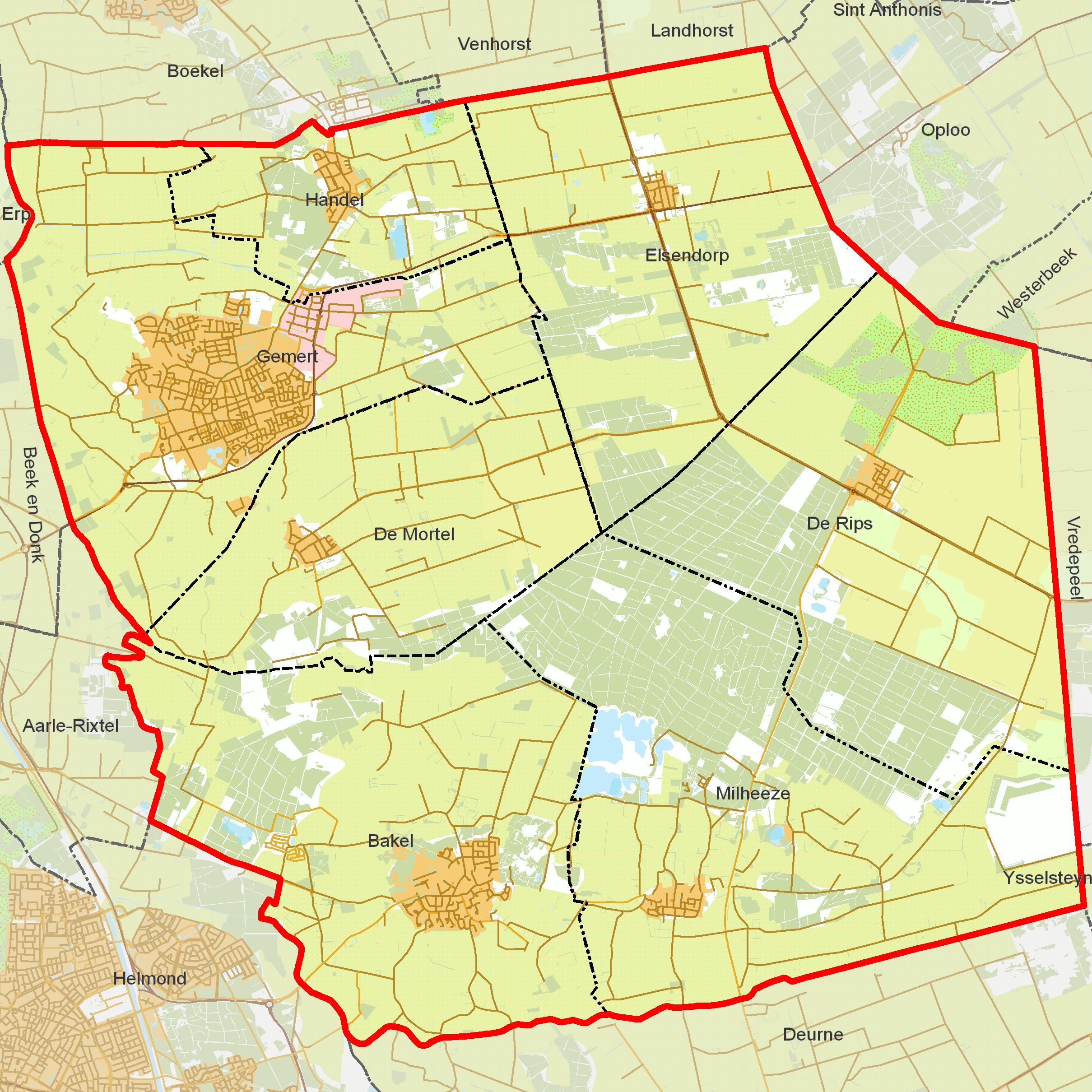
Woonplaatsen in de gemeente Gemert-Bakel

- Bakel (2090)
- De Mortel (2093)
- De Rips (2094)
- Elsendorp (2095)
- Gemert (2089)
- Handel (2092)
- Milheeze (2091)

## Gilze en Rijen

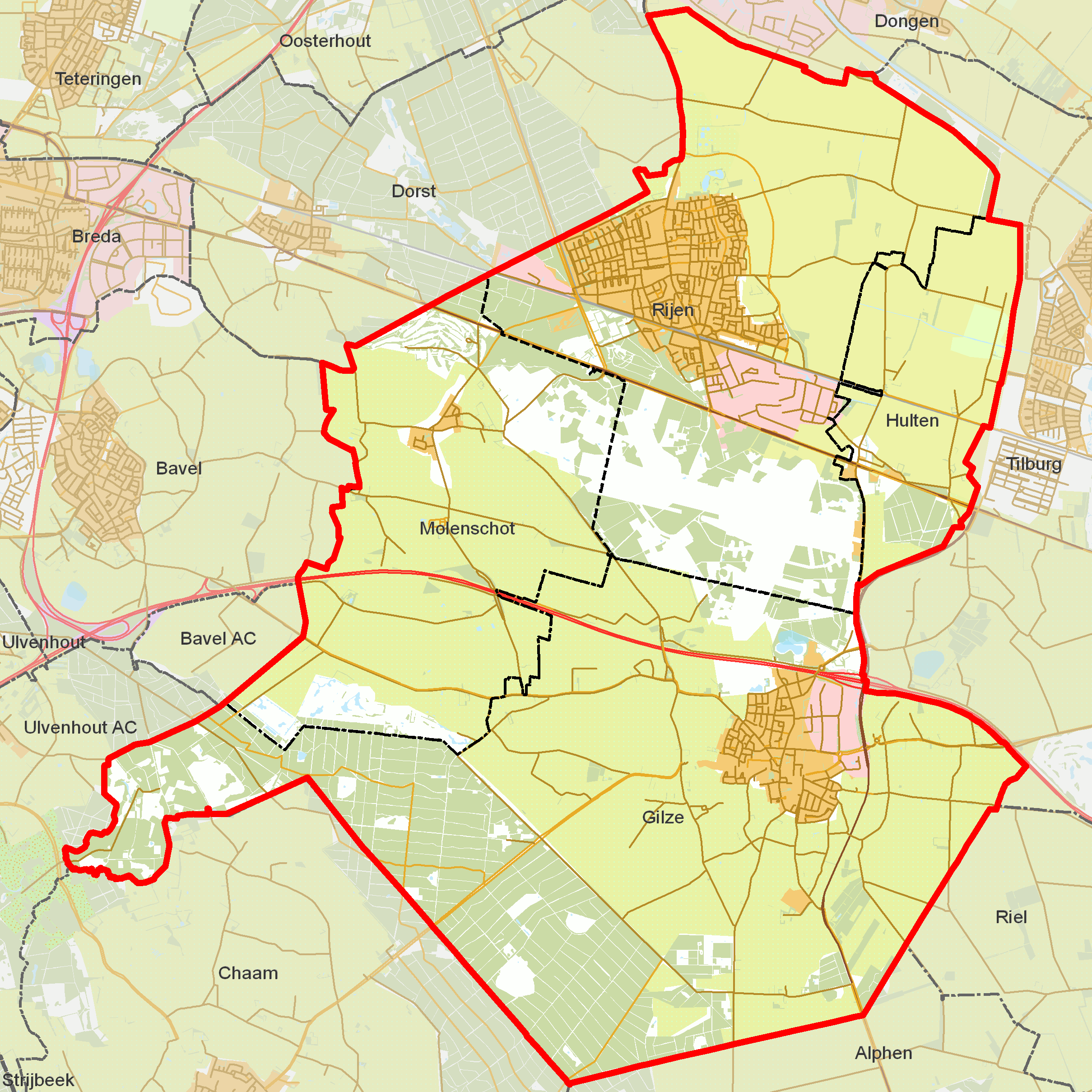
Woonplaatsen in de gemeente Gilze en Rijen

- Gilze (2067)
- Hulten (2068)
- Molenschot (2069)
- Rijen (2070)

## Goirle

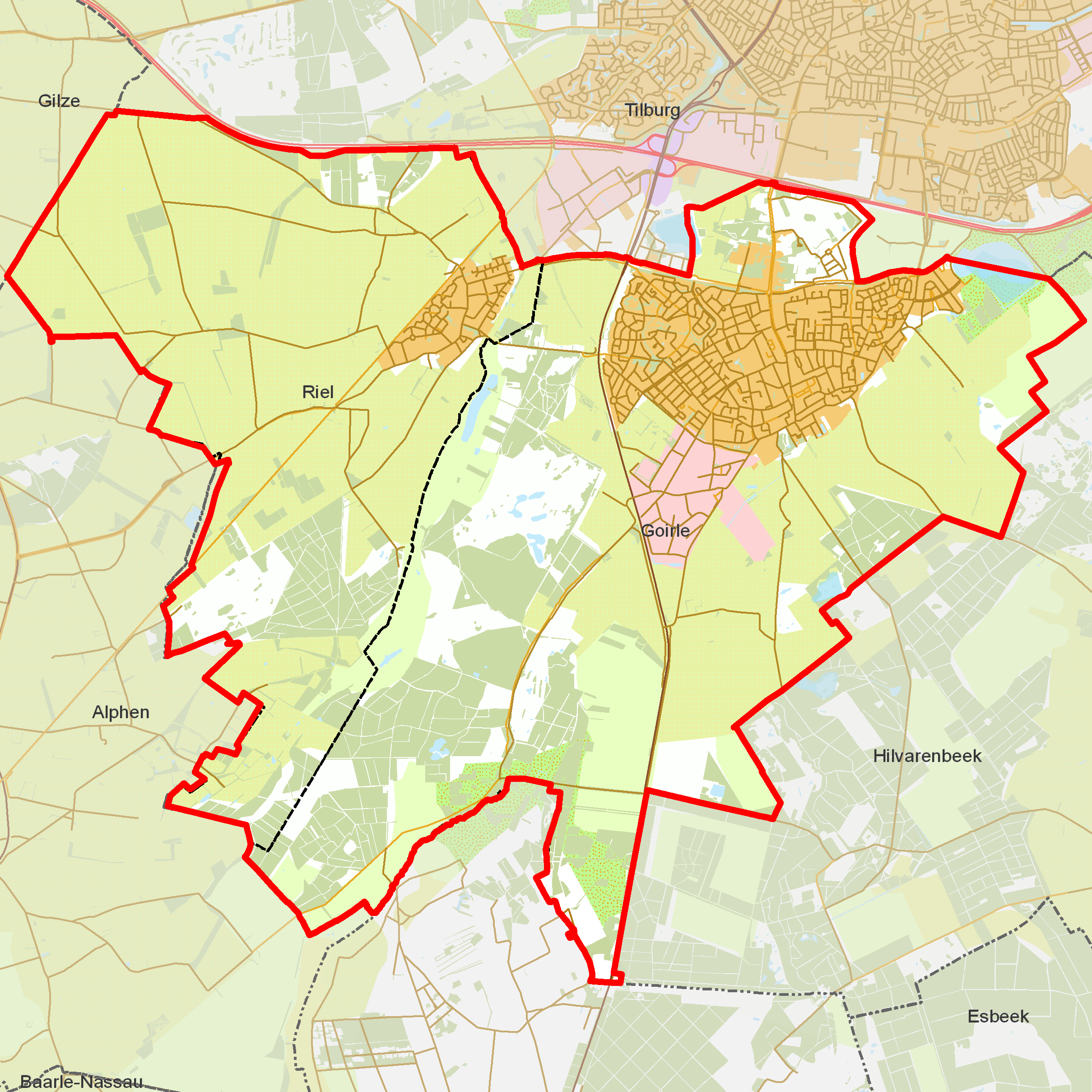
Woonplaatsen in de gemeente Goirle

- Goirle (2880)
- Riel (2881)

## Grave

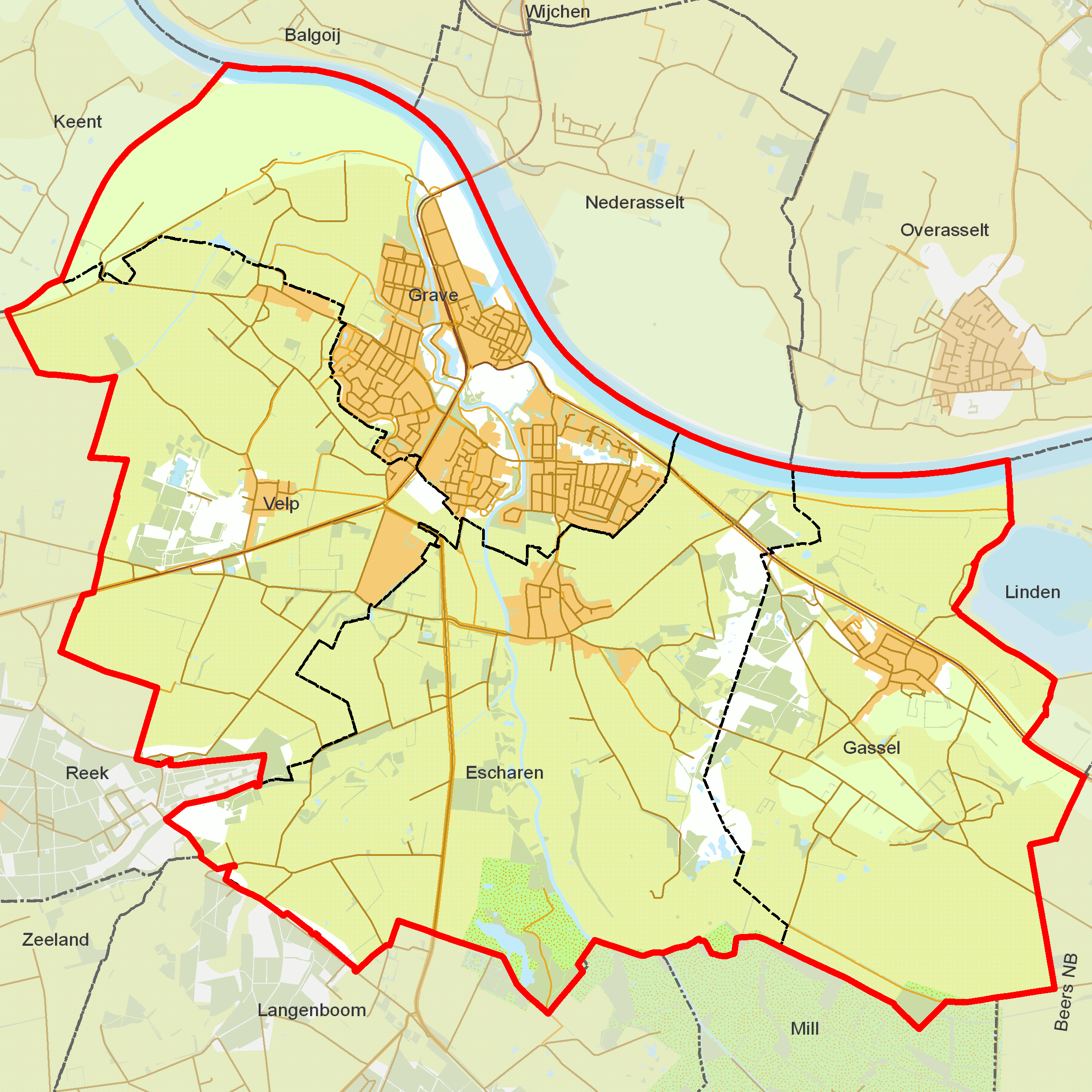
Woonplaatsen in de gemeente Grave

- Escharen (3195)
- Gassel (3196)
- Grave (3197)
- Velp (3198)

## Haaren

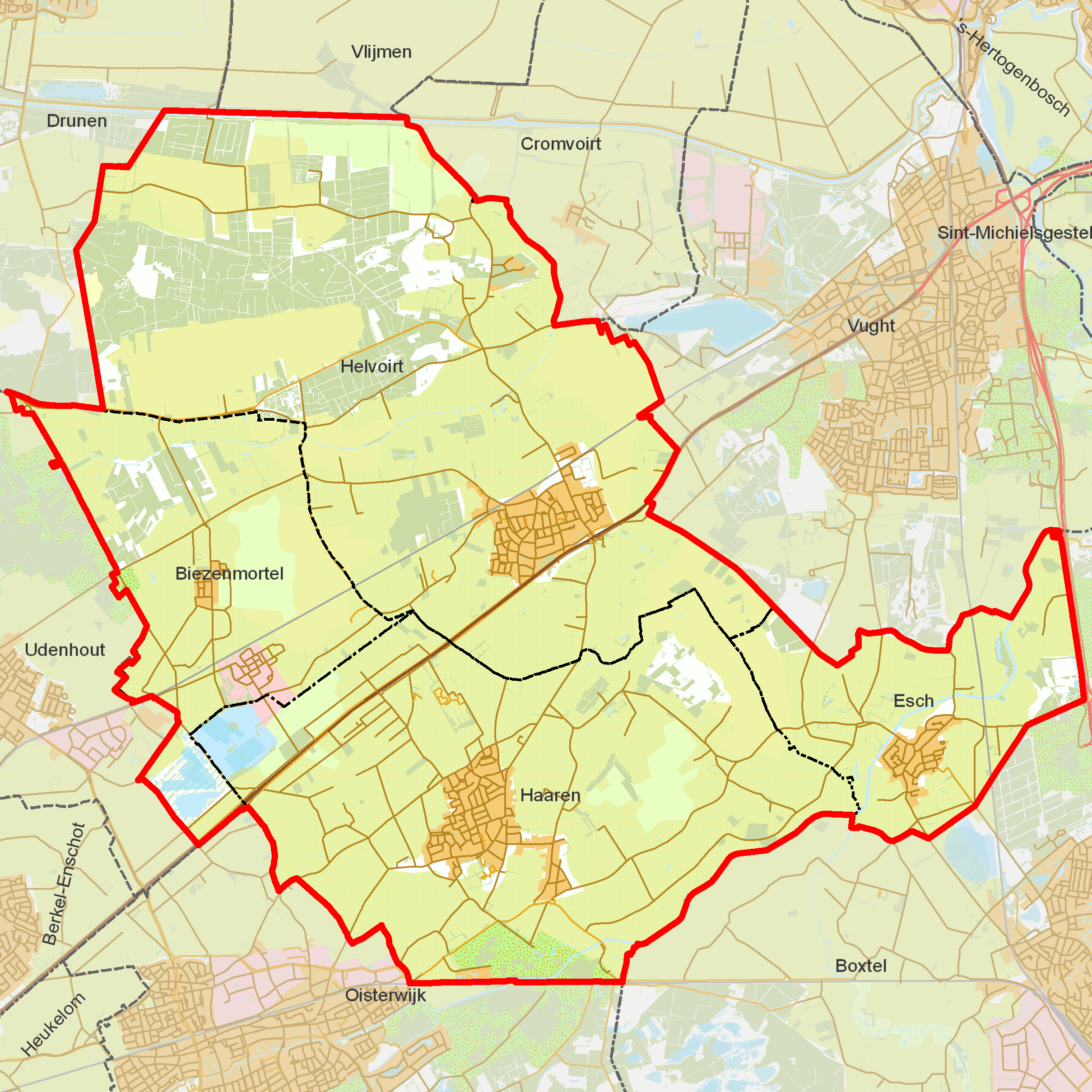
Woonplaatsen in de gemeente Haaren

- Biezenmortel (1425)
- Esch (1426)
- Haaren (1427)
- Helvoirt (1428)

## Halderberge

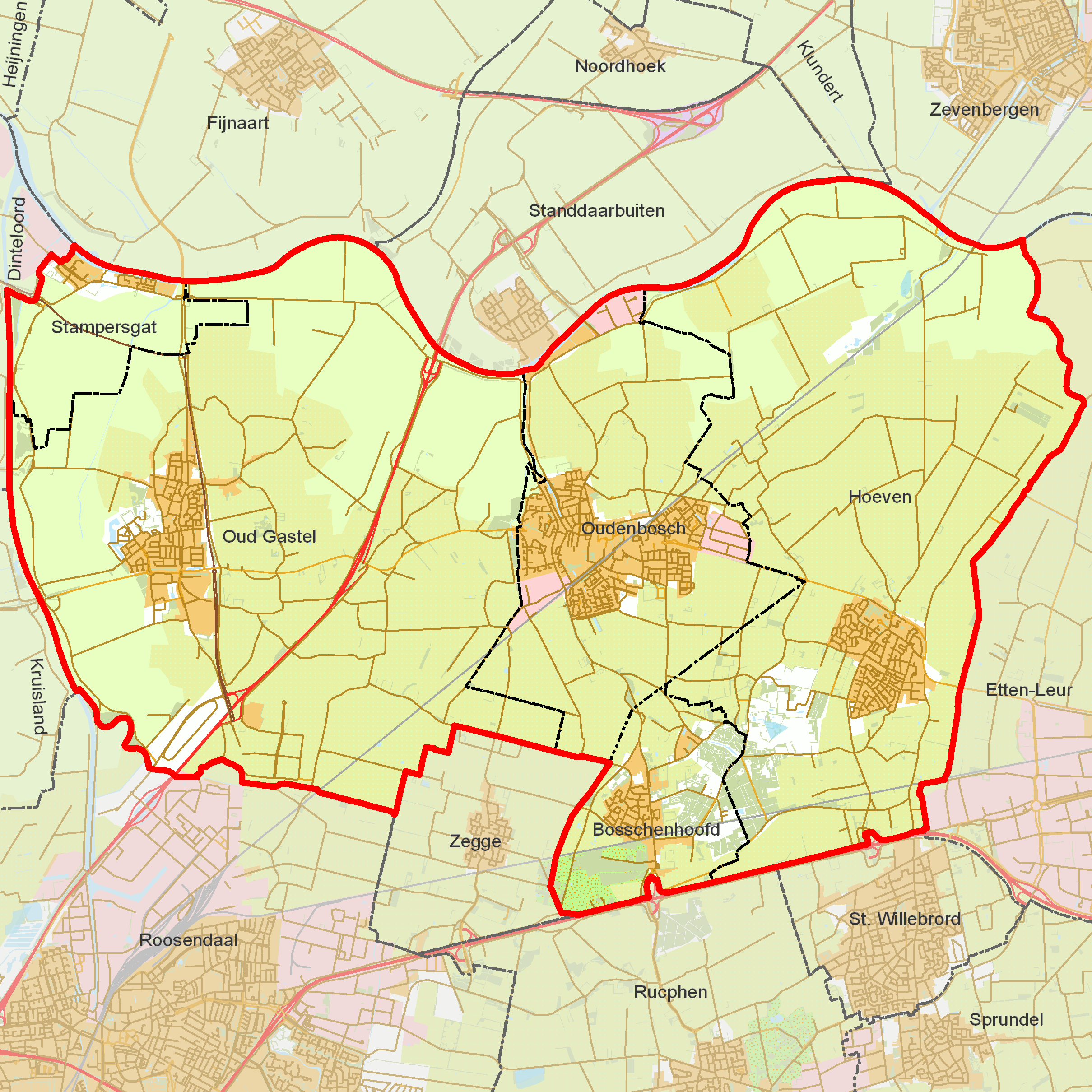
Woonplaatsen in de gemeente Halderberge

- Bosschenhoofd (1249)
- Hoeven (1250)
- Oud Gastel (1248)
- Oudenbosch (1246)
- Stampersgat (1247)

## Heeze-Leende

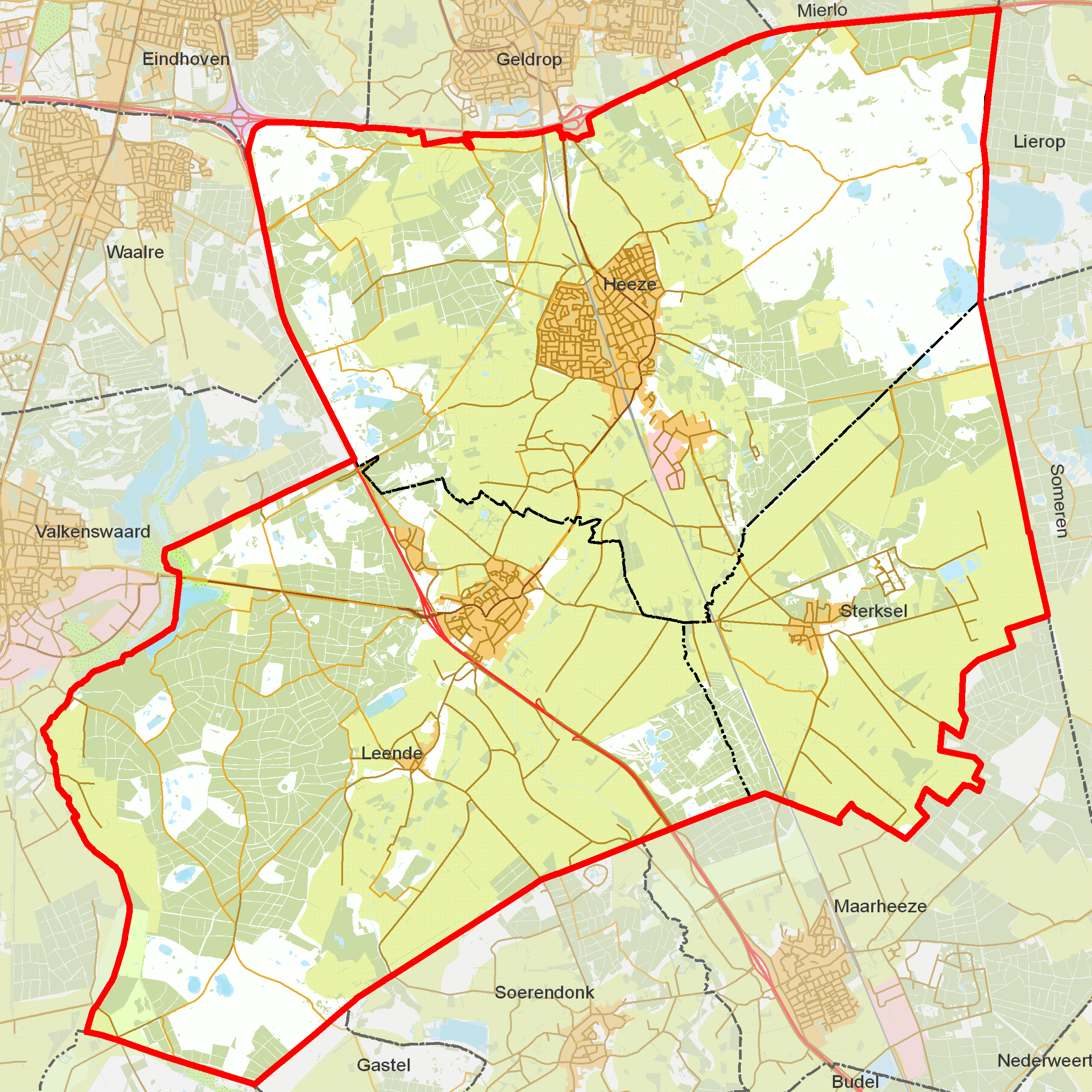
Woonplaatsen in de gemeente Heeze-Leende

- Heeze (1314)
- Leende (1315)
- Sterksel (1316)

## Helmond

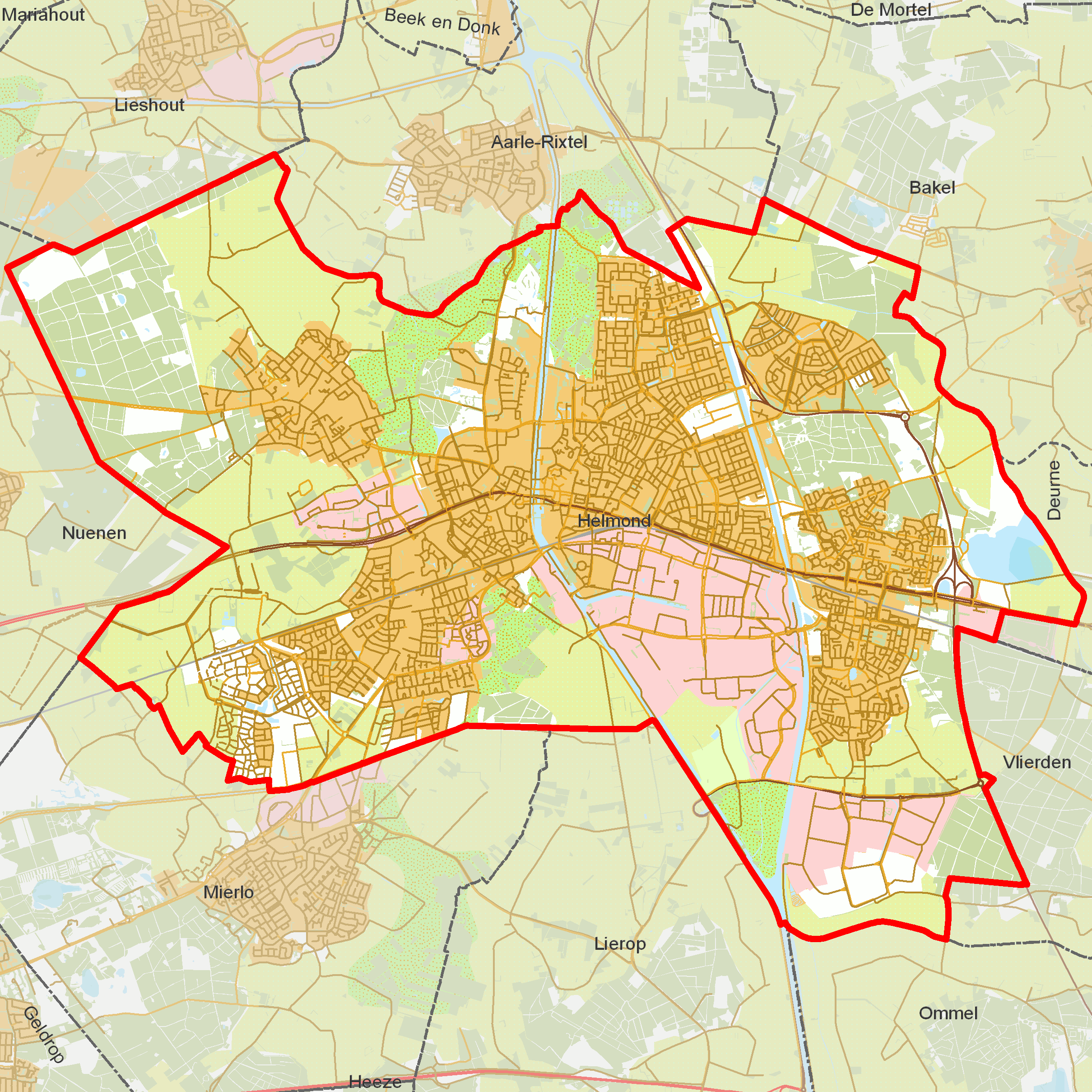
Woonplaatsen in de gemeente Helmond

- Helmond (1146)

## 's-Hertogenbosch

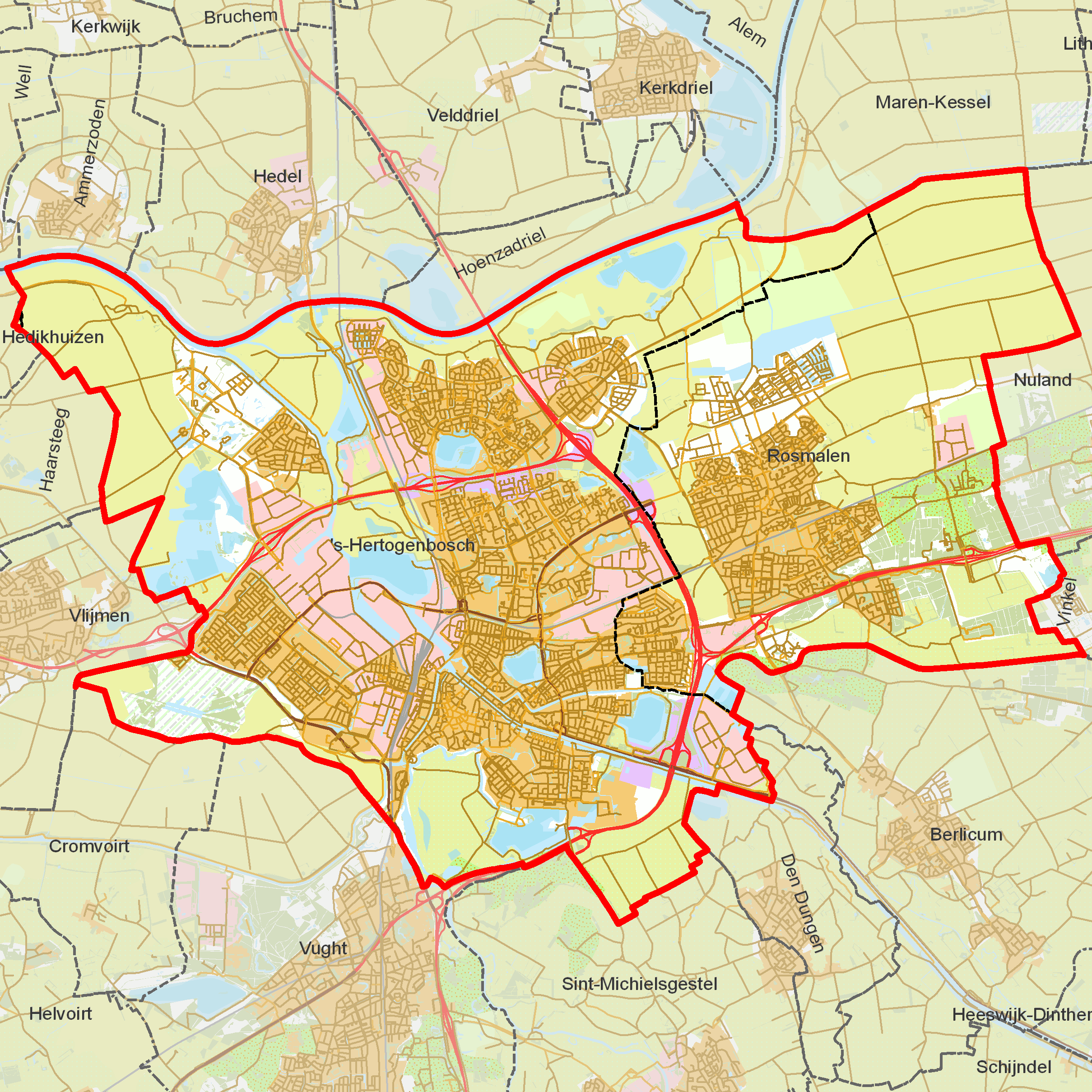
Woonplaatsen in de gemeente 's-Hertogenbosch

- 's-Hertogenbosch (1595)
- Rosmalen (1596)

## Heusden

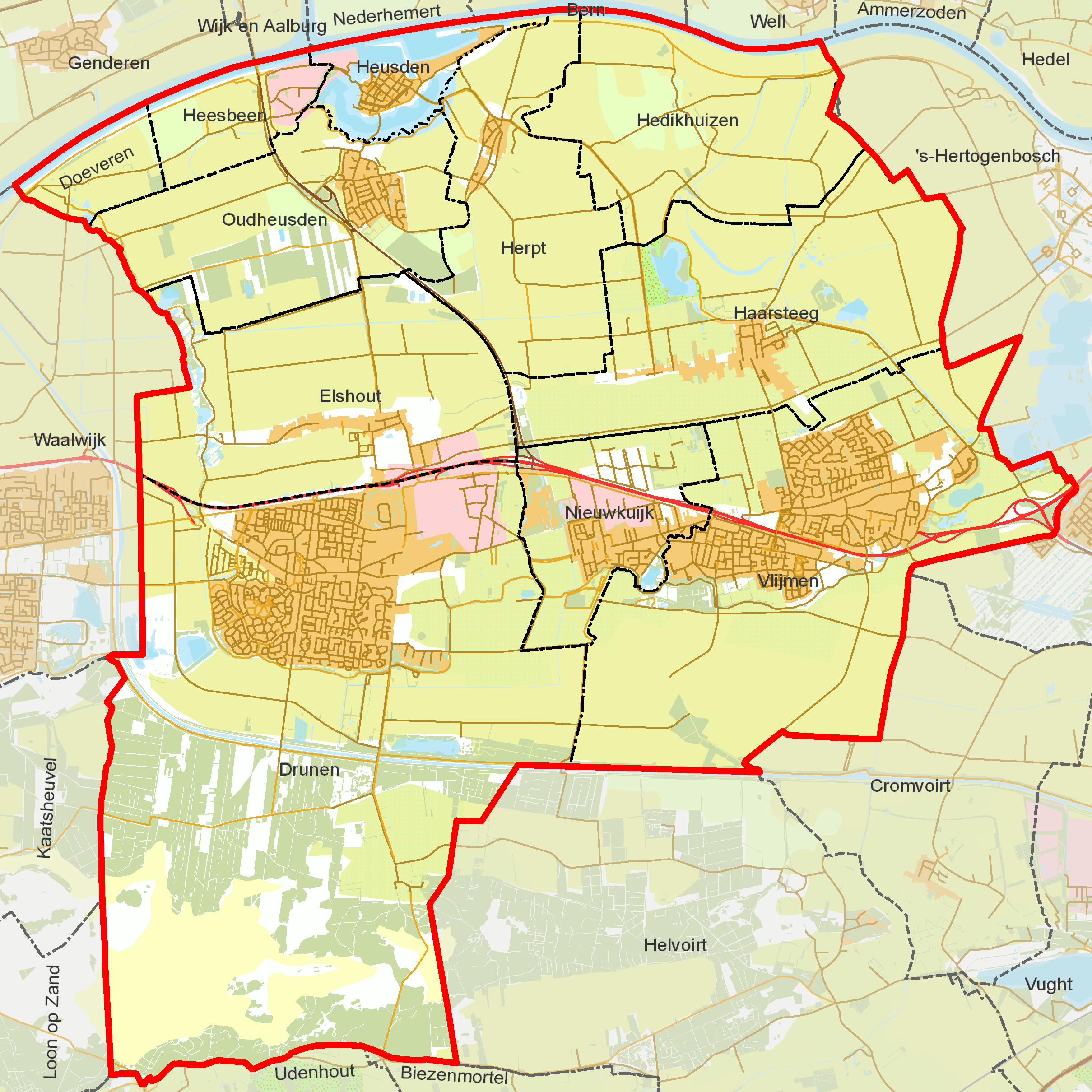
Woonplaatsen in de gemeente Heusden

- Doeveren (3514)
- Drunen (3498)
- Elshout (3499)
- Haarsteeg (3500)
- Hedikhuizen (3515)
- Heesbeen (3516)
- Herpt (3517)
- Heusden (3518)
- Nieuwkuijk (3502)
- Oudheusden (3519)
- Vlijmen (3503)

## Hilvarenbeek

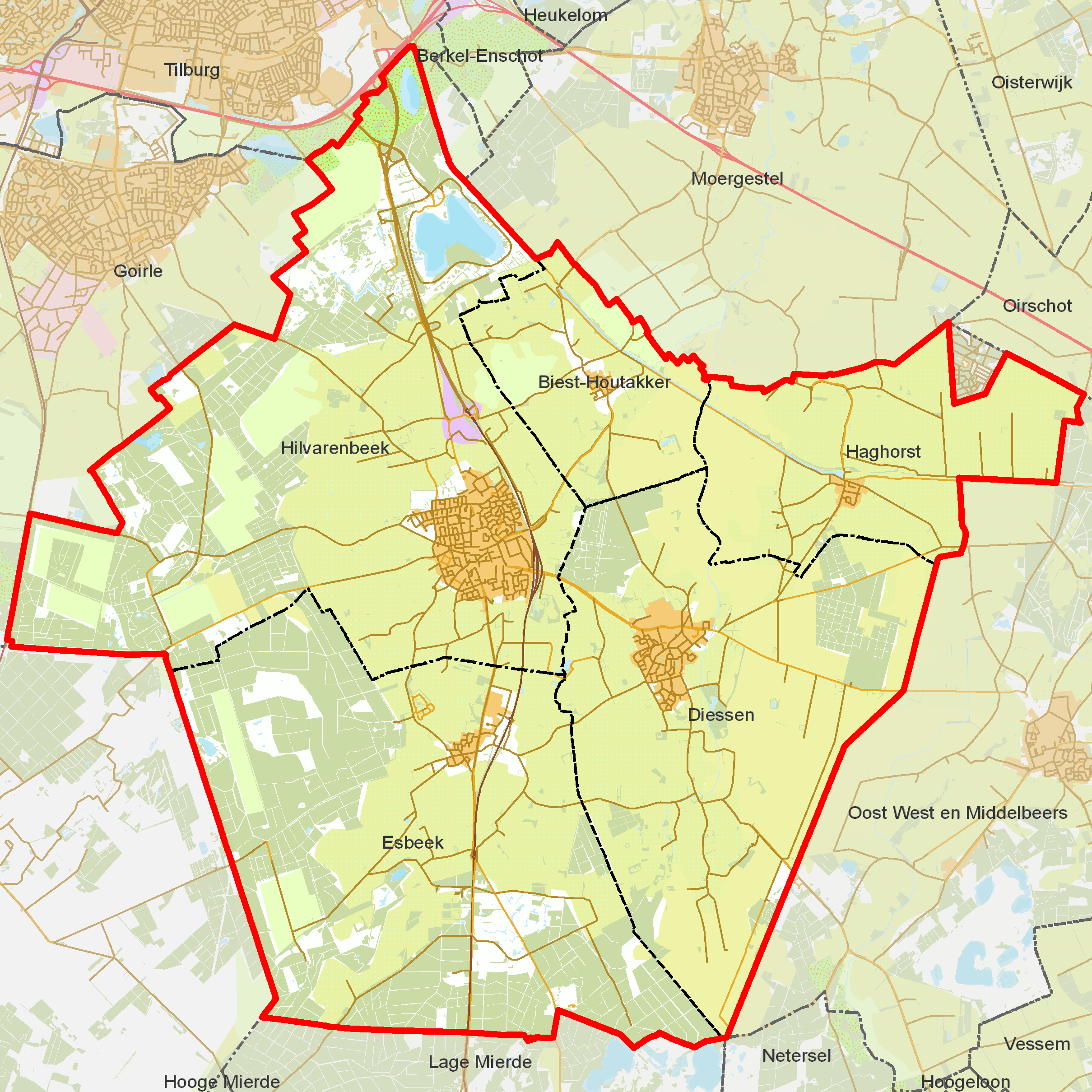
Woonplaatsen in de gemeente Hilvarenbeek

- Biest-Houtakker (1309)
- Diessen (1308)
- Esbeek (1311)
- Haghorst (1310)
- Hilvarenbeek (1307)

## Laarbeek

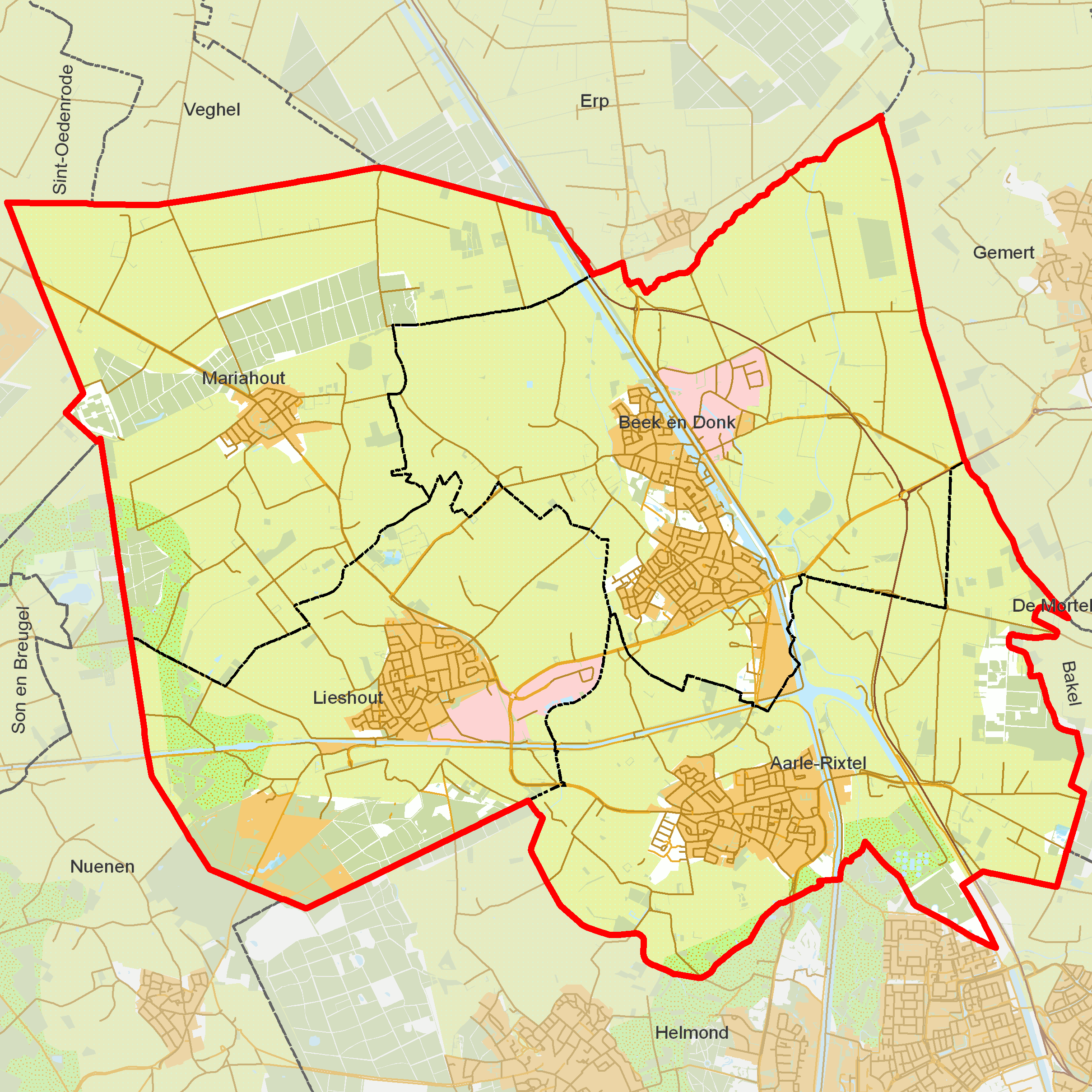
Woonplaatsen in de gemeente Laarbeek

- Aarle-Rixtel (1445)
- Beek en Donk (1446)
- Lieshout (1447)
- Mariahout (1448)

## Landerd

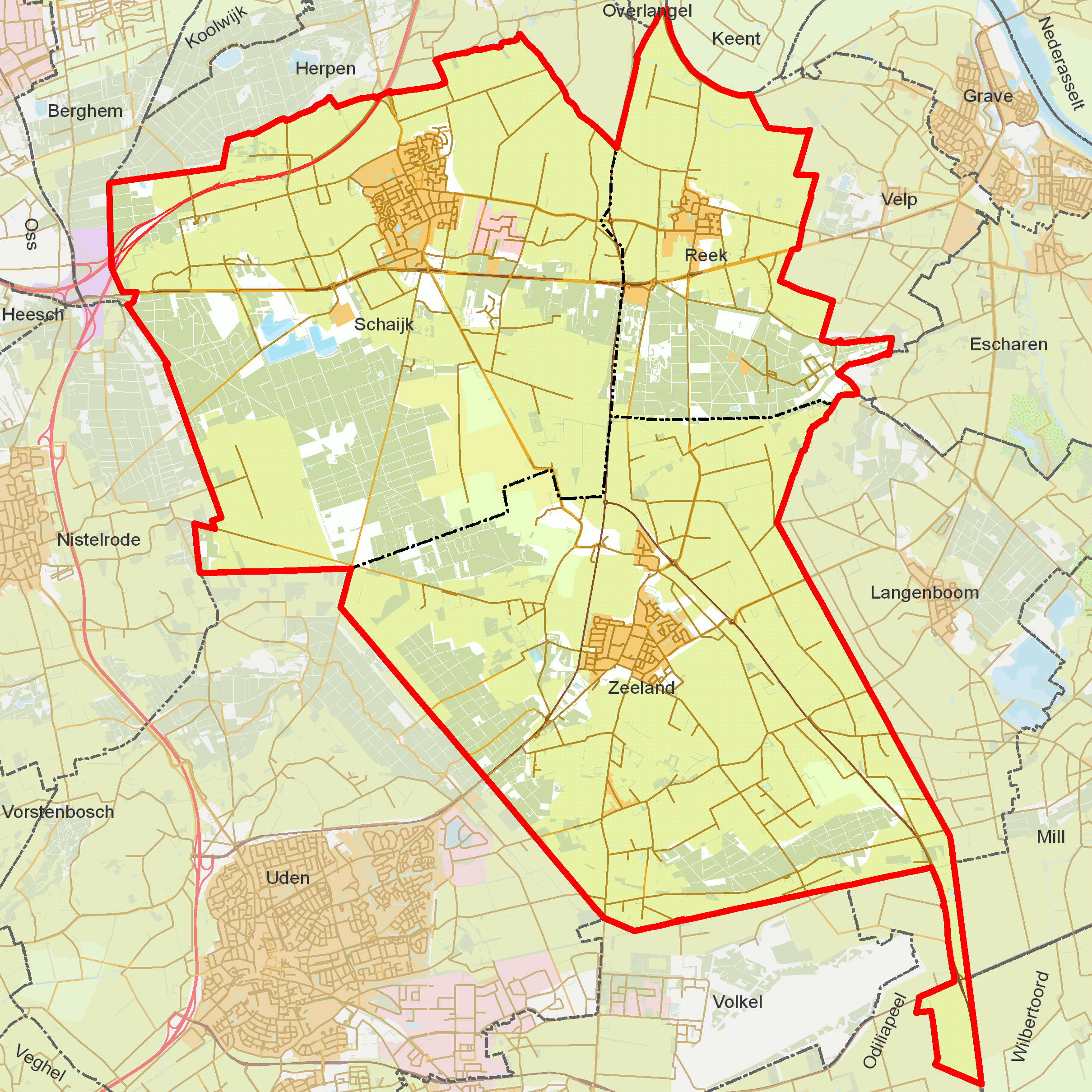
Woonplaatsen in de gemeente Landerd

- Reek (1852)
- Schaijk (1851)
- Zeeland (1850)

## Loon op Zand

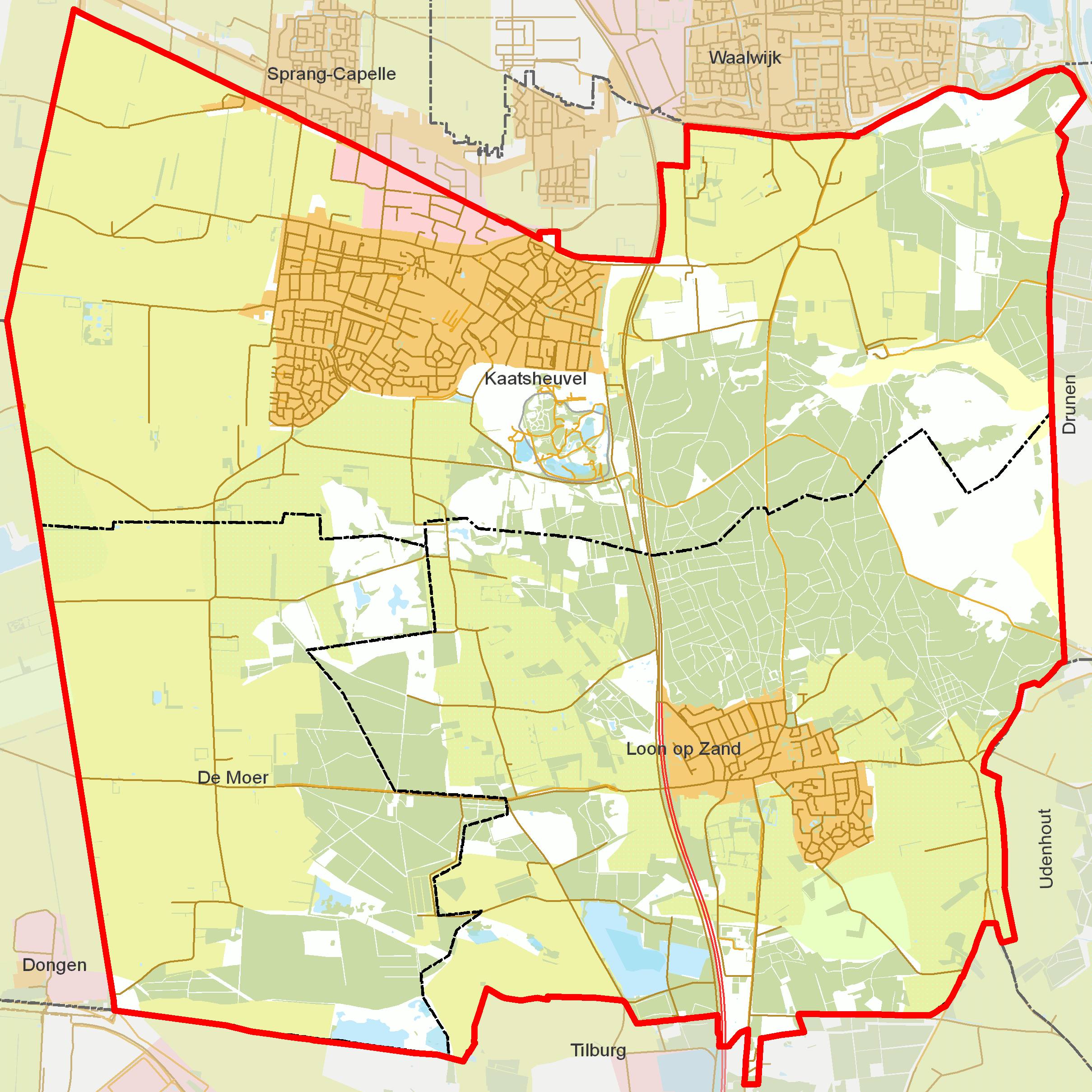
Woonplaatsen in de gemeente Loon op Zand

- De Moer (3054)
- Kaatsheuvel (3052)
- Loon op Zand (3053)

## Maasdonk

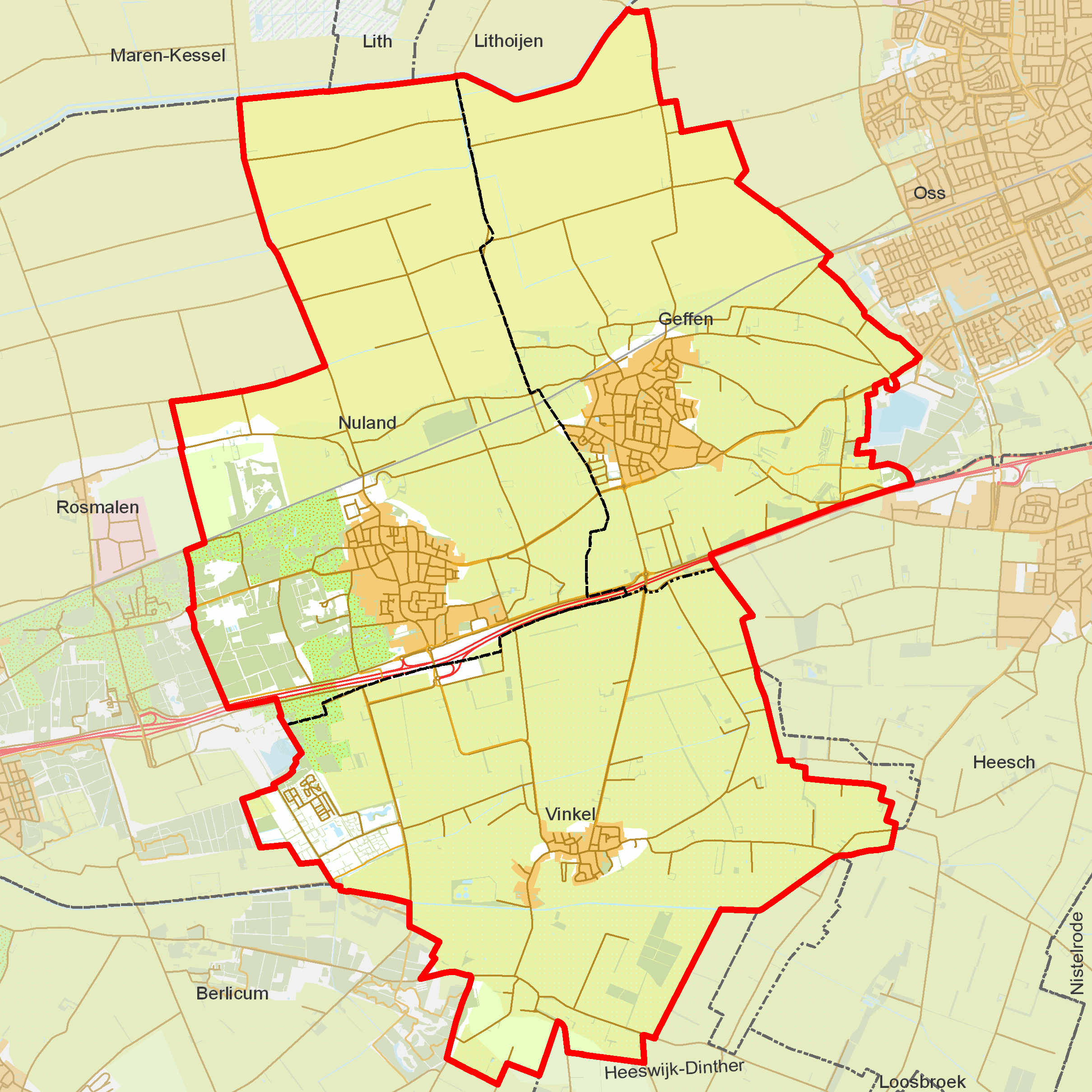
Woonplaatsen in de gemeente Maasdonk

- Geffen (2747)
- Nuland (2748)
- Vinkel (2749)

## Meierijstad
- Erp (2826)
- Schijndel (2139)
- Sint-Oedenrode (2787)
- Veghel (2827)

## Mill en Sint Hubert

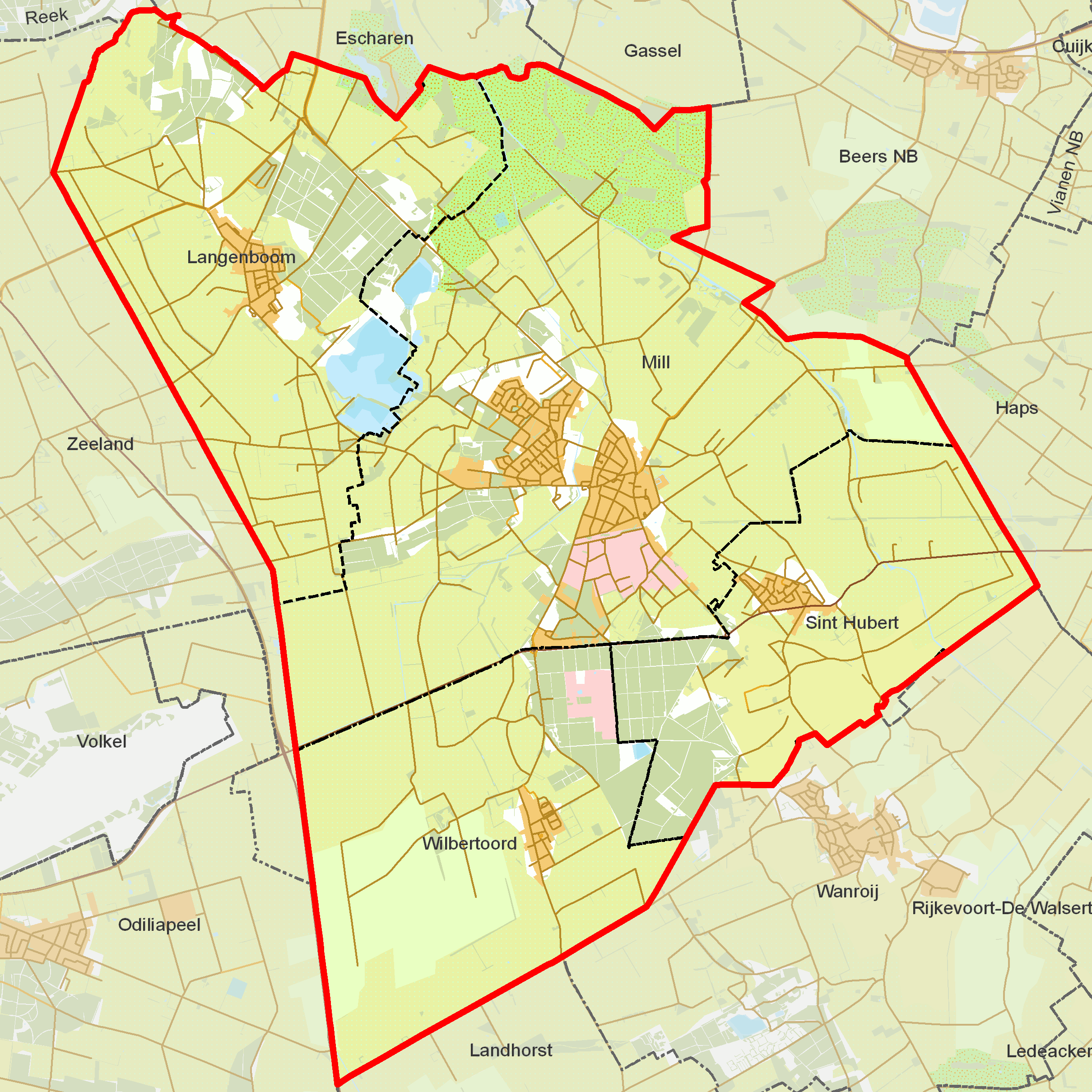
Woonplaatsen in de gemeente Mill en Sint Hubert

- Langenboom (1978)
- Mill (1976)
- Sint Hubert (1977)
- Wilbertoord (1979)

## Moerdijk

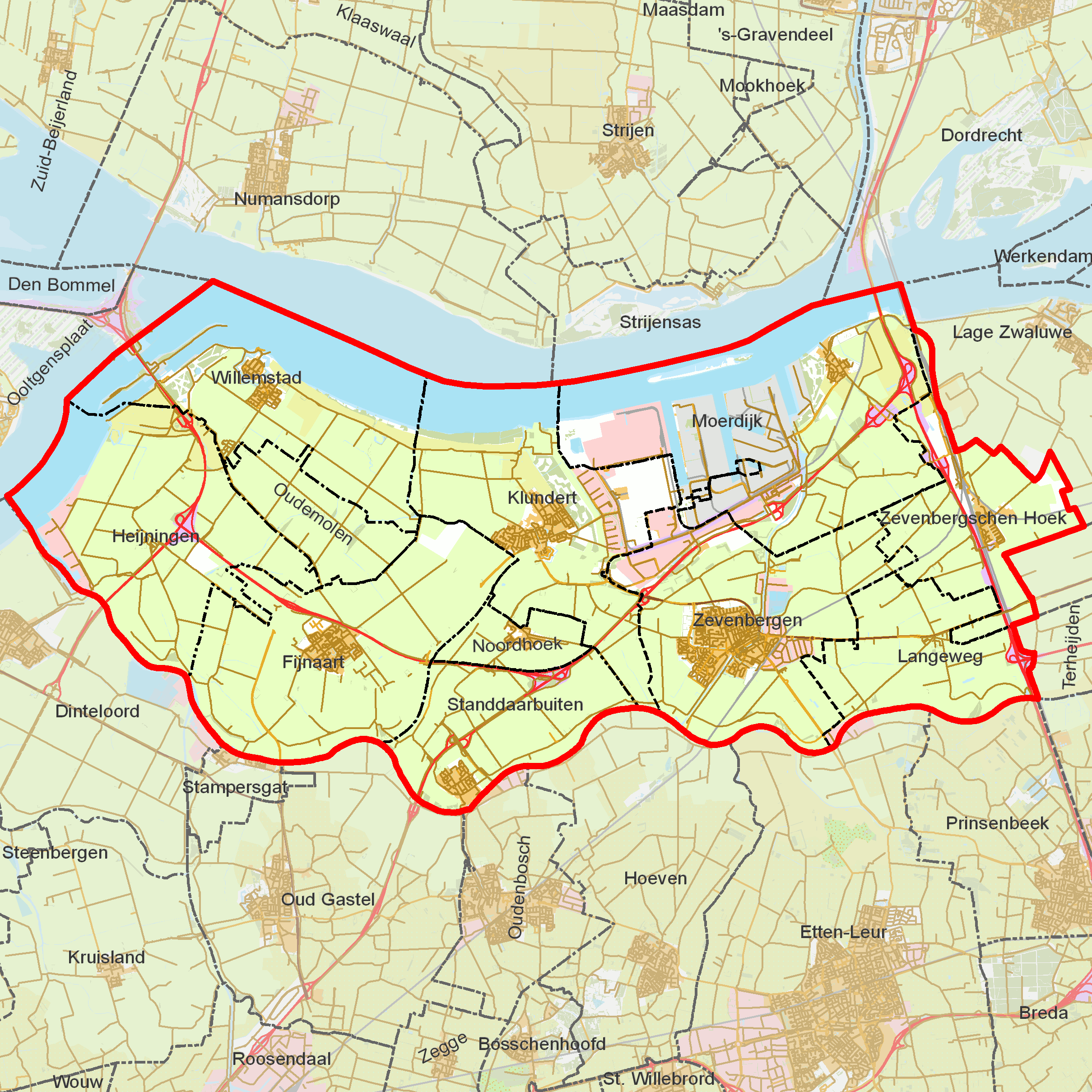
Woonplaatsen in de gemeente Moerdijk

- Fijnaart (1321)
- Heijningen (1318)
- Klundert (1319)
- Langeweg (1326)
- Moerdijk (1322)
- Noordhoek (1325)
- Oudemolen (1320)
- Standdaarbuiten (1324)
- Willemstad (1317)
- Zevenbergen (1323)
- Zevenbergschen Hoek (1327)

## Nuenen, Gerwen en Nederwetten

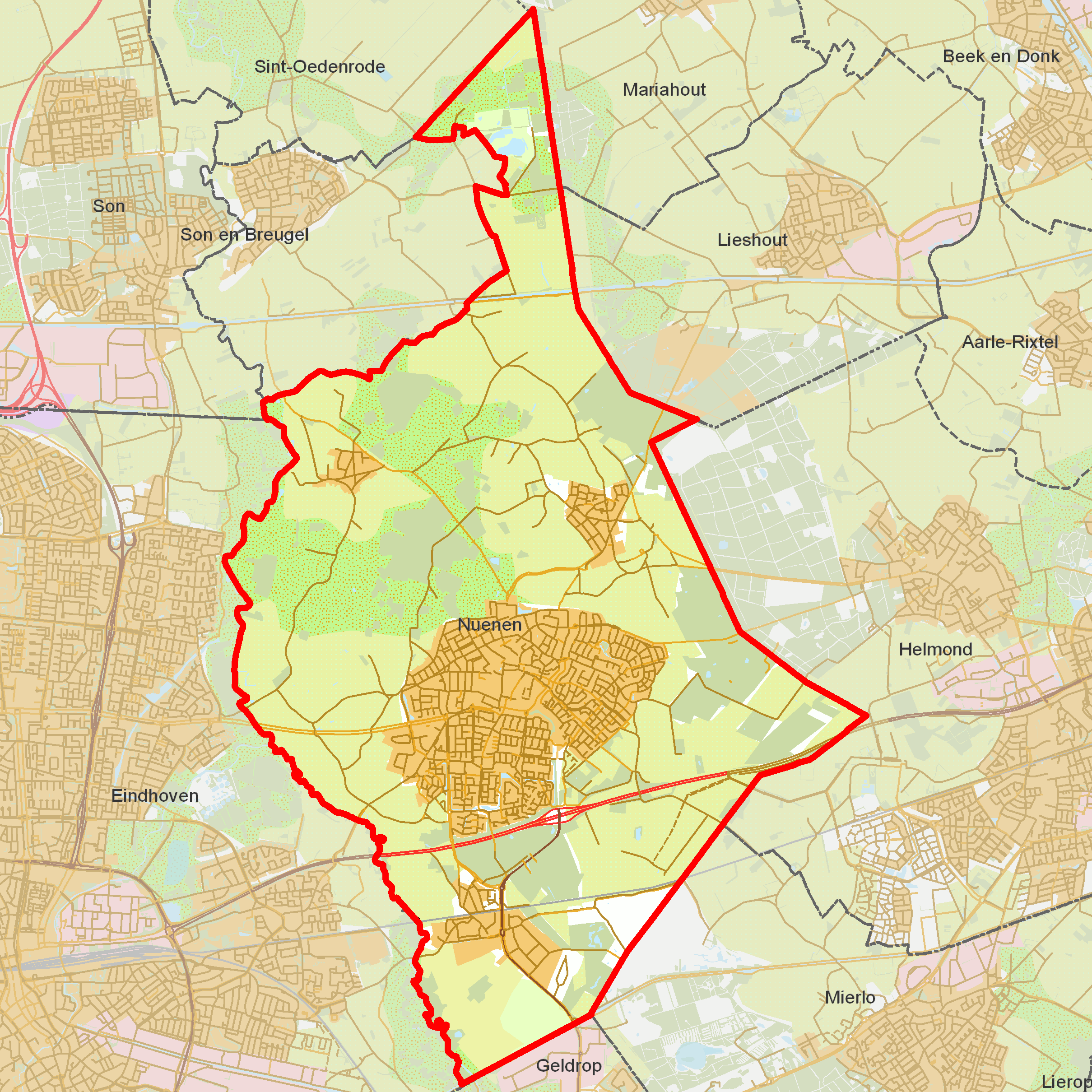
Woonplaatsen in de gemeente Nuenen c.a.

- Nuenen (2136)

## Oirschot

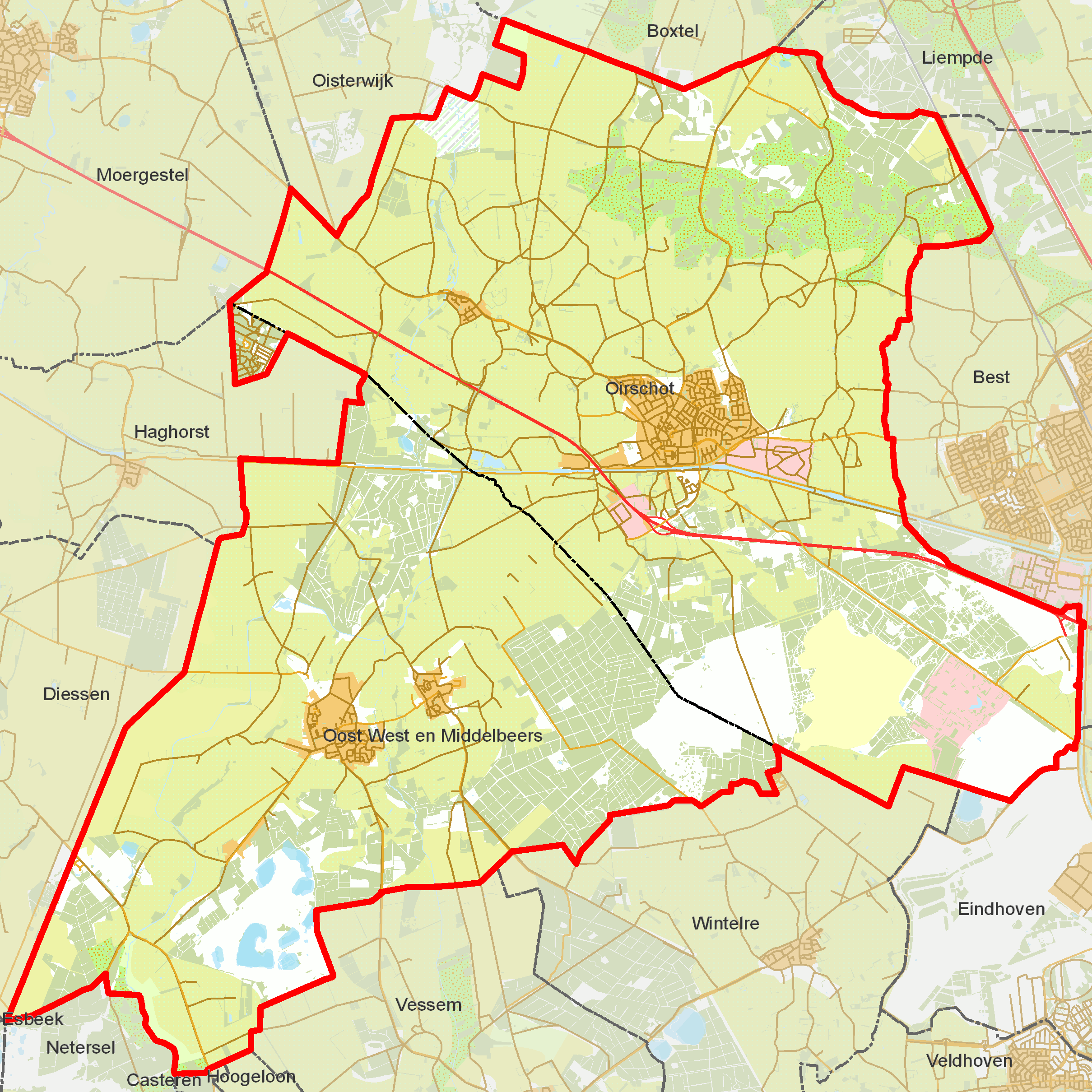
Woonplaatsen in de gemeente Oirschot

- Oirschot (1207)
- Oost-, West- en Middelbeers (1208)

## Oisterwijk

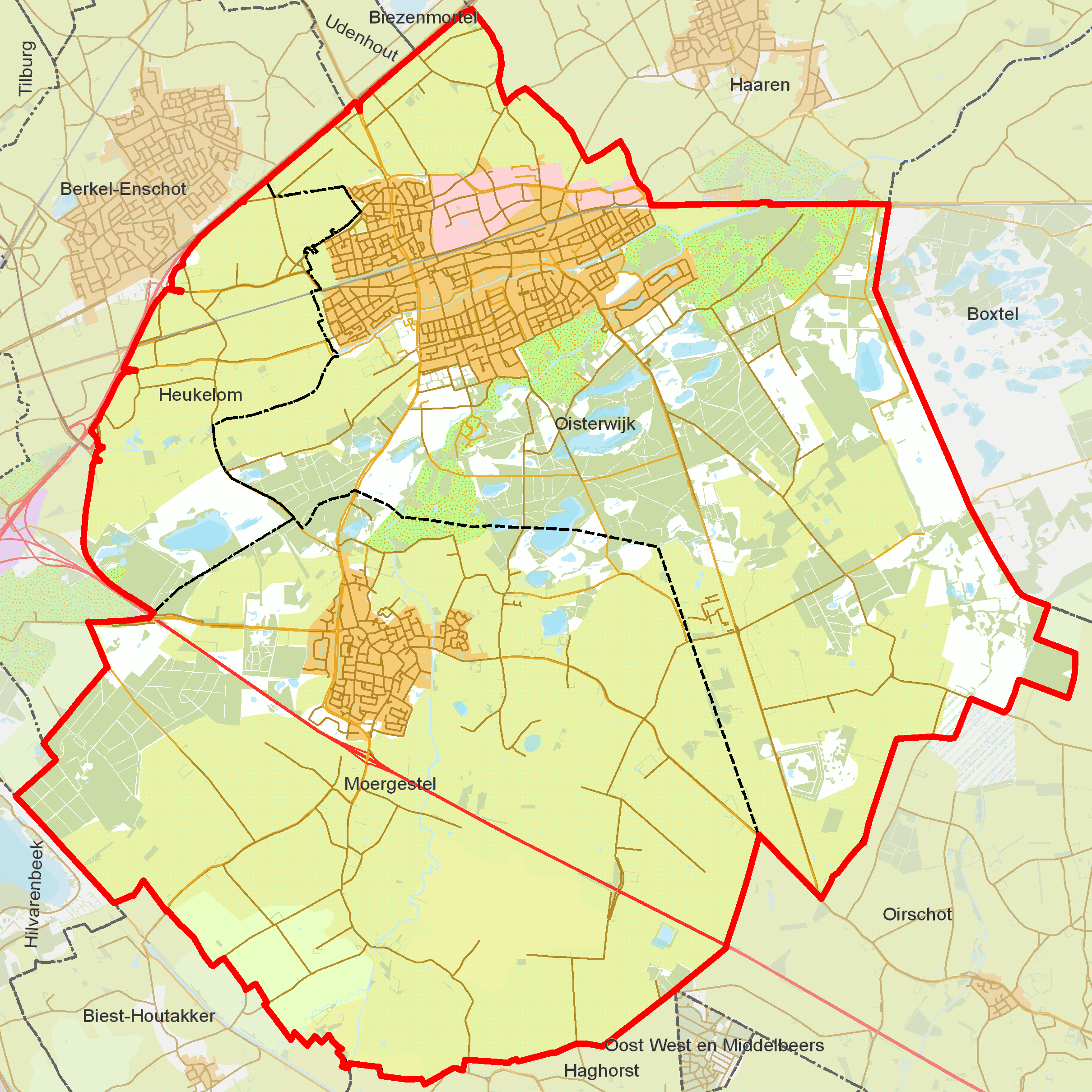
Woonplaatsen in de gemeente Oisterwijk

- Haaren (Noord-Brabant) (1427)
- Heukelom (Oisterwijk) (2648)
- Moergestel (2647)
- Oisterwijk (2646)

## Oosterhout

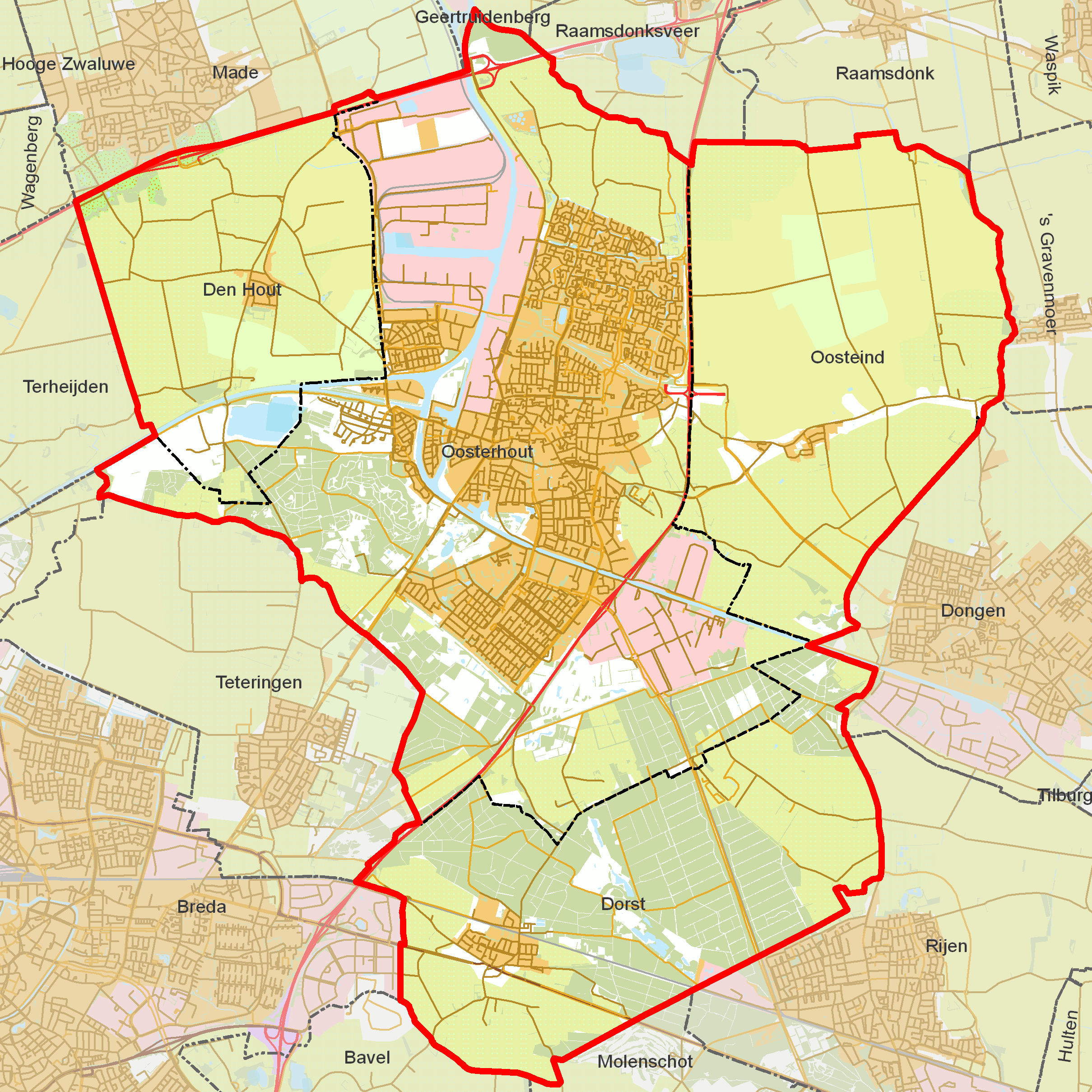
Woonplaatsen in de gemeente Oosterhout

- Den Hout (2958)
- Dorst (2959)
- Oosteind (2957)
- Oosterhout (2956)

## Oss

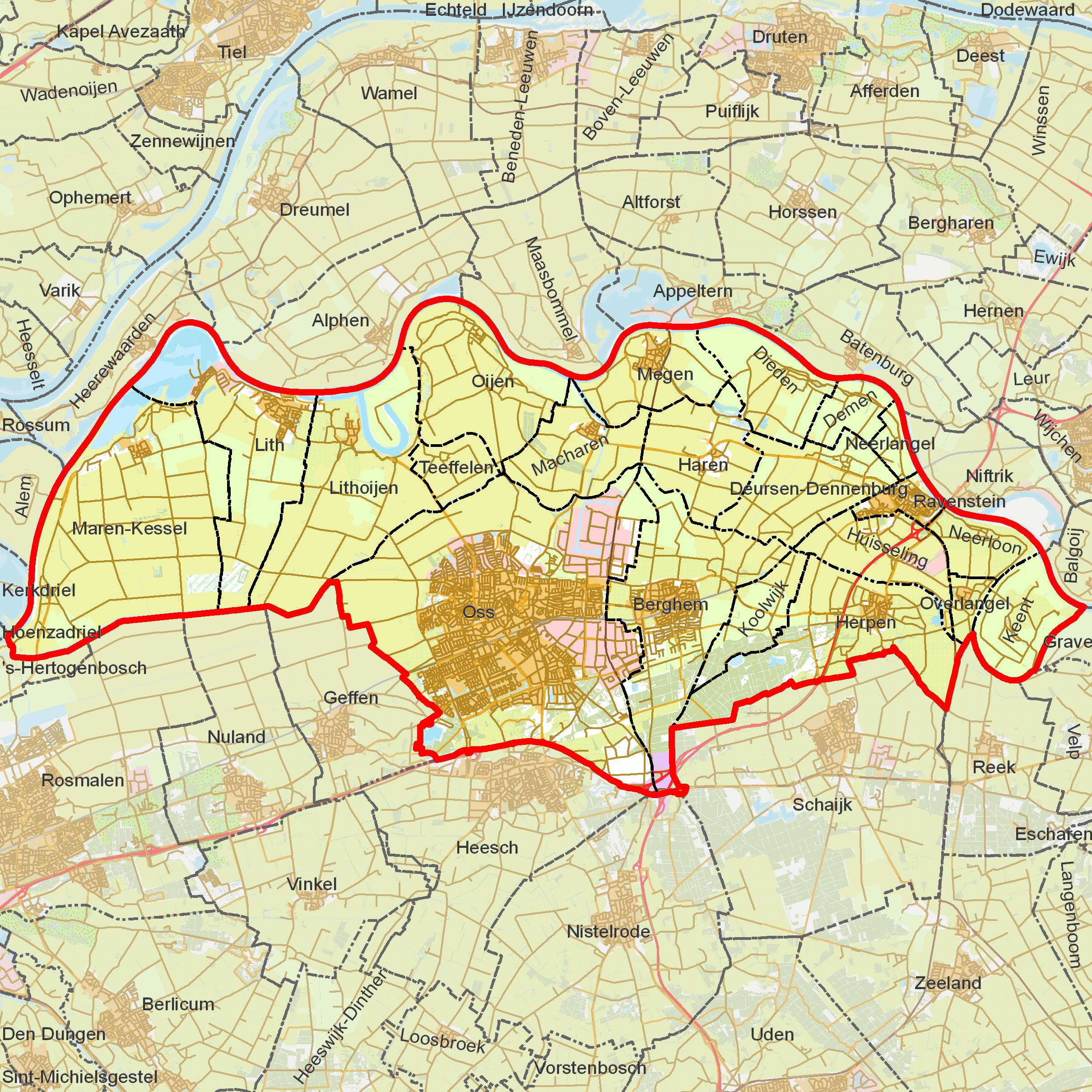
Woonplaatsen in de gemeente Oss

- Berghem (3250)
- Demen (3260)
- Deursen en Dennenburg (3256)
- Dieden (3259)
- Haren (3253)
- Herpen (3255)
- Huisseling (3257)
- Keent (3264)
- Koolwijk (3258)
- Lith (3468)
- Lithoijen (3469)
- Macharen (3252)
- Maren-Kessel (3471)
- Megen (3251)
- Neerlangel (3261)
- Neerloon (3262)
- Oijen (3470)
- Oss (3249)
- Overlangel (3263)
- Ravenstein (3254)
- Teeffelen (3472)

## Reusel-De Mierden

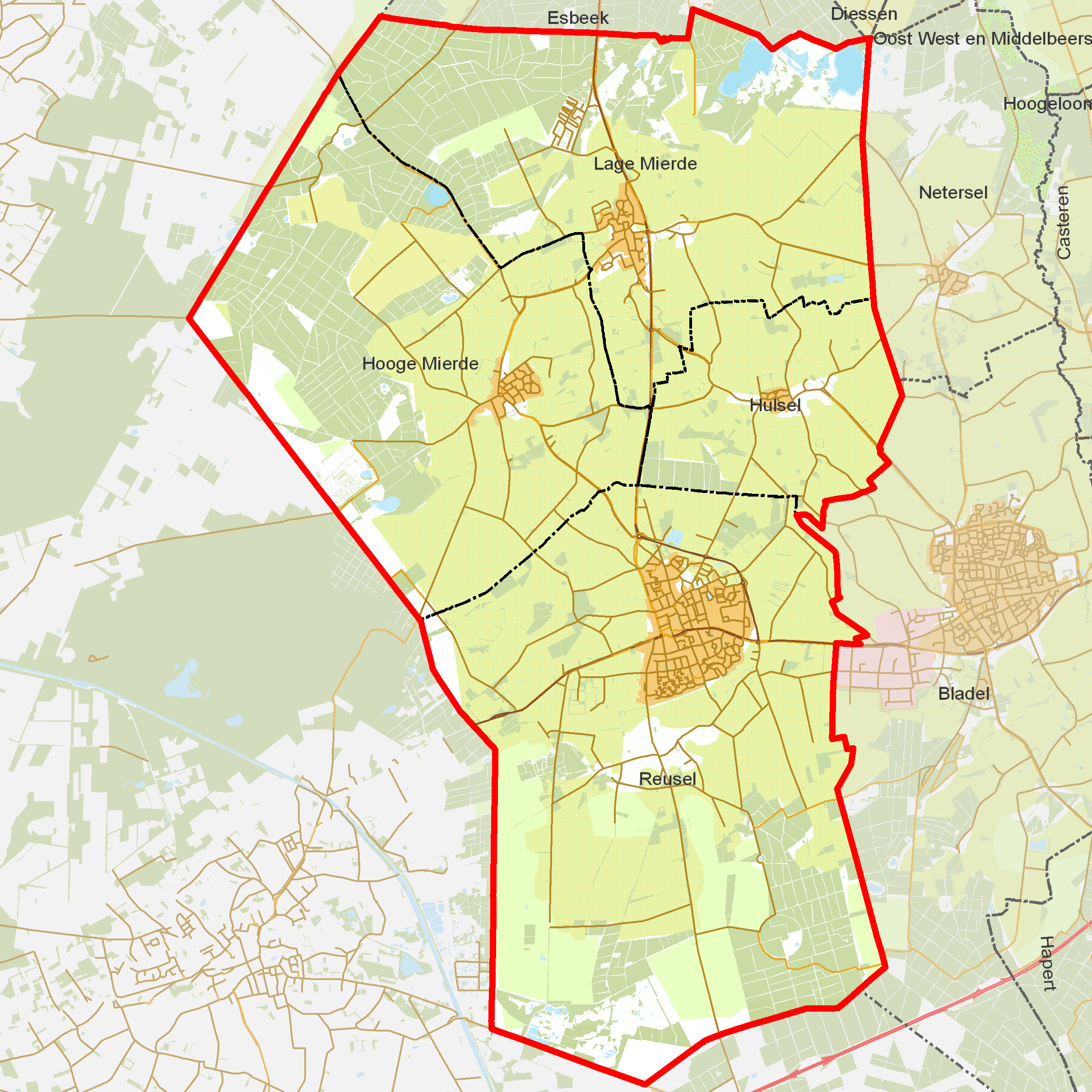
Woonplaatsen in de gemeente Reusel-De Mierden

- Hooge Mierde (1874)
- Hulsel (1875)
- Lage Mierde (1876)
- Reusel (1877)

## Roosendaal

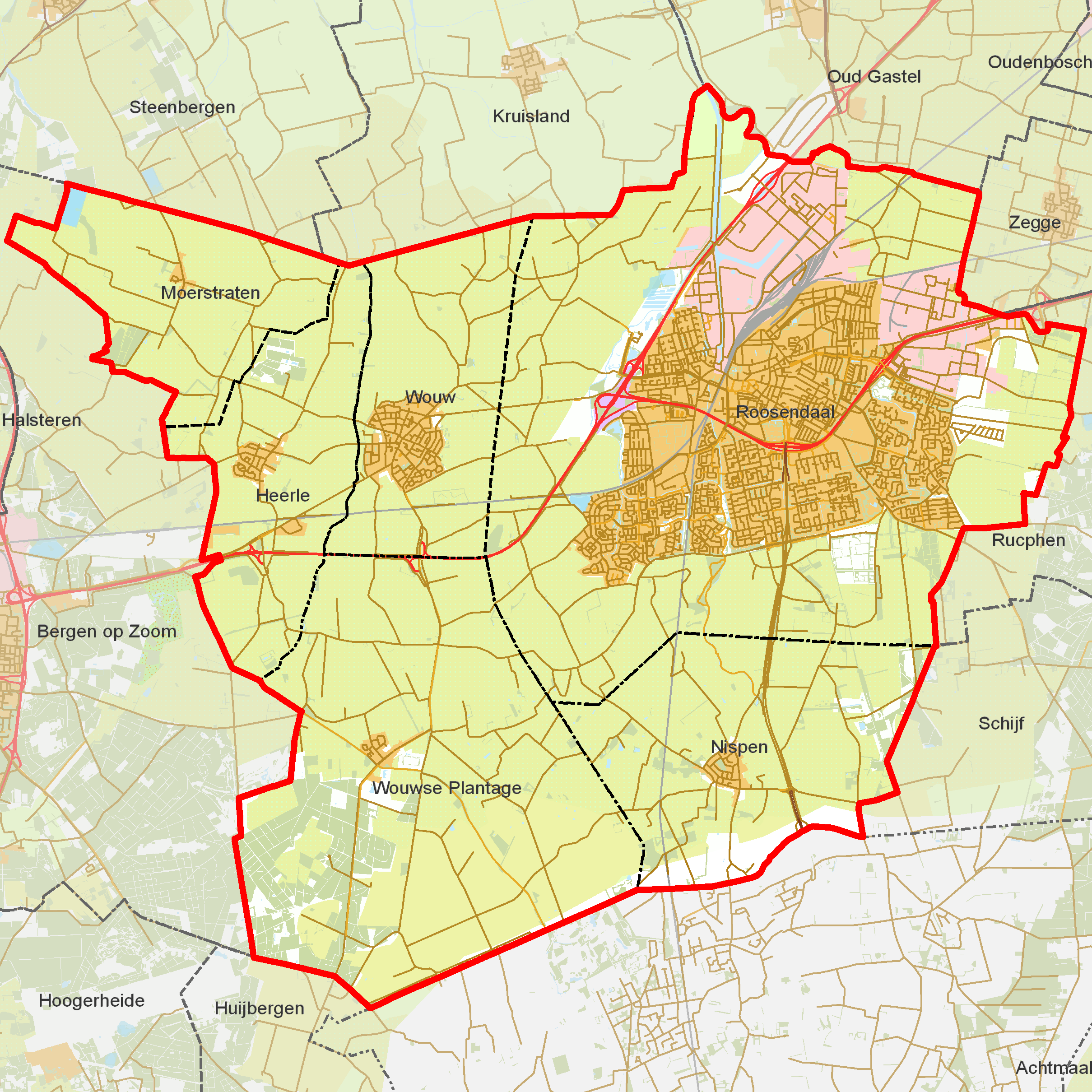
Woonplaatsen in de gemeente Roosendaal

- Heerle (1590)
- Moerstraten (1593)
- Nispen (1591)
- Roosendaal (1588)
- Wouw (1589)
- Wouwse Plantage (1592)

## Rucphen

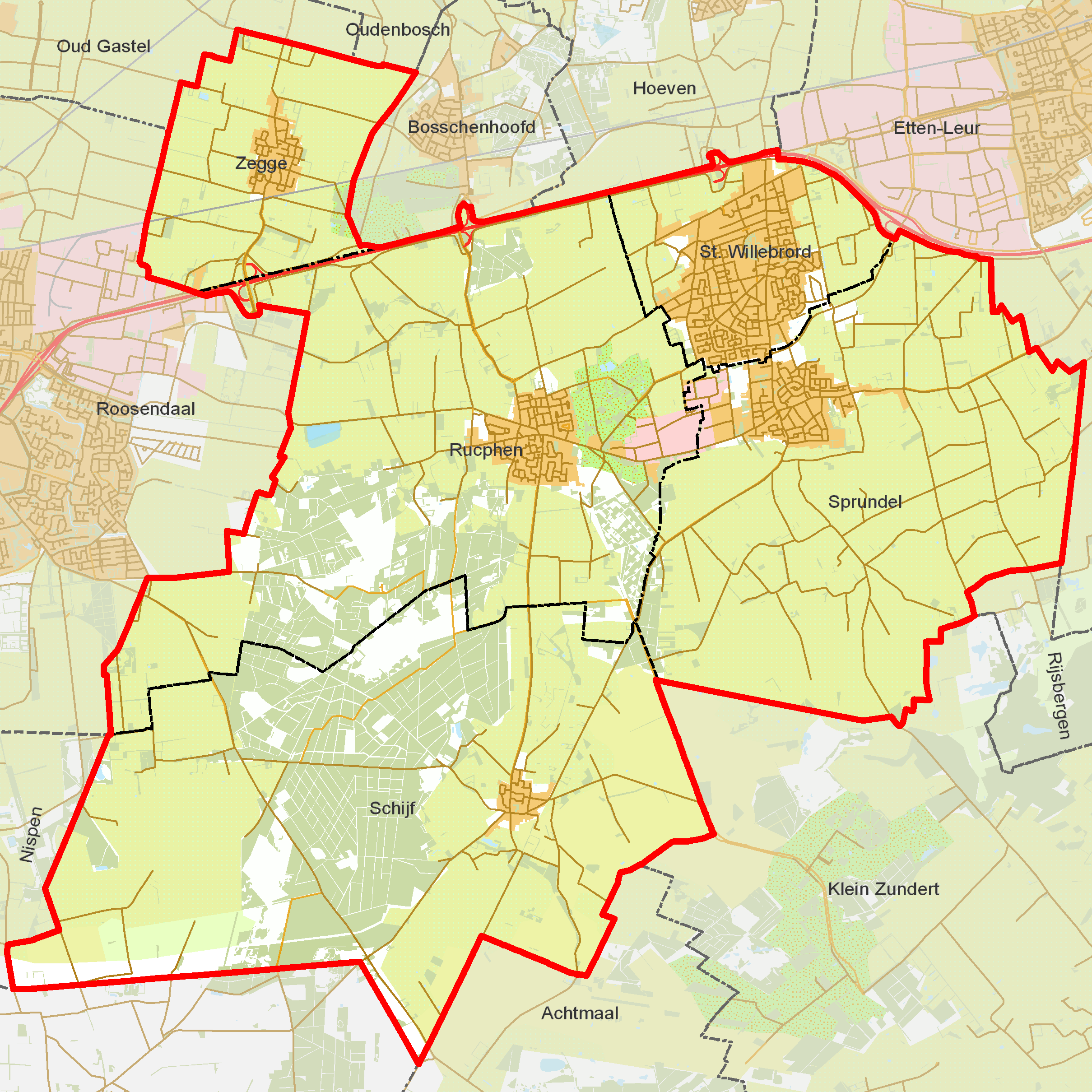
Woonplaatsen in de gemeente Rucphen

- Rucphen (2581)
- Schijf (2582)
- Sprundel (2583)
- St. Willebrord (2584)
- Zegge (2585)

## Sint Anthonis

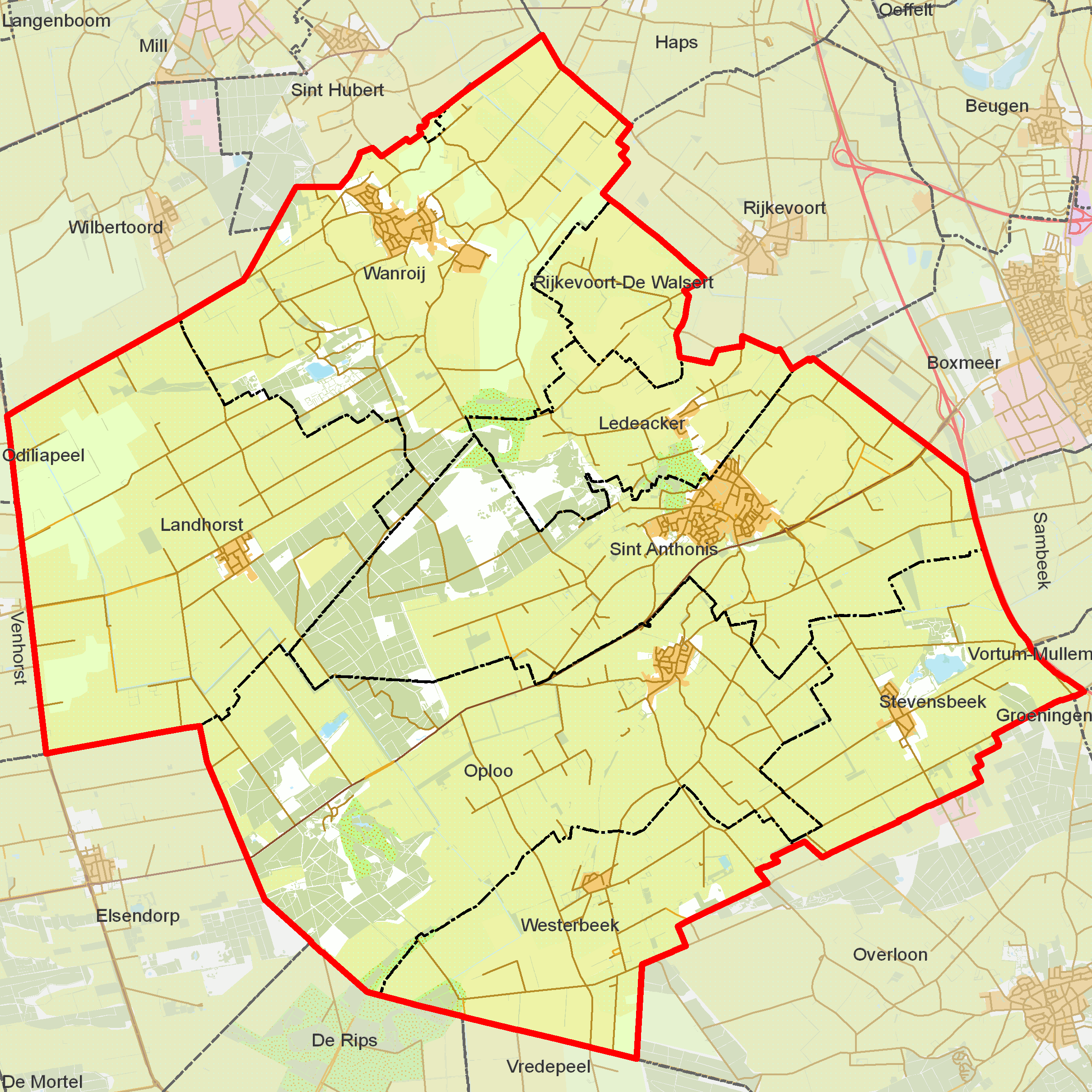
Woonplaatsen in de gemeente Sint Anthonis

- Landhorst (2080)
- Ledeacker (2081)
- Oploo (2082)
- Rijkevoort-De Walsert (2087)
- Sint Anthonis (2083)
- Stevensbeek (2084)
- Wanroij (2085)
- Westerbeek (2086)

## Sint-Michielsgestel

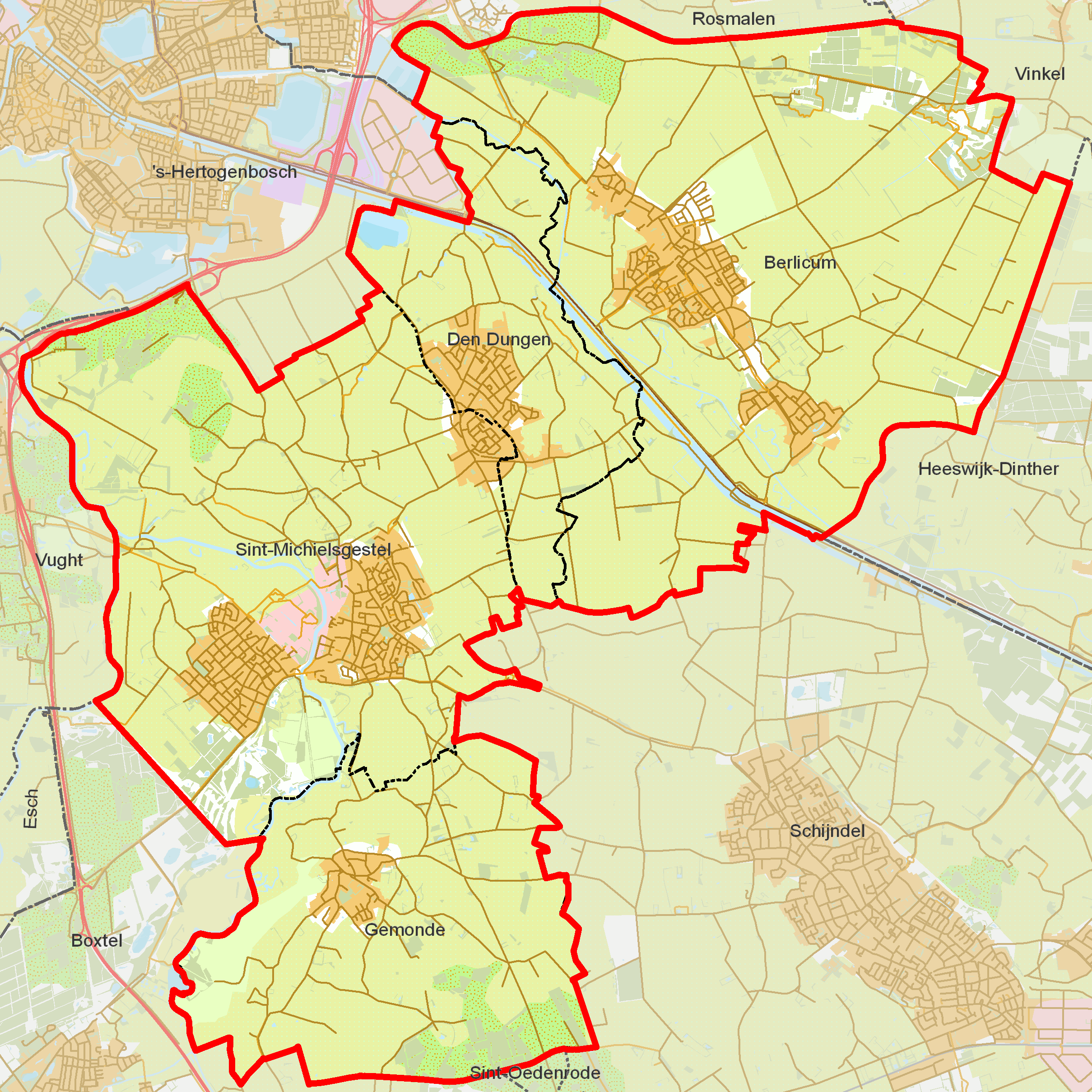
Woonplaatsen in de gemeente Sint-Michielsgestel

- Berlicum (2057)
- Den Dungen (2058)
- Gemonde (2059)
- Sint-Michielsgestel (2060)

## Someren

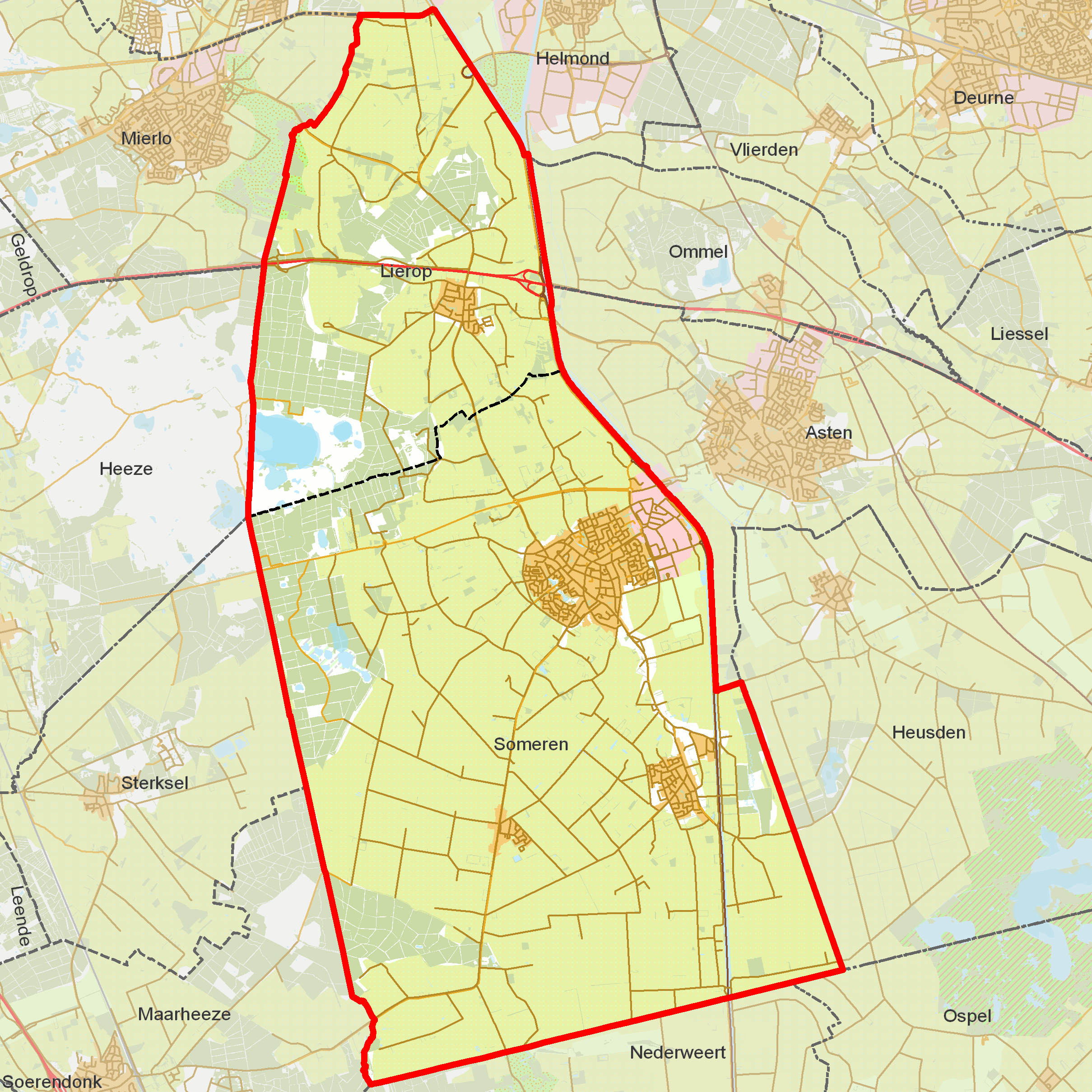
Woonplaatsen in de gemeente Someren

- Lierop (2746)
- Someren (2745)

## Son en Breugel

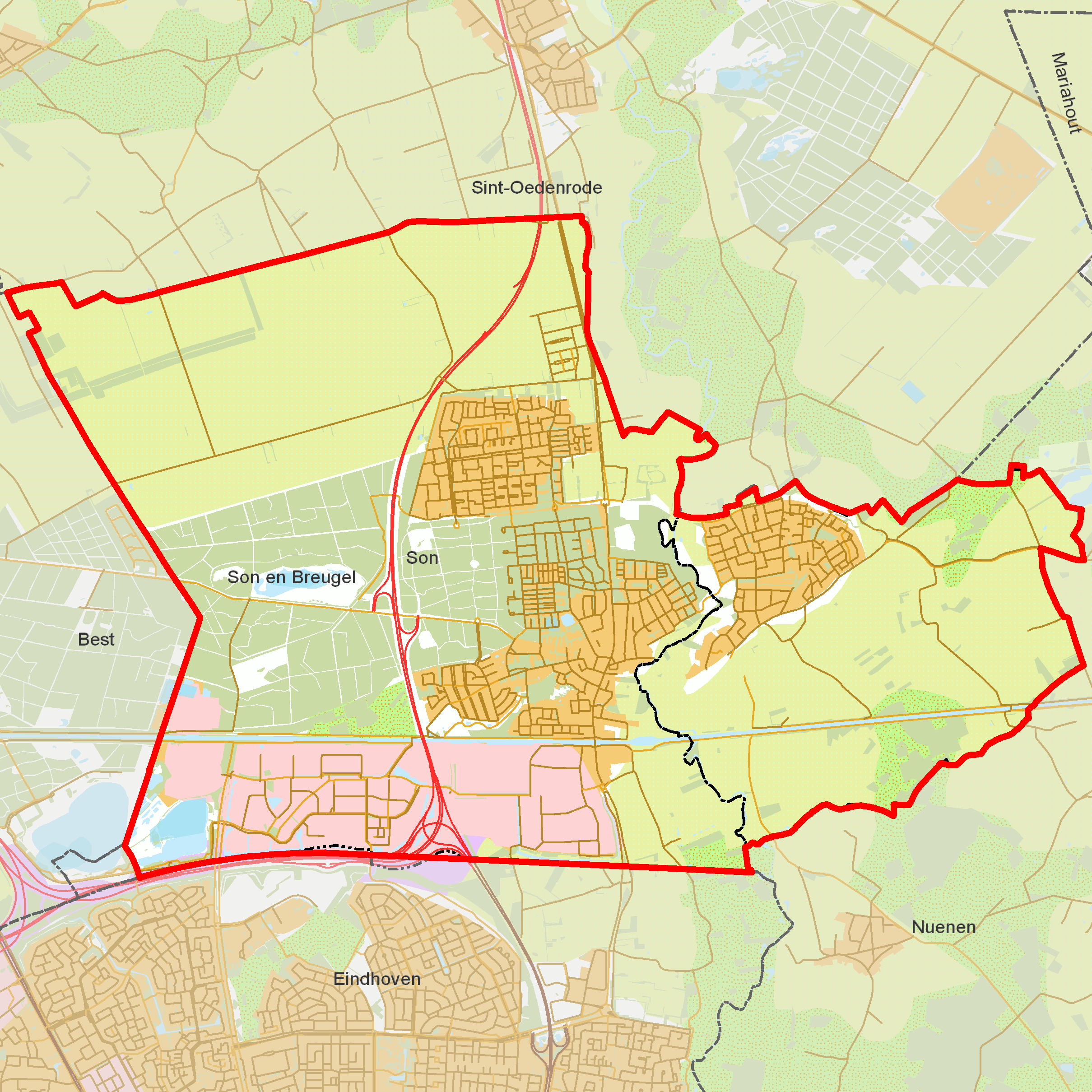
Woonplaatsen in de gemeente Son en Breugel

- Breugel (2600), verouderd
- Son (2599), verouderd
- Son en Breugel (3520), actueel

## Steenbergen

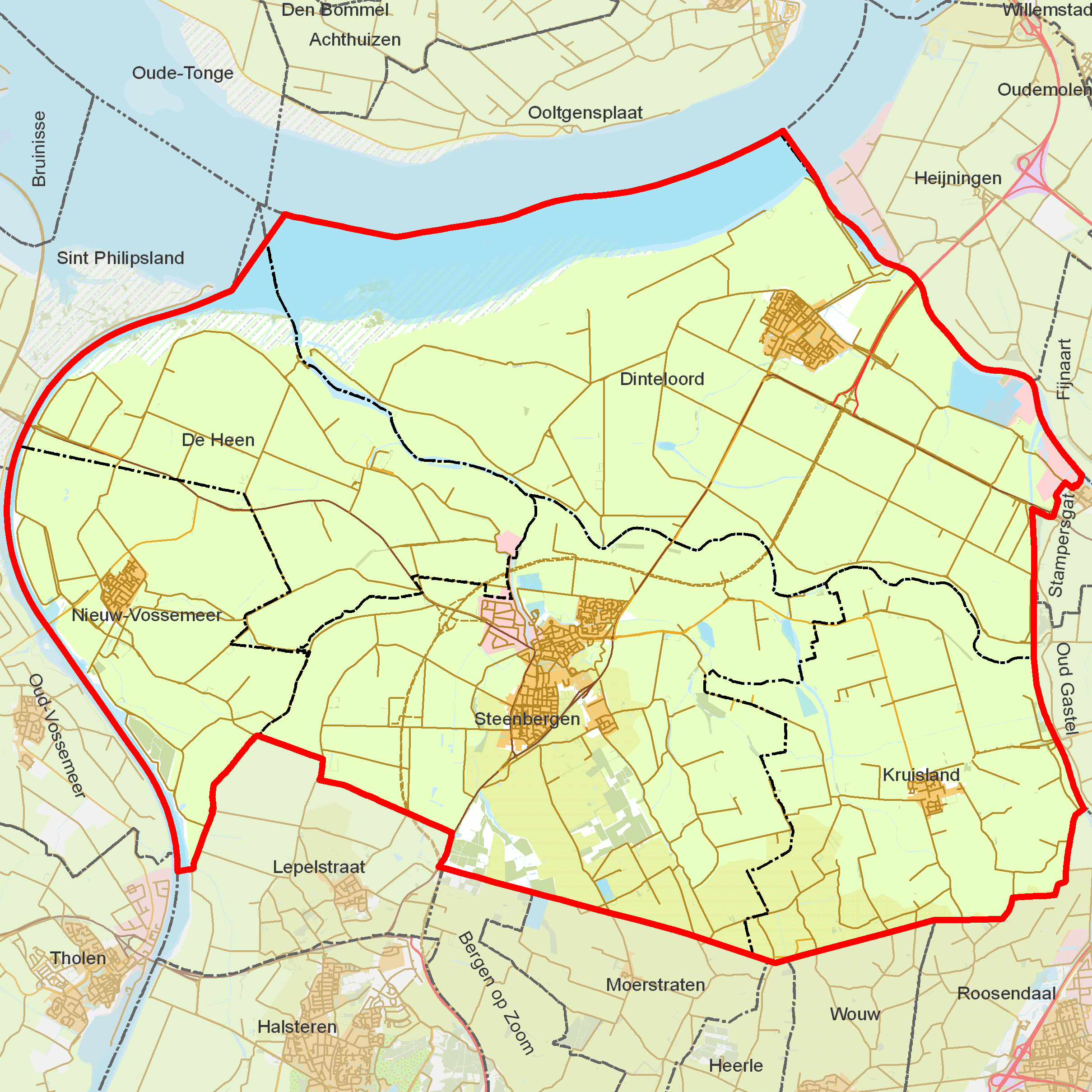
Woonplaatsen in de gemeente Steenbergen

- De Heen (1401)
- Dinteloord (1402)
- Kruisland (1403)
- Nieuw-Vossemeer (1404)
- Steenbergen (1405)

## Tilburg

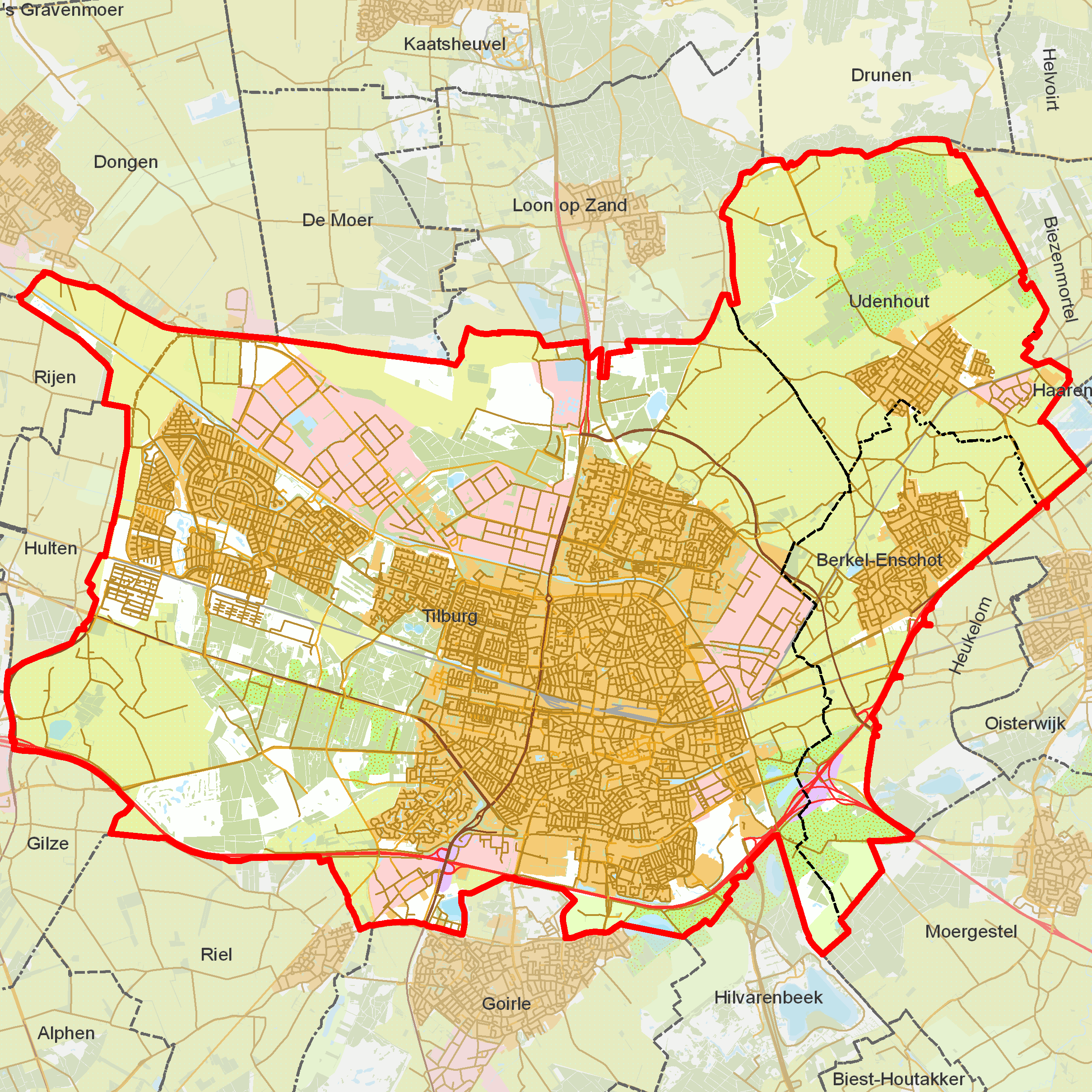
Woonplaatsen in de gemeente Tilburg

- Berkel-Enschot (1044)
- Biezenmortel (1425)
- Tilburg (1043)
- Udenhout (1045)

## Uden

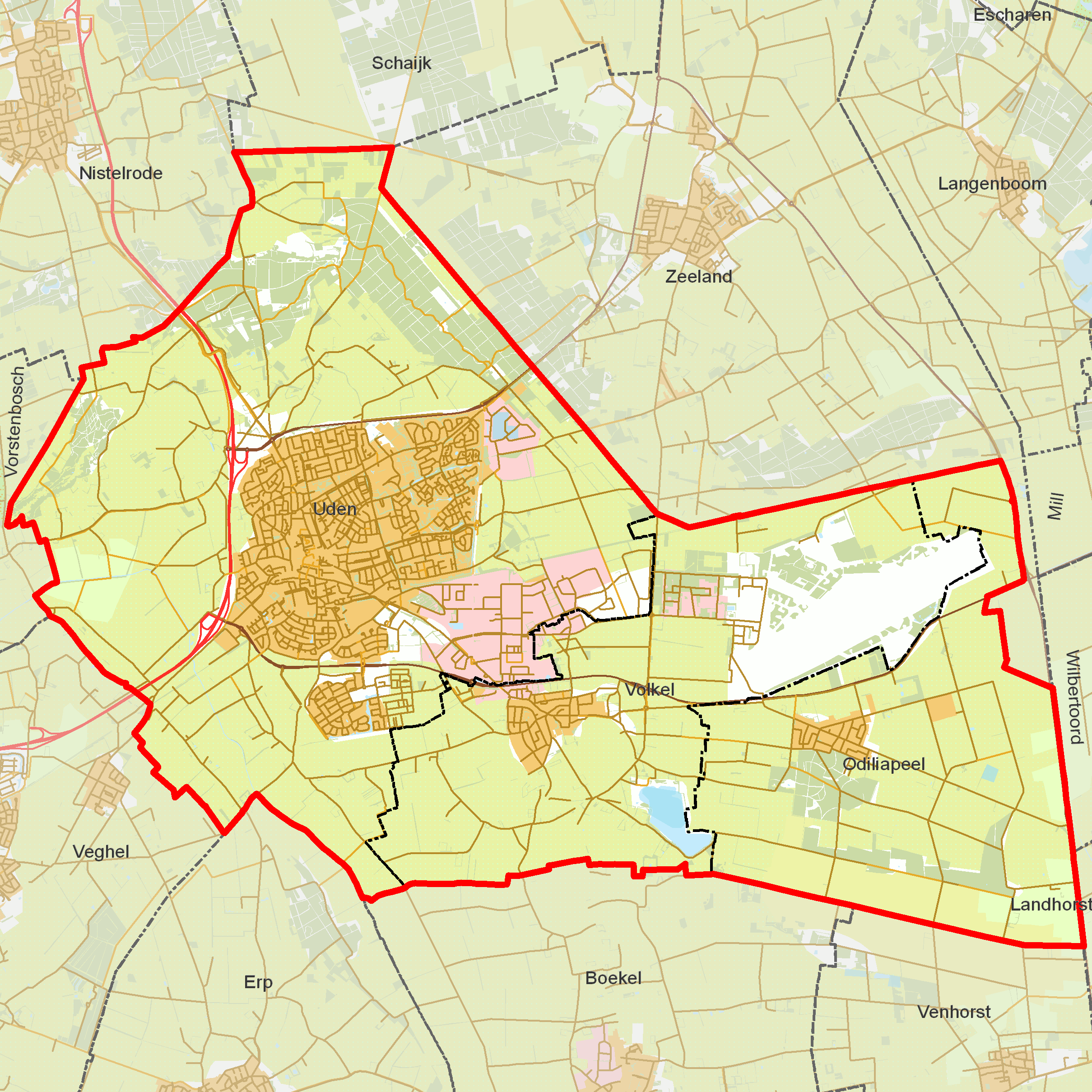
Woonplaatsen in de gemeente Uden

- Odiliapeel (1849)
- Uden (1847)
- Volkel (1848)

## Valkenswaard

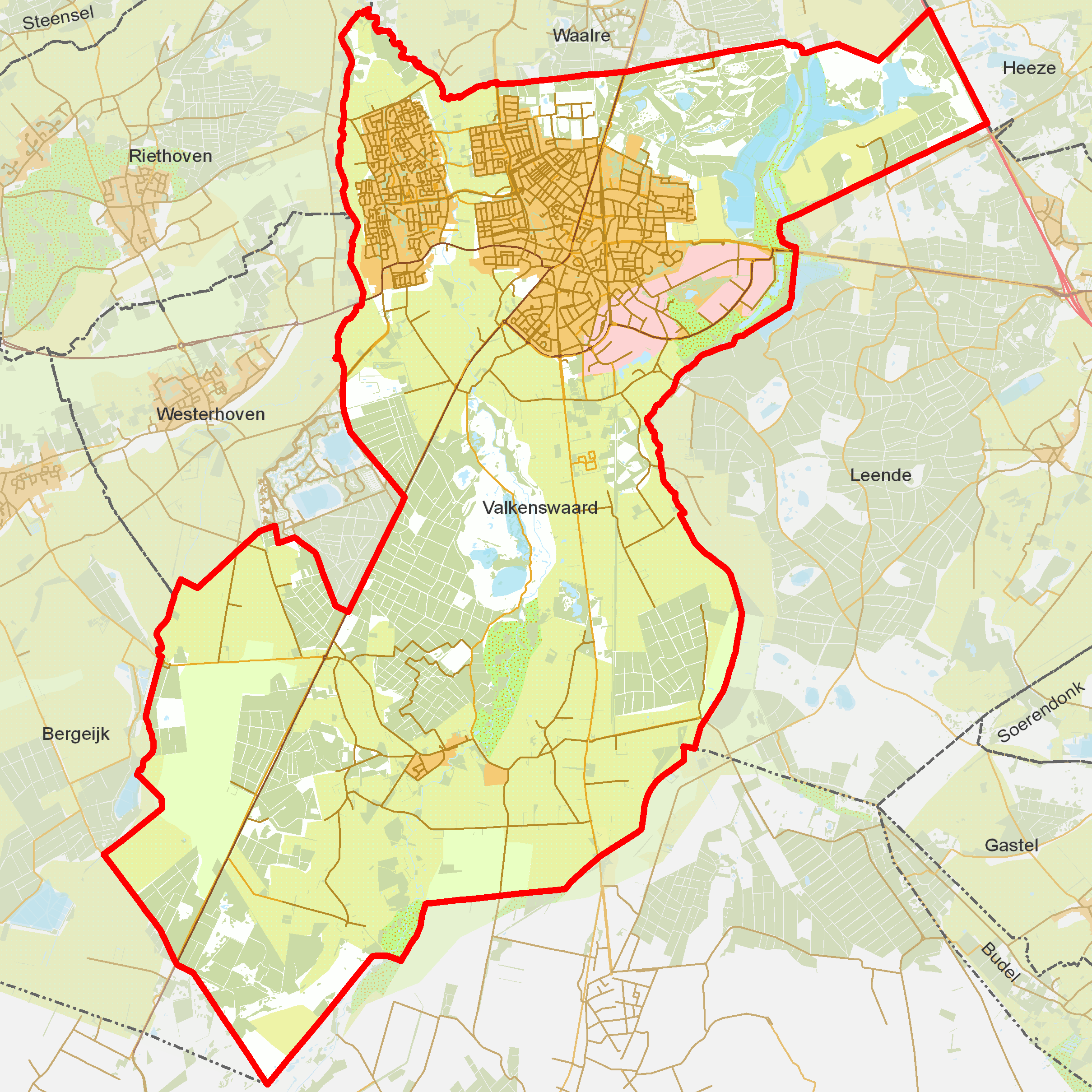
Woonplaatsen in de gemeente Valkenswaard

- Valkenswaard (1100)

## Veldhoven

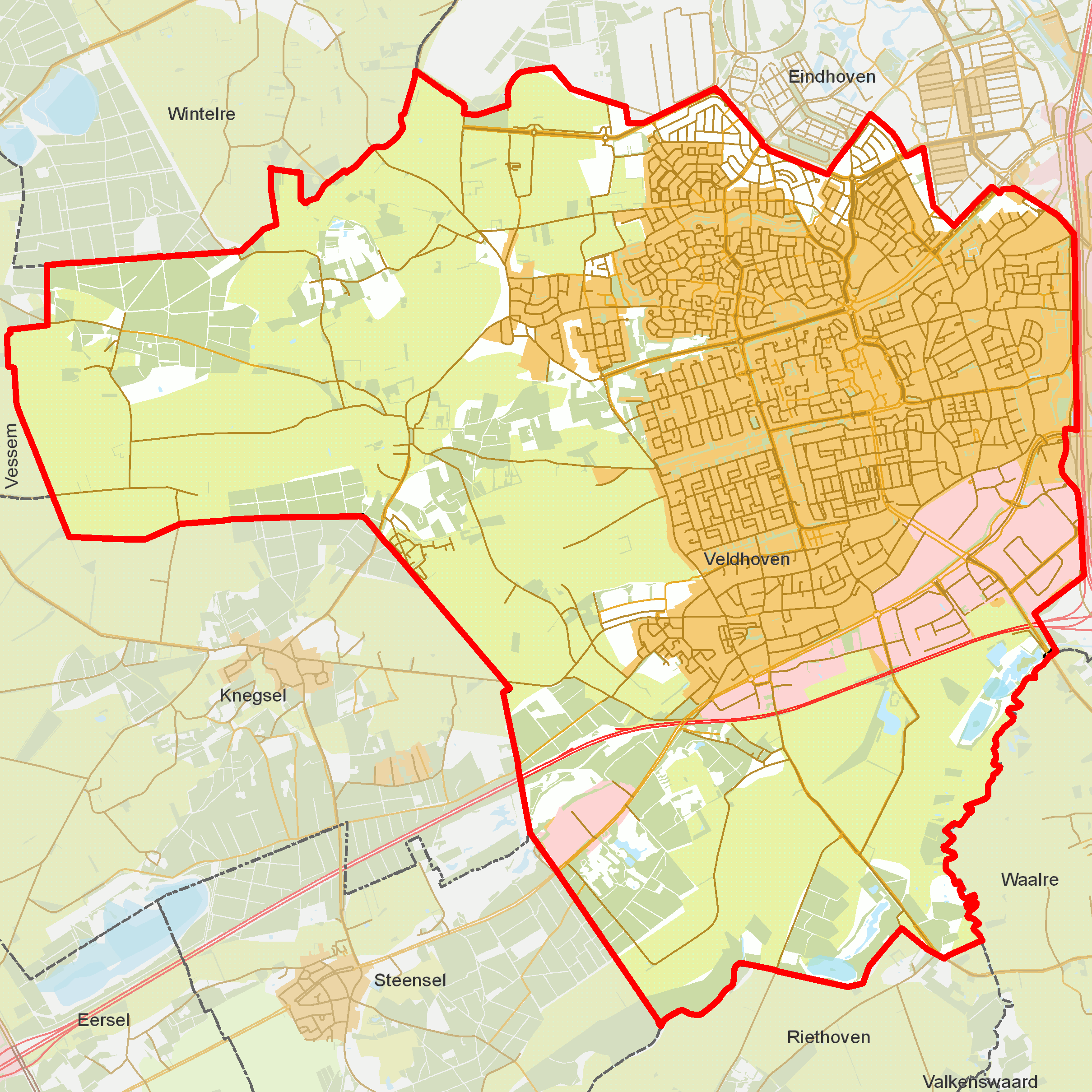
Woonplaatsen in de gemeente Veldhoven

- Veldhoven (1384)

## Vught

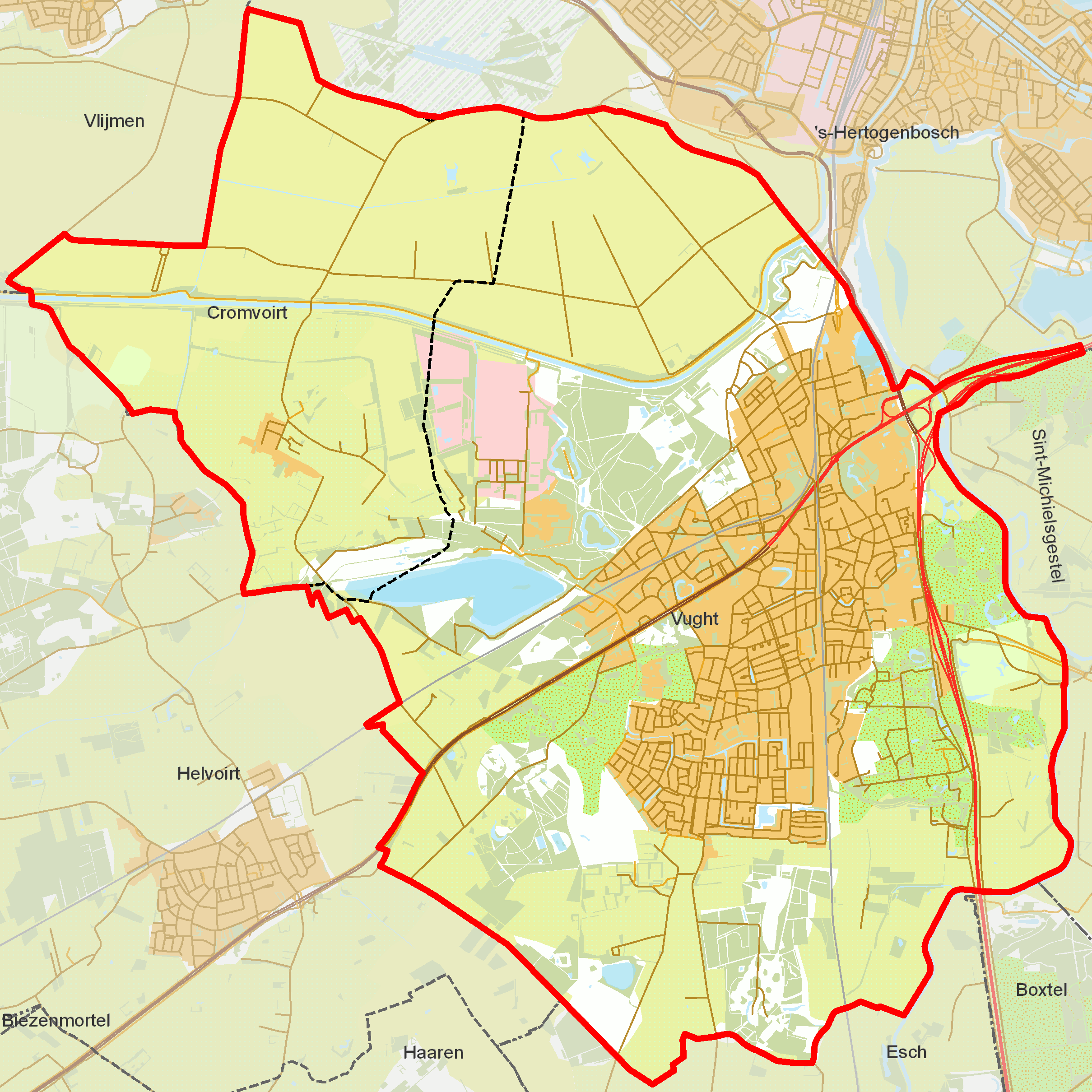
Woonplaatsen in de gemeente Vught

- Cromvoirt (1620)
- Helvoirt (1428)
- Vught (1619)

## Waalre

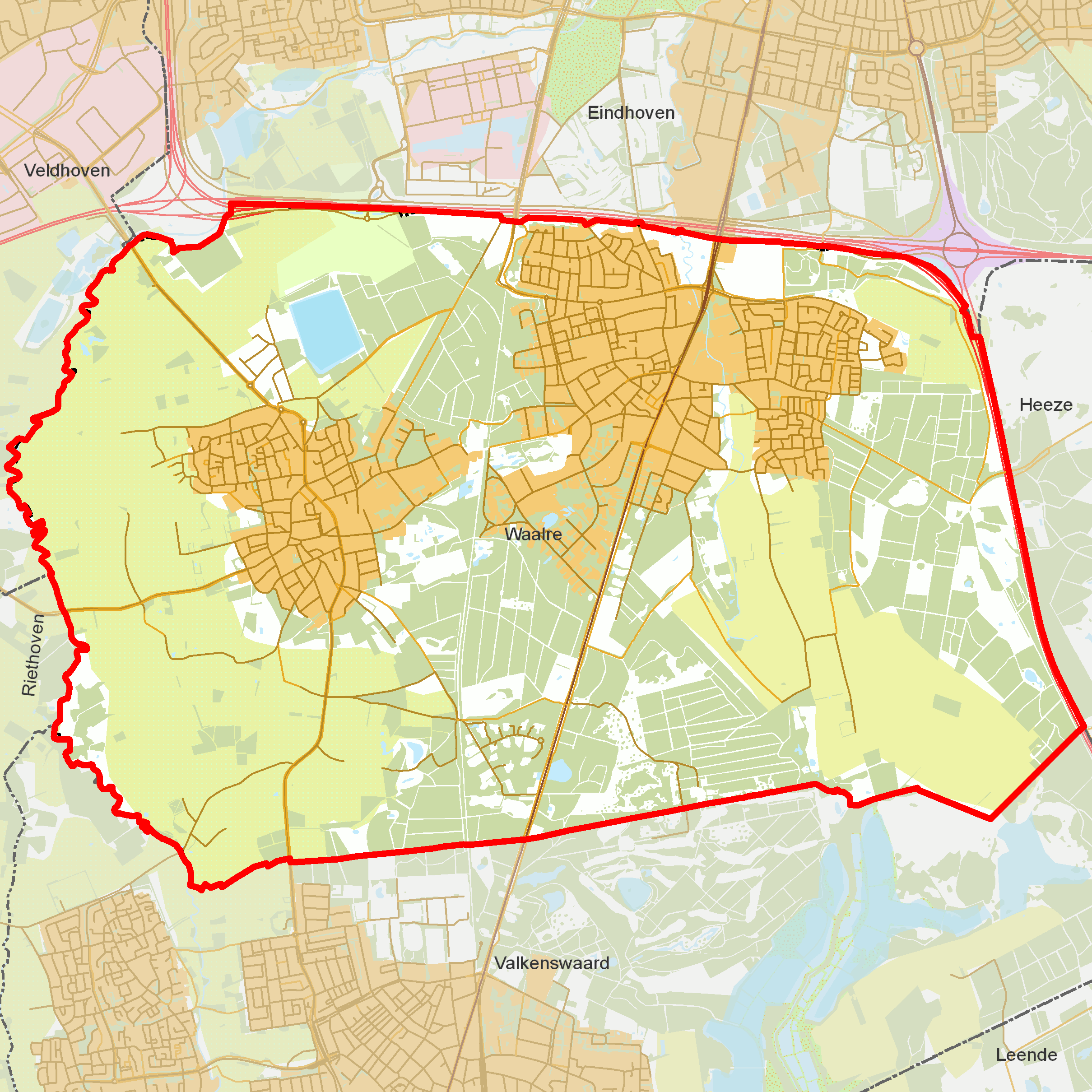
Woonplaatsen in de gemeente Waalre

- Waalre-dorp (1006)

## Waalwijk

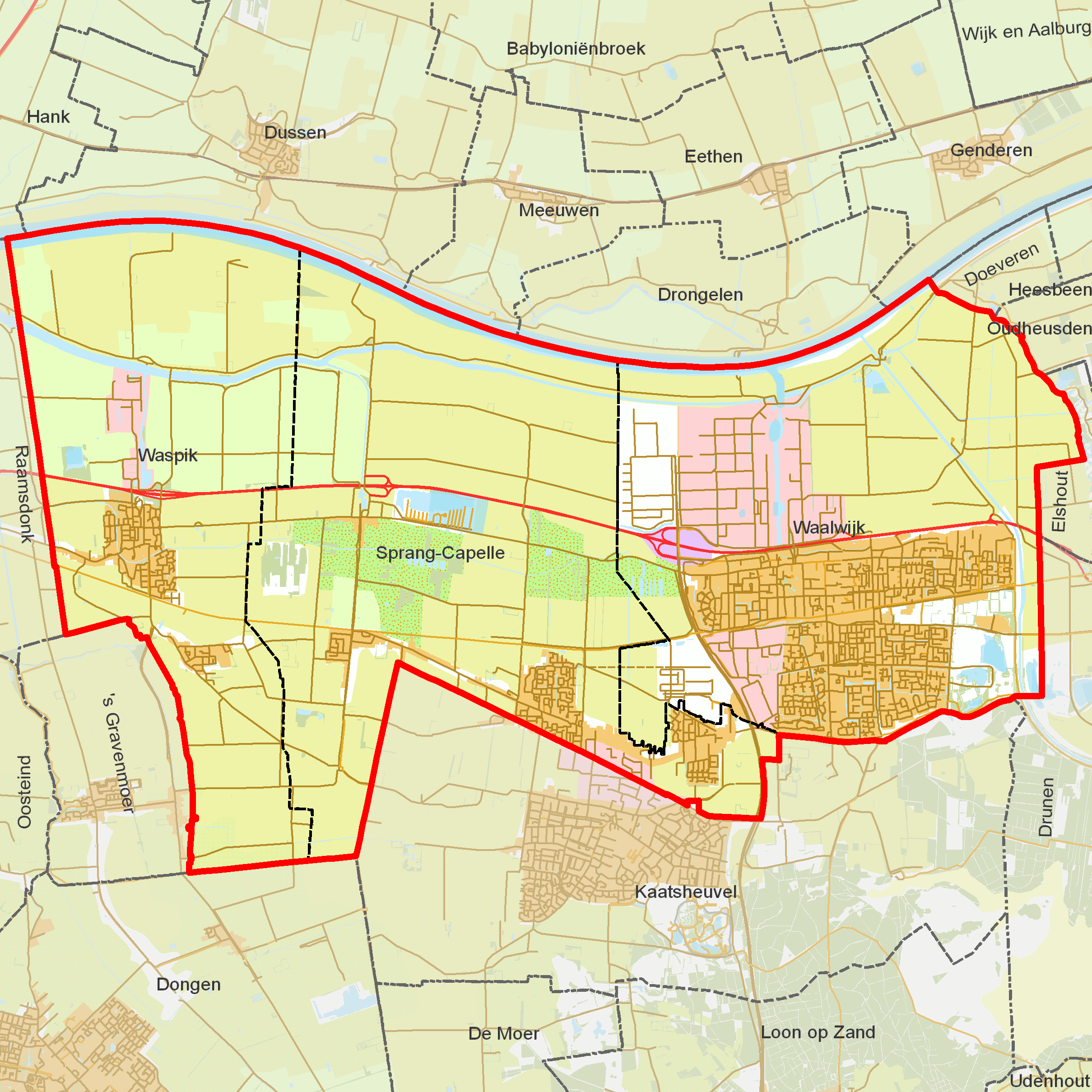
Woonplaatsen in de gemeente Waalwijk

- Sprang-Capelle (2596)
- Waalwijk (2597)
- Waspik (2598)

## Werkendam

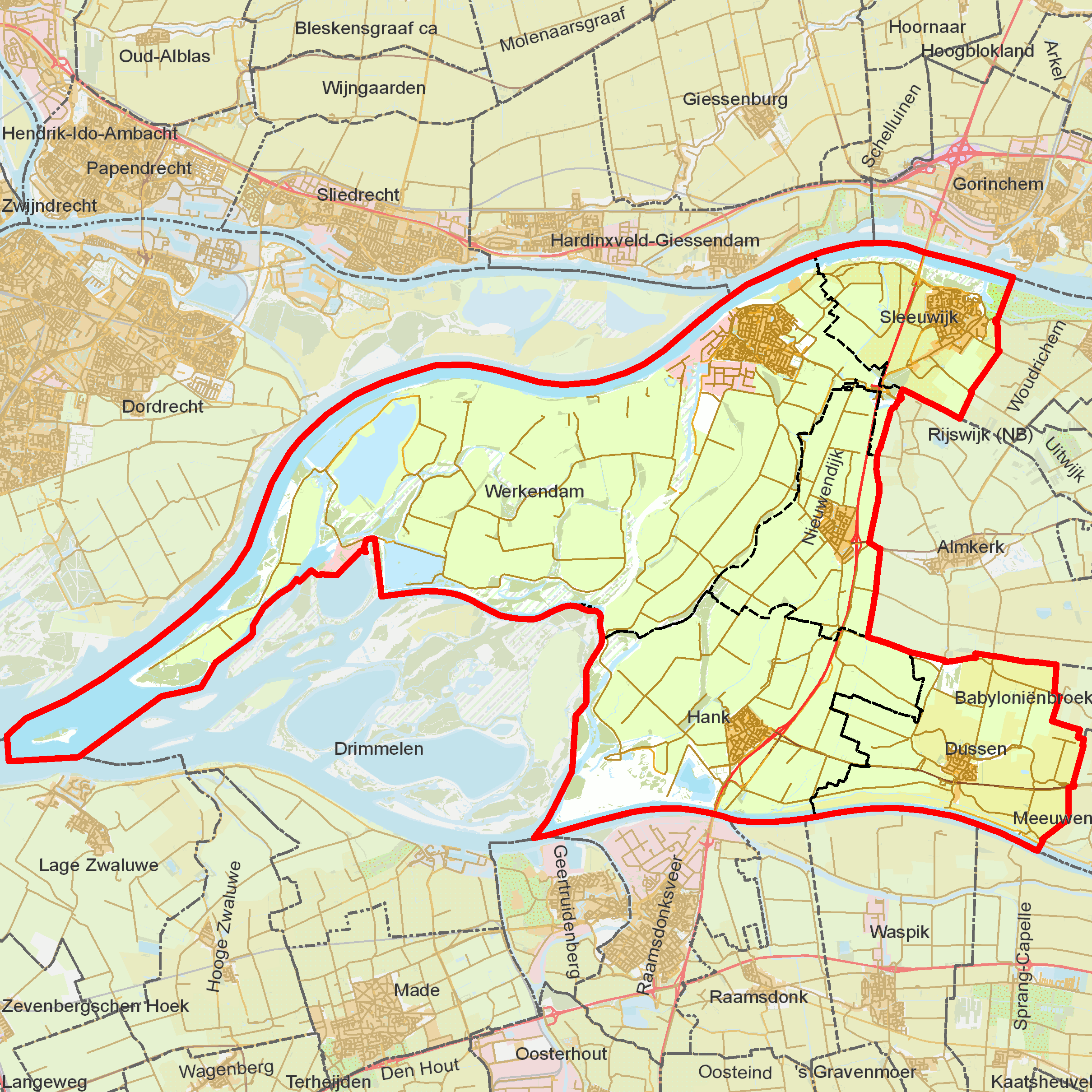
Woonplaatsen in de gemeente Werkendam

- Dussen (2214)
- Hank (2215)
- Nieuwendijk (2216)
- Sleeuwijk (2217)
- Werkendam (2218)

## Woensdrecht

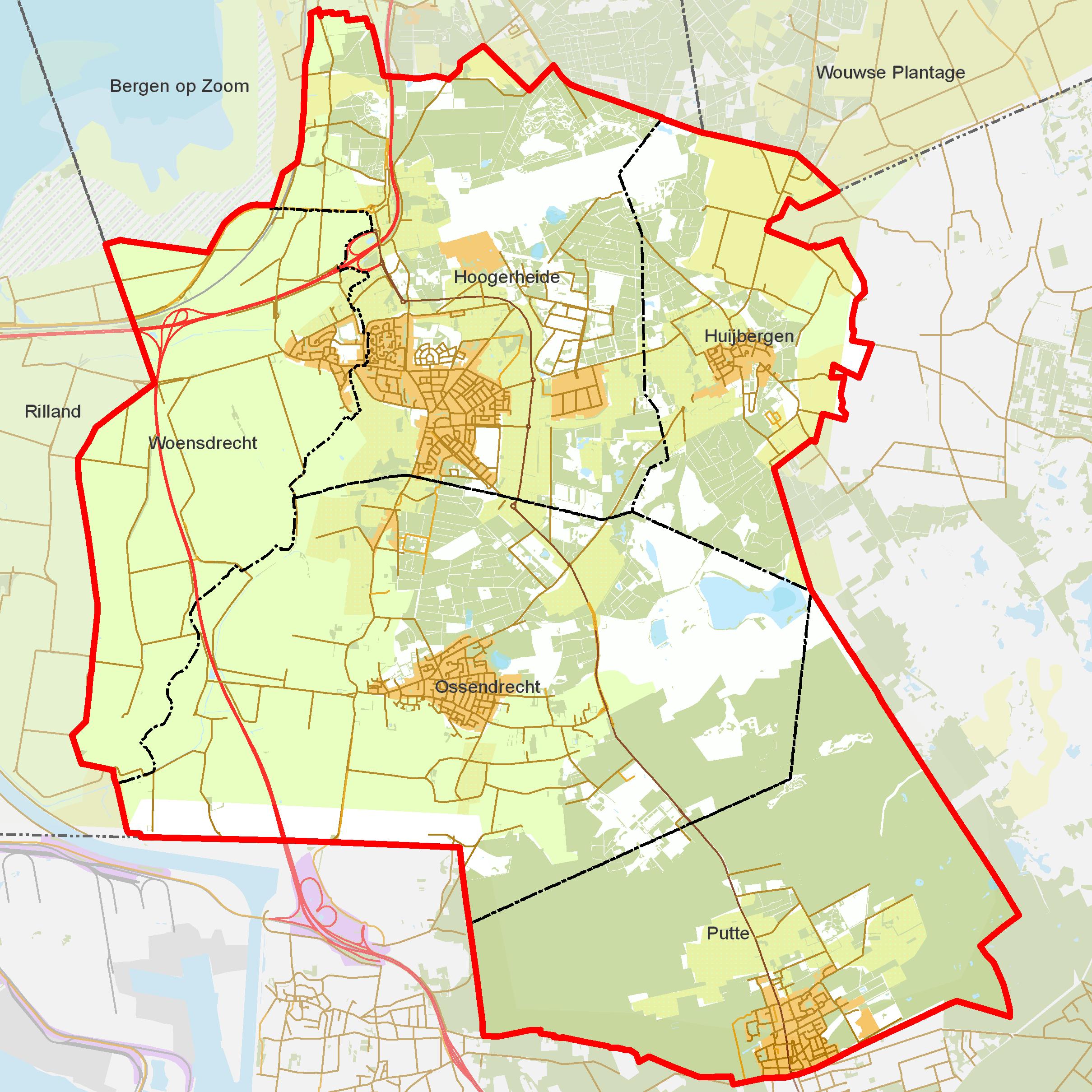
Woonplaatsen in de gemeente Woensdrecht

- Hoogerheide (1000)
- Huijbergen (1001)
- Ossendrecht (1002)
- Putte (1003)
- Woensdrecht (1004)

## Woudrichem

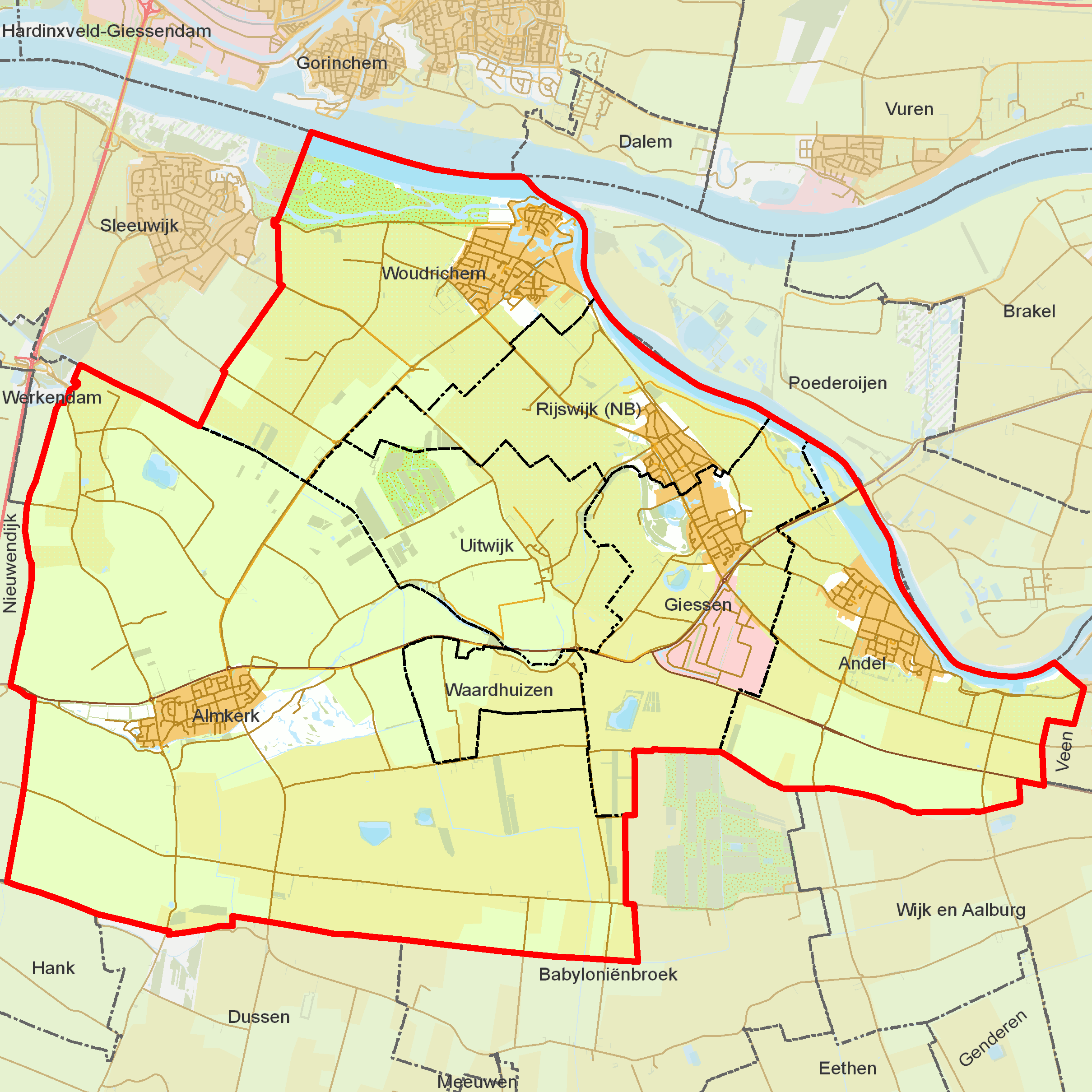
Woonplaatsen in de gemeente Woudrichem

- Almkerk (3300)
- Andel (3301)
- Giessen (3302)
- Rijswijk (3303)
- Uitwijk (3304)
- Waardhuizen (3305)
- Woudrichem (3306)

## Zundert

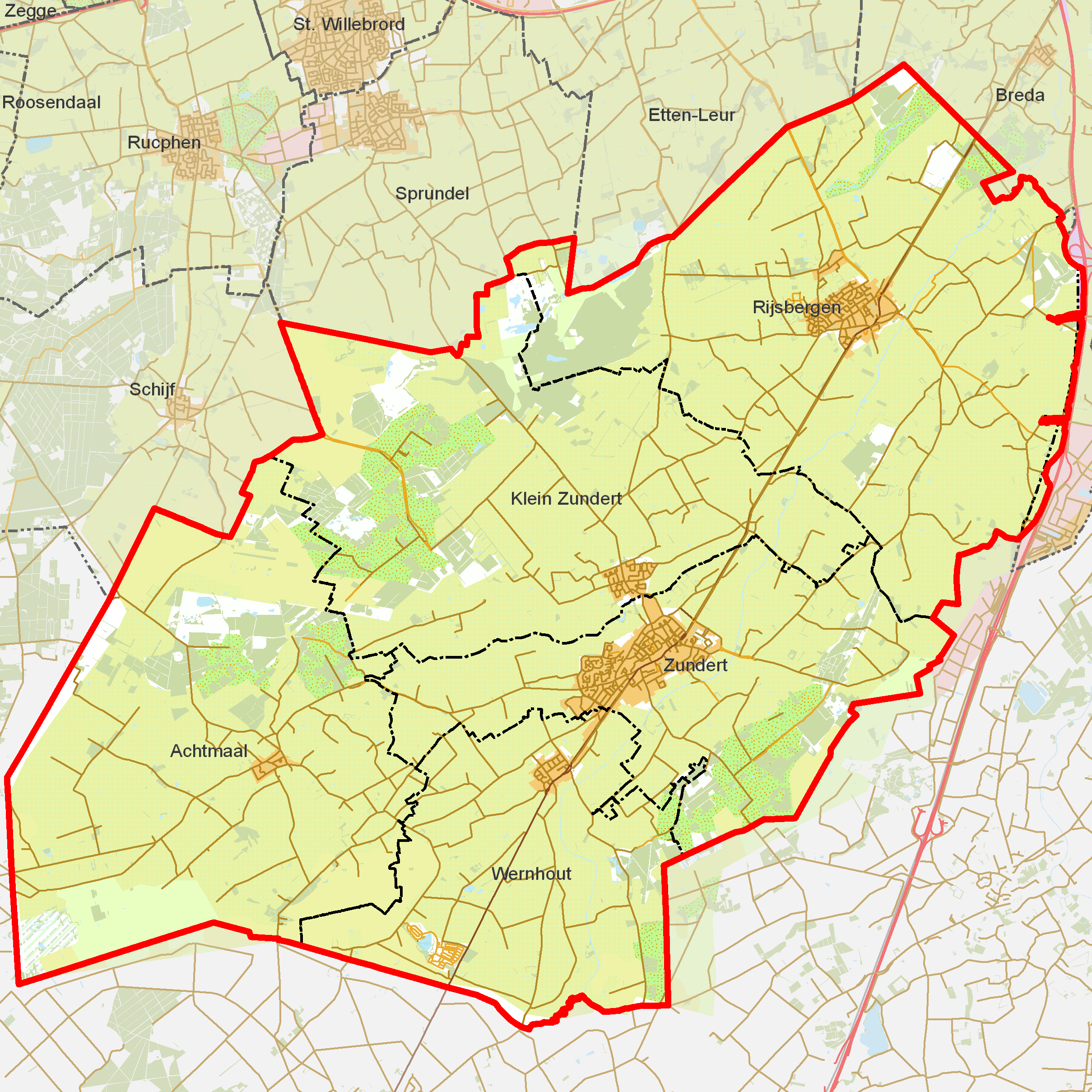
Woonplaatsen in de gemeente Zundert

- Achtmaal (3493)
- Klein-Zundert (3492)
- Rijsbergen (3490)
- Wernhout (3491)
- Zundert (3489)